# 库宾卡坦克博物馆
库宾卡坦克博物馆（英語：Kubinka Tank Museum）是位於俄羅斯莫斯科州西部库宾卡的一个坦克装甲博物馆

## 历史
库宾卡坦克博物馆是世界上最大的坦克博物馆之一，室内外展馆有来自世界14个国家的一共超过350辆装甲车辆。占地面积12公顷。苏联时期该博物馆主要开放给各苏军内部及相关科研院所研究人员参观，1990年代后俄罗斯联邦政府才开放给公众参观。

## 展厅分布
- 第一展厅：苏联/俄罗斯（重型坦克）
- 第二展厅：苏联/俄罗斯（中型坦克和主战坦克）
- 第三展厅：苏联/俄罗斯（轻型坦克、装甲军事运输车辆等）
- 第四展厅：苏联/俄罗斯（轮式车辆）
- 第五展厅：美国及英国坦克
- 第六展厅：第二次世界大战期间的德国坦克
- 第七展厅：其他国家的坦克（法国、南非、捷克、波兰、匈牙利、中国、日本等）

## 展品

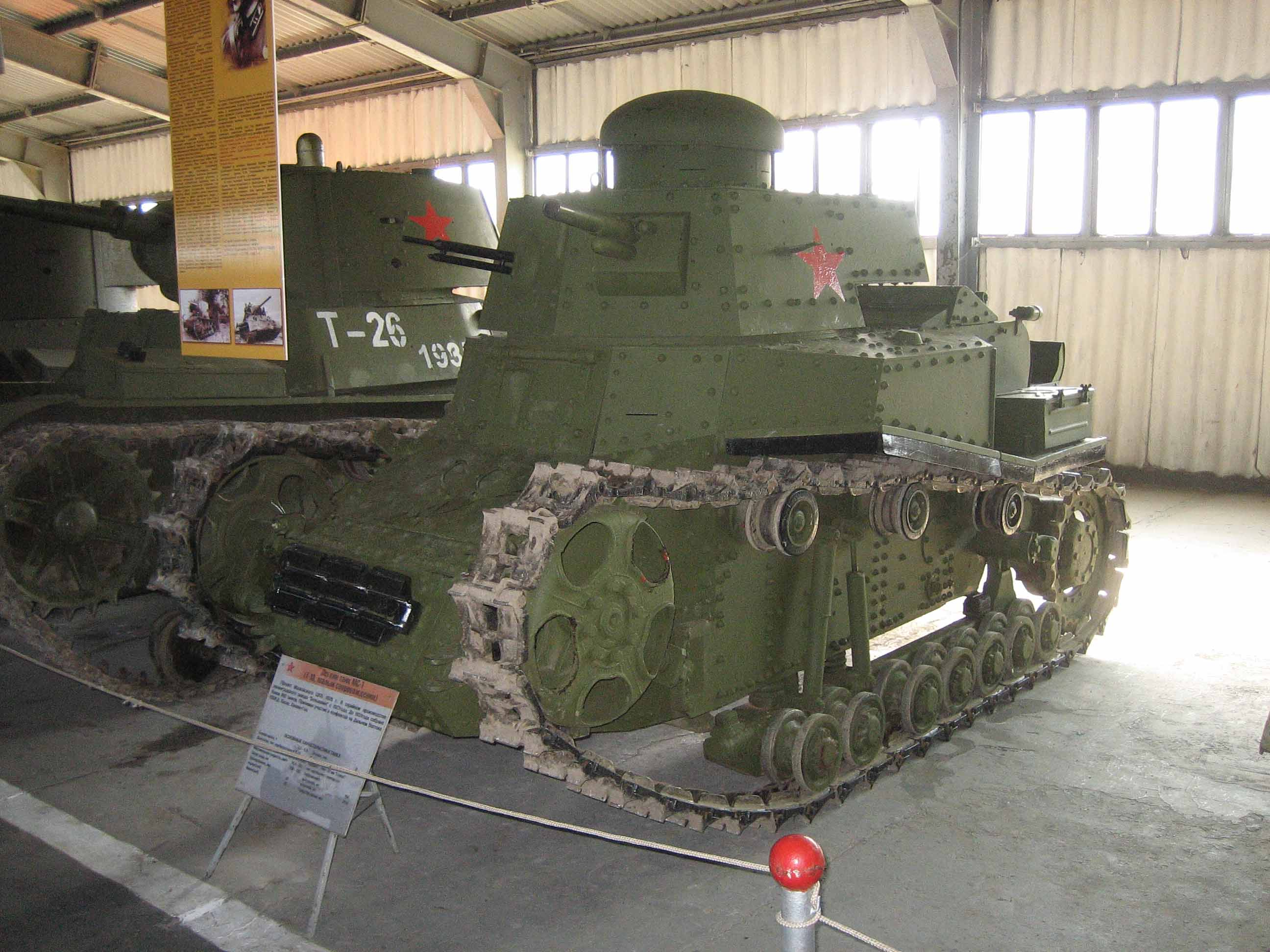
T-18坦克
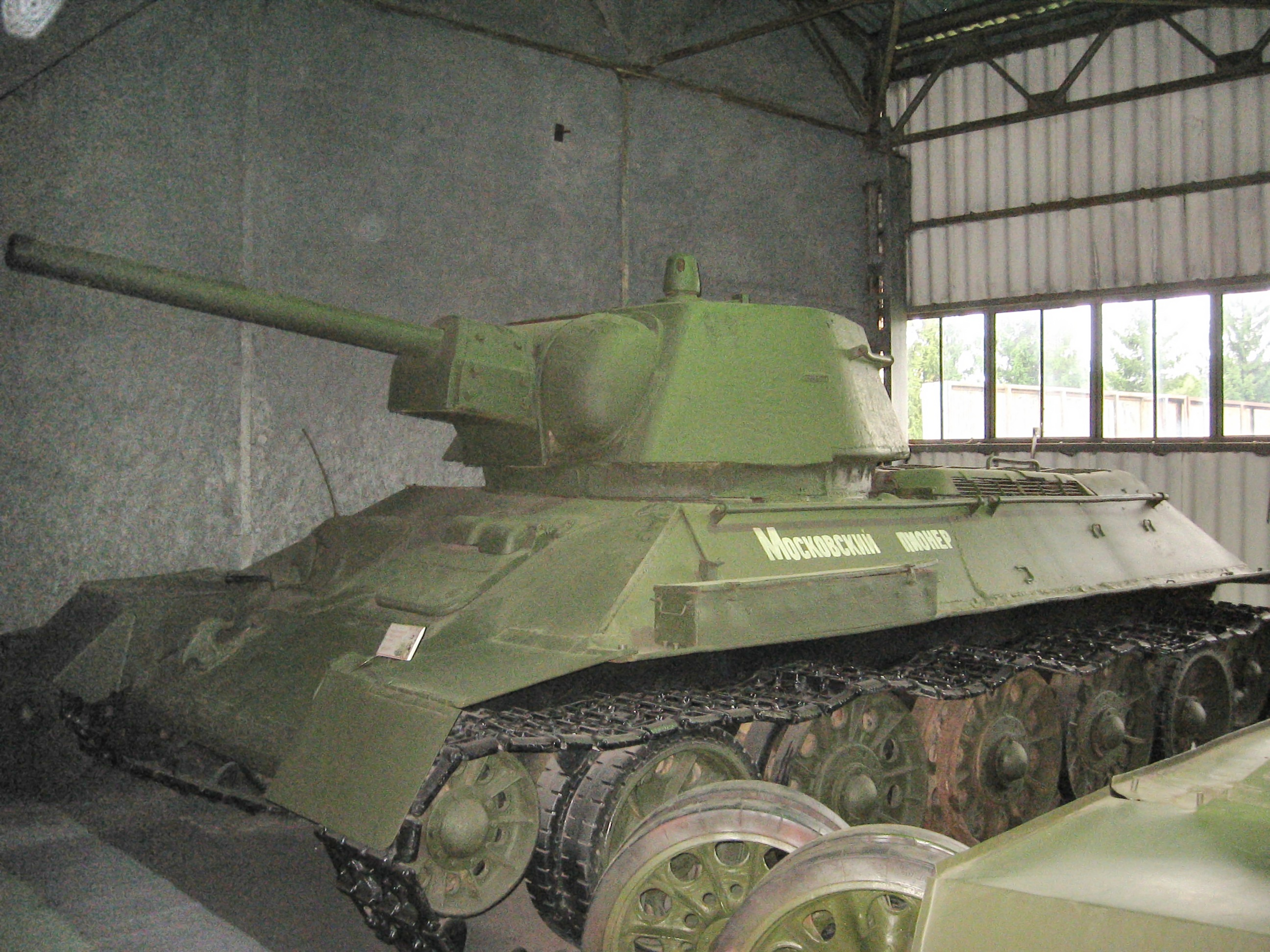
T-34坦克
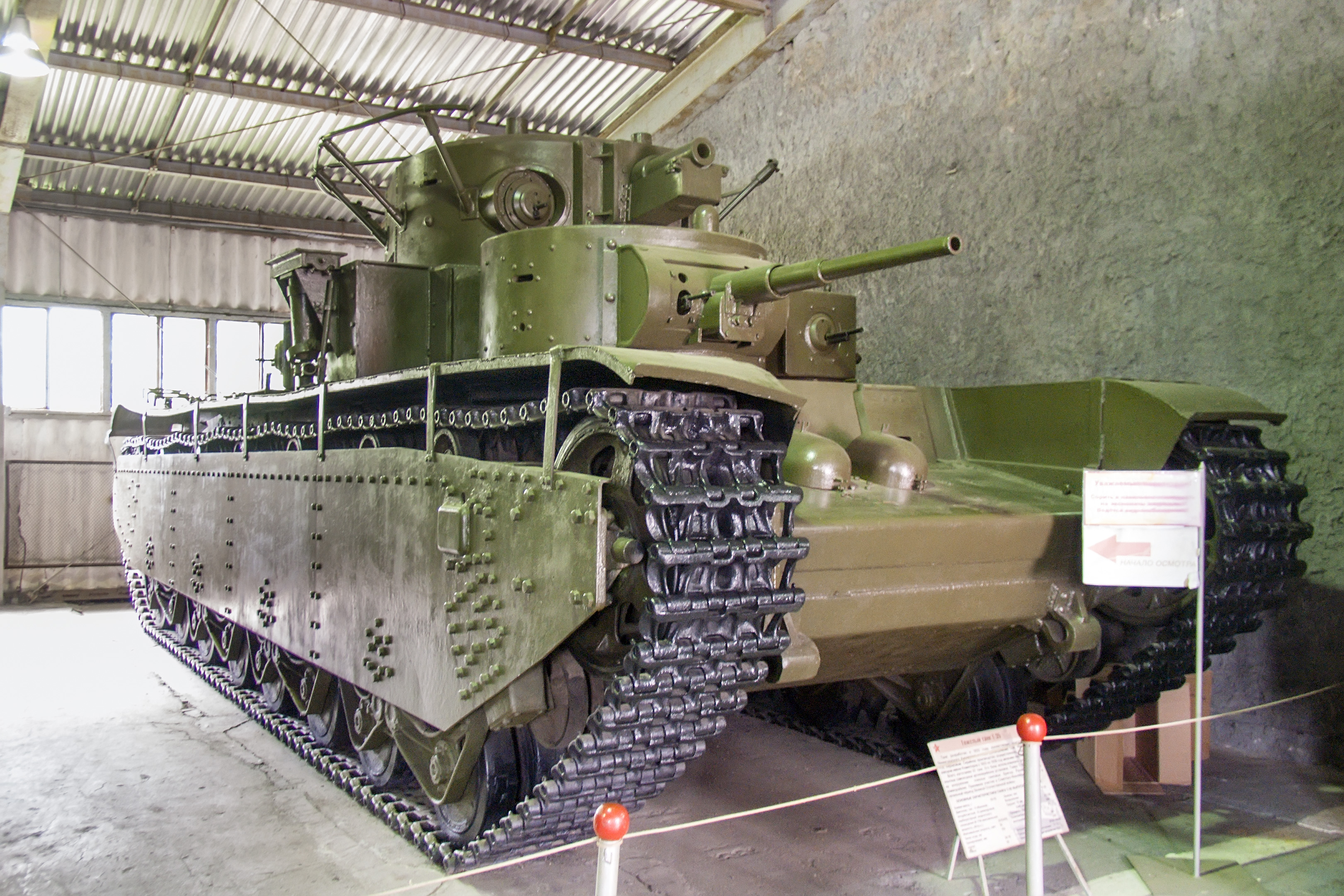
T-35多炮塔坦克
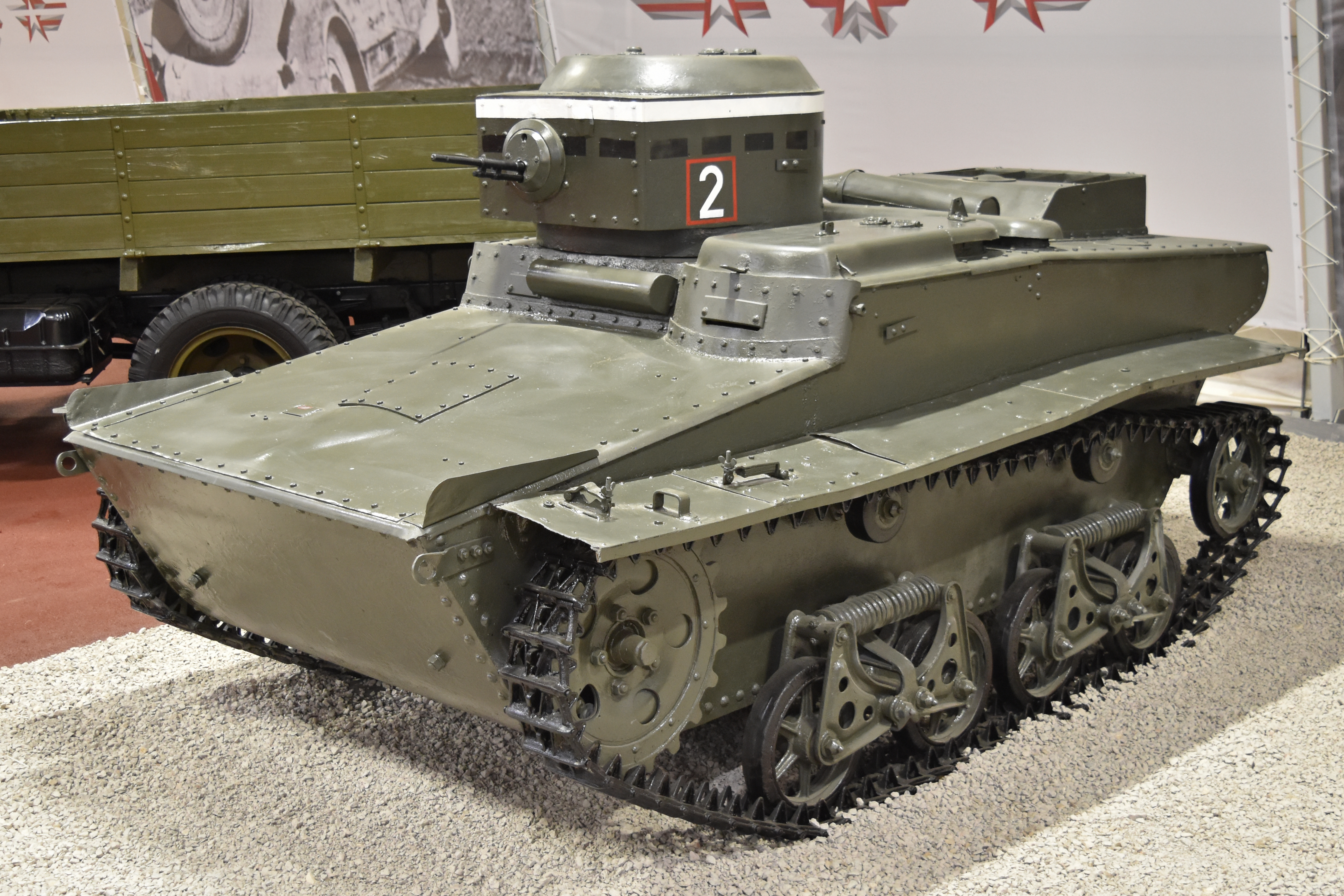
T-37A 水陸兩棲輕型戰車
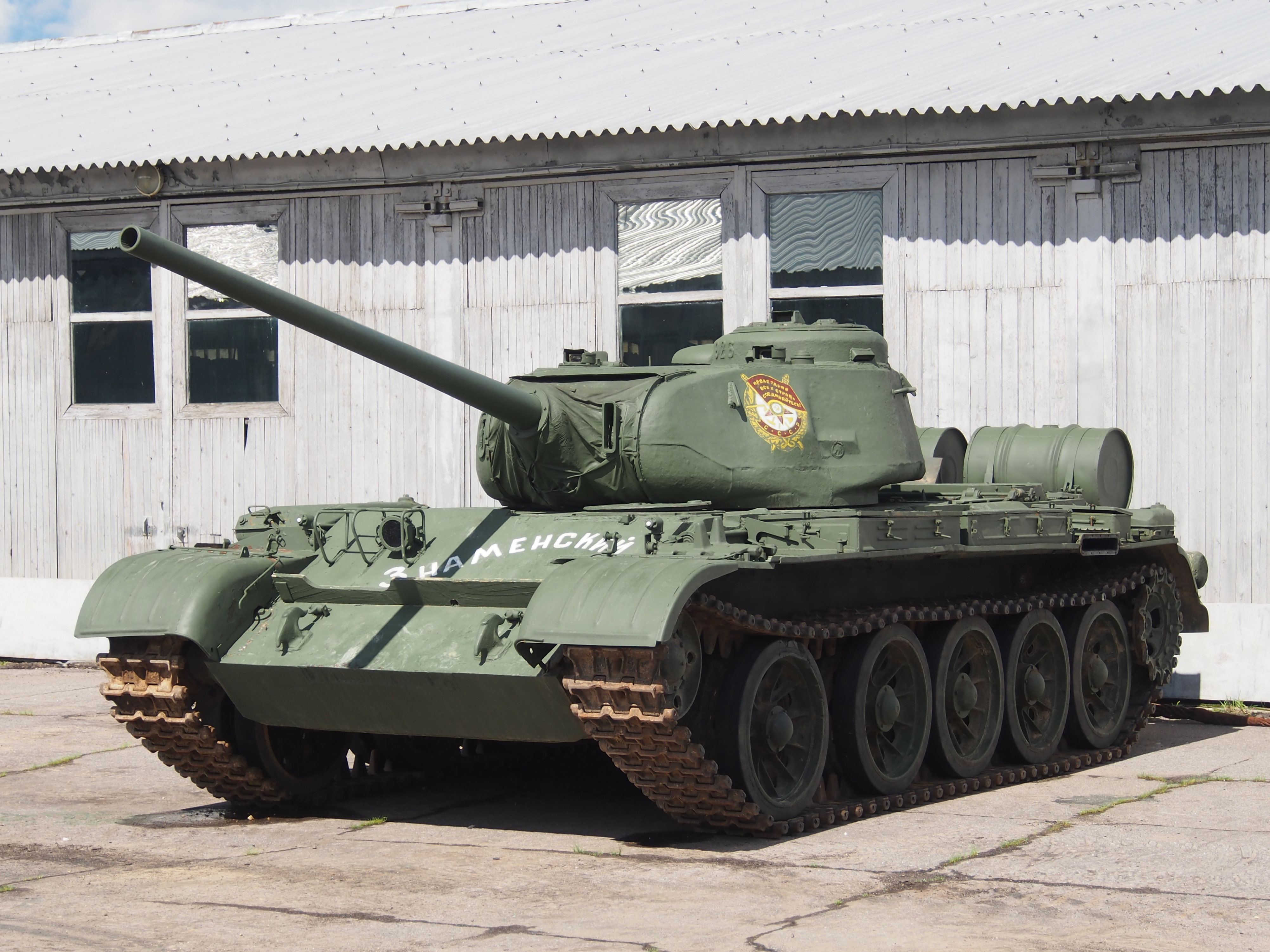
T-44坦克
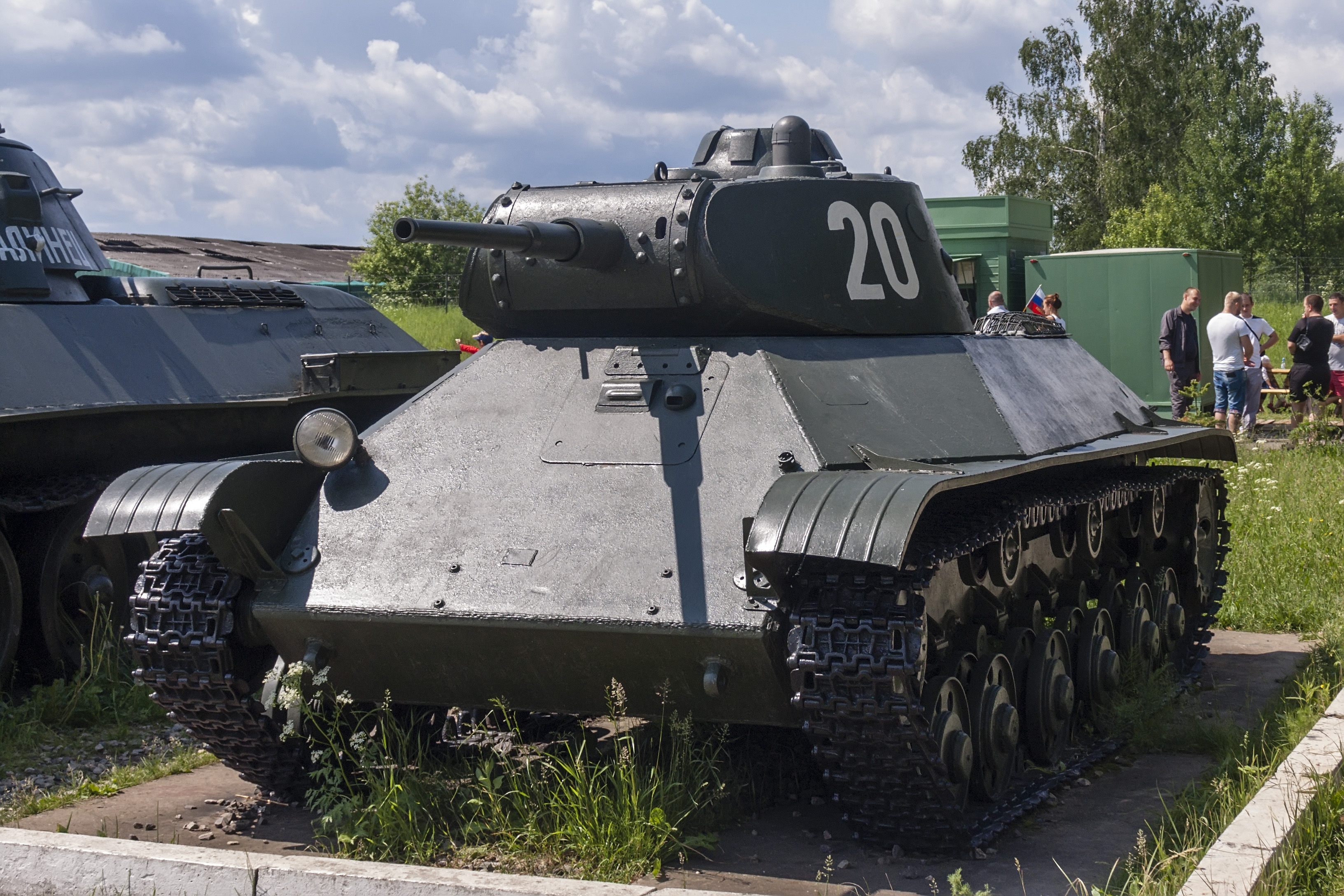
T-50坦克
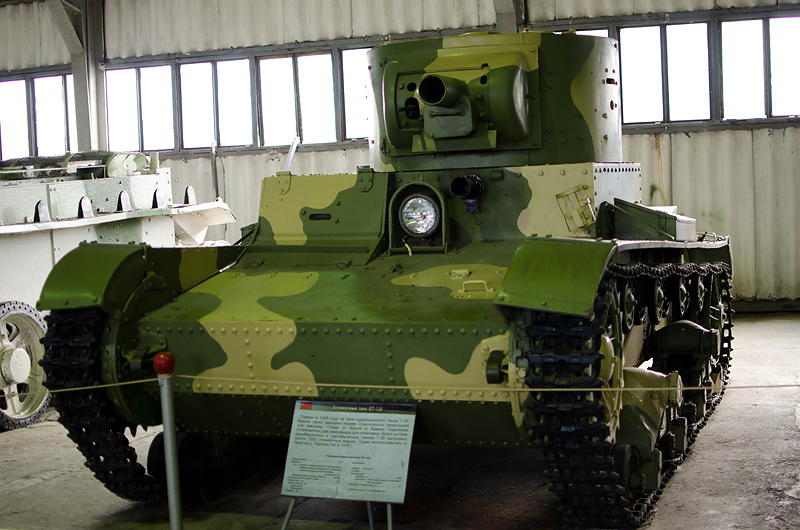
XT-130噴火戰車（俄语：ХТ-130）
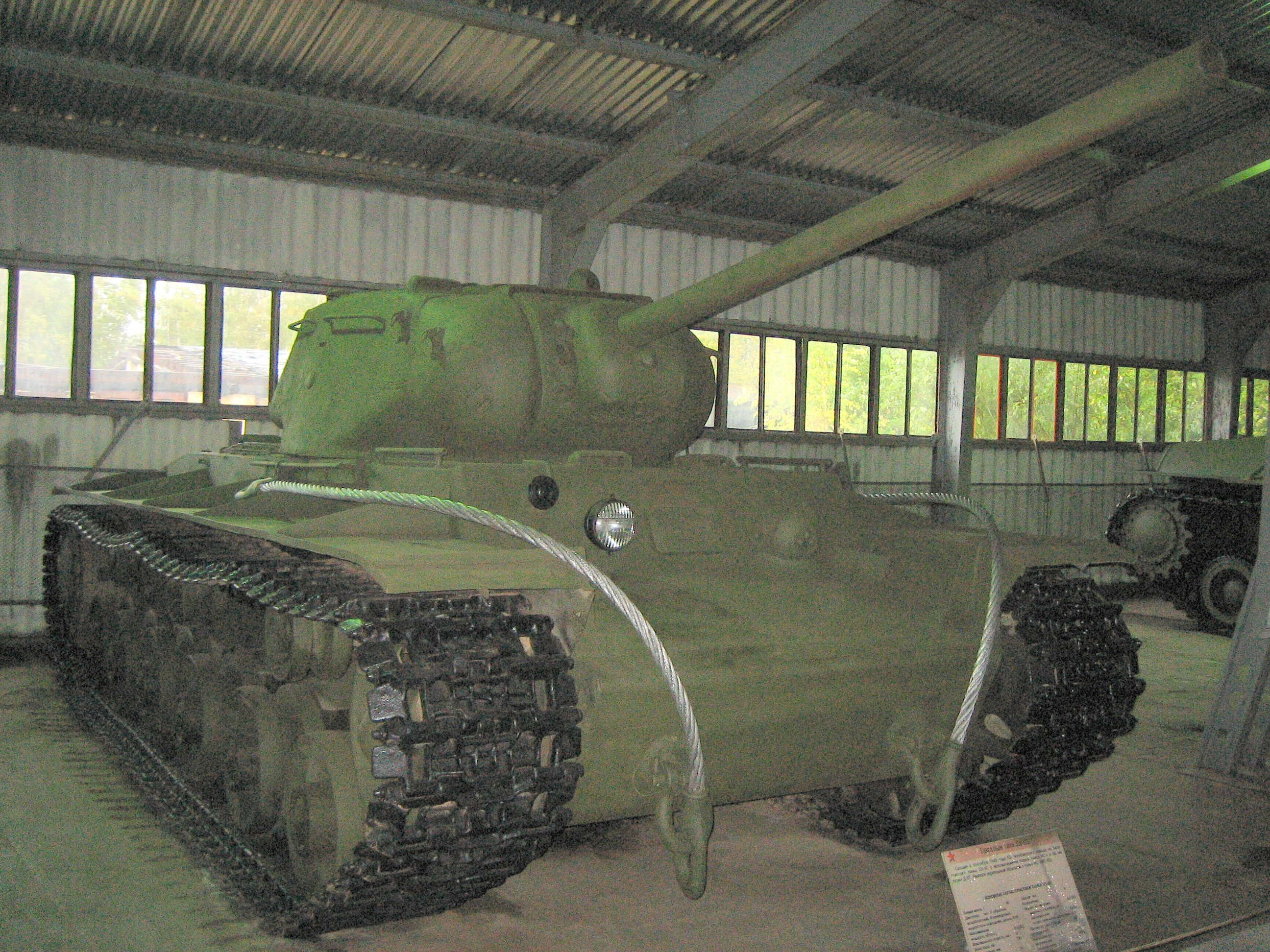
KV-85坦克
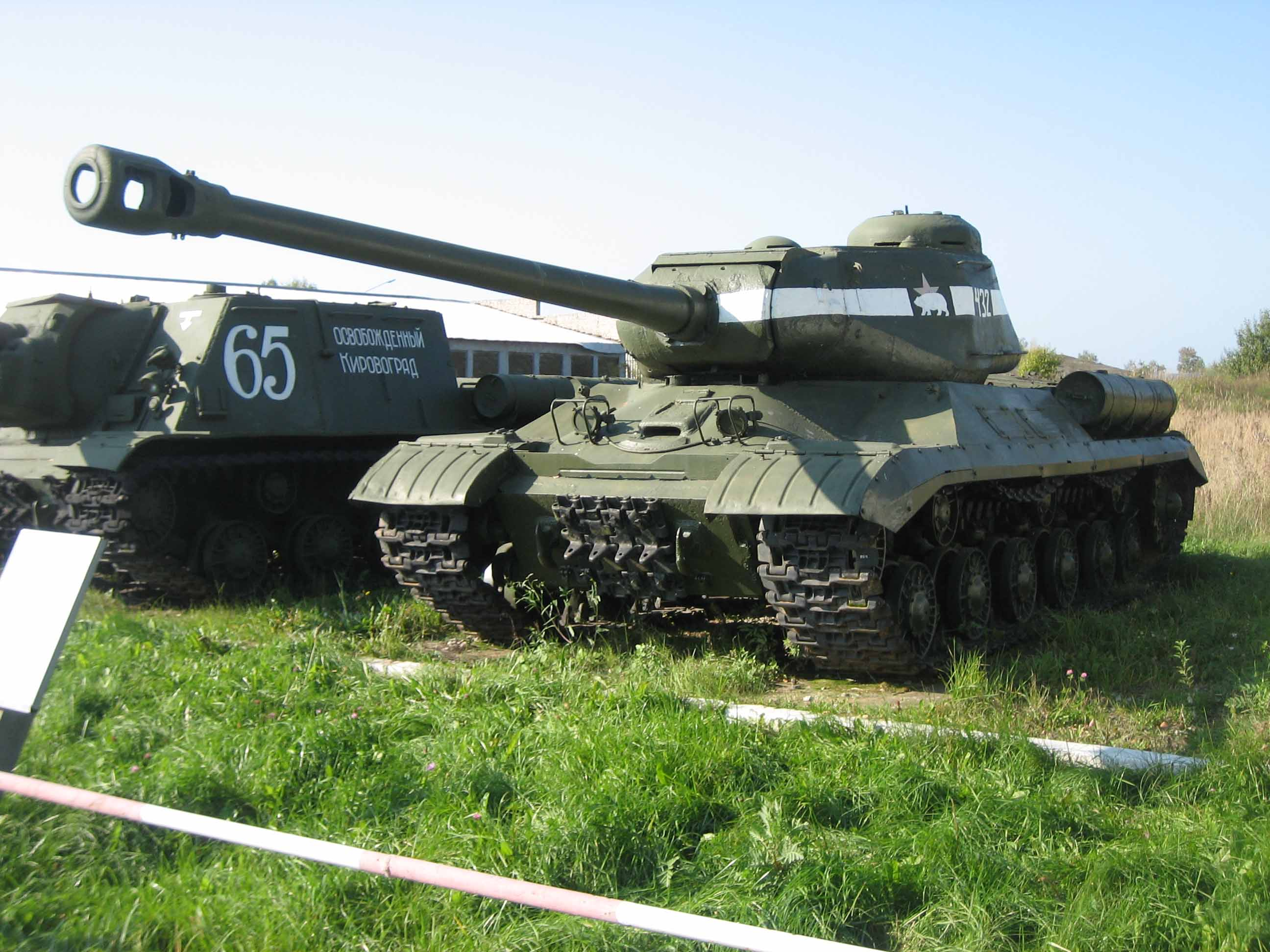
IS-2重型坦克
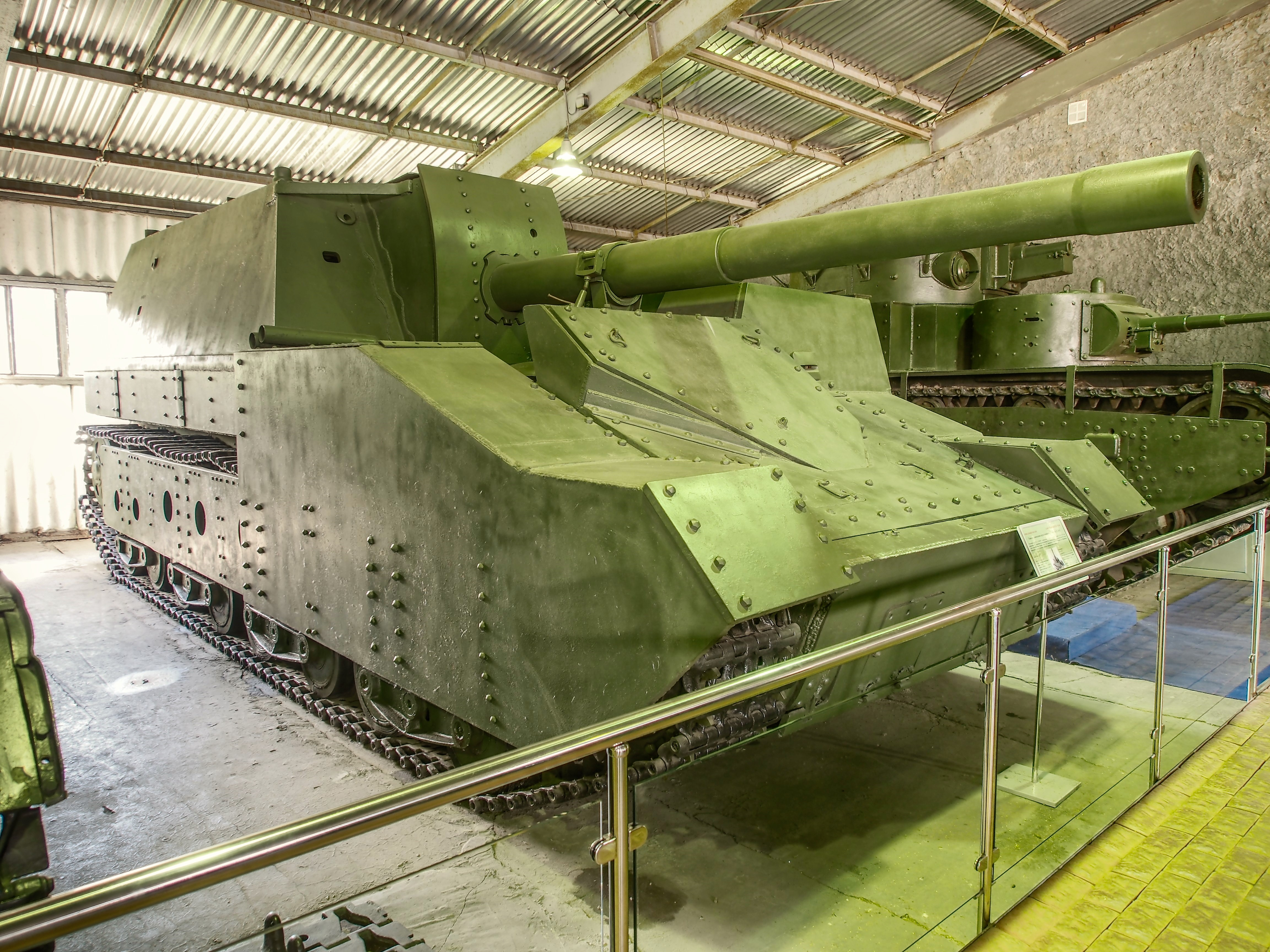
SU-14-2自走炮
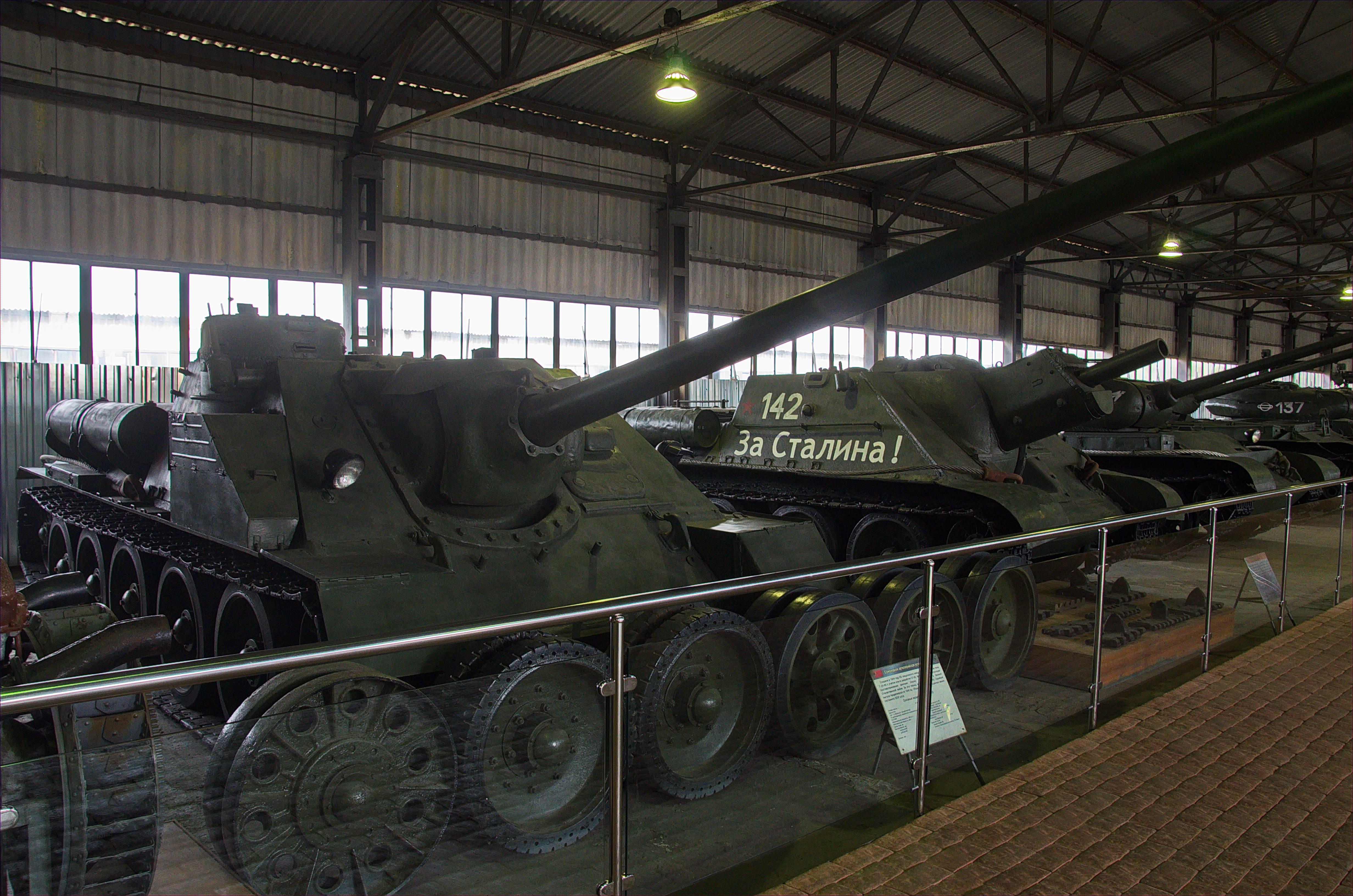
SU-100驅逐戰車
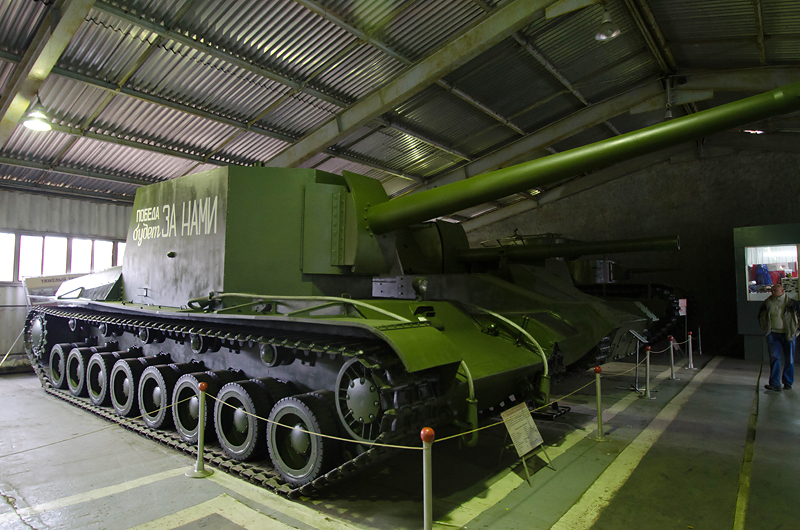
SU-100Y自走砲
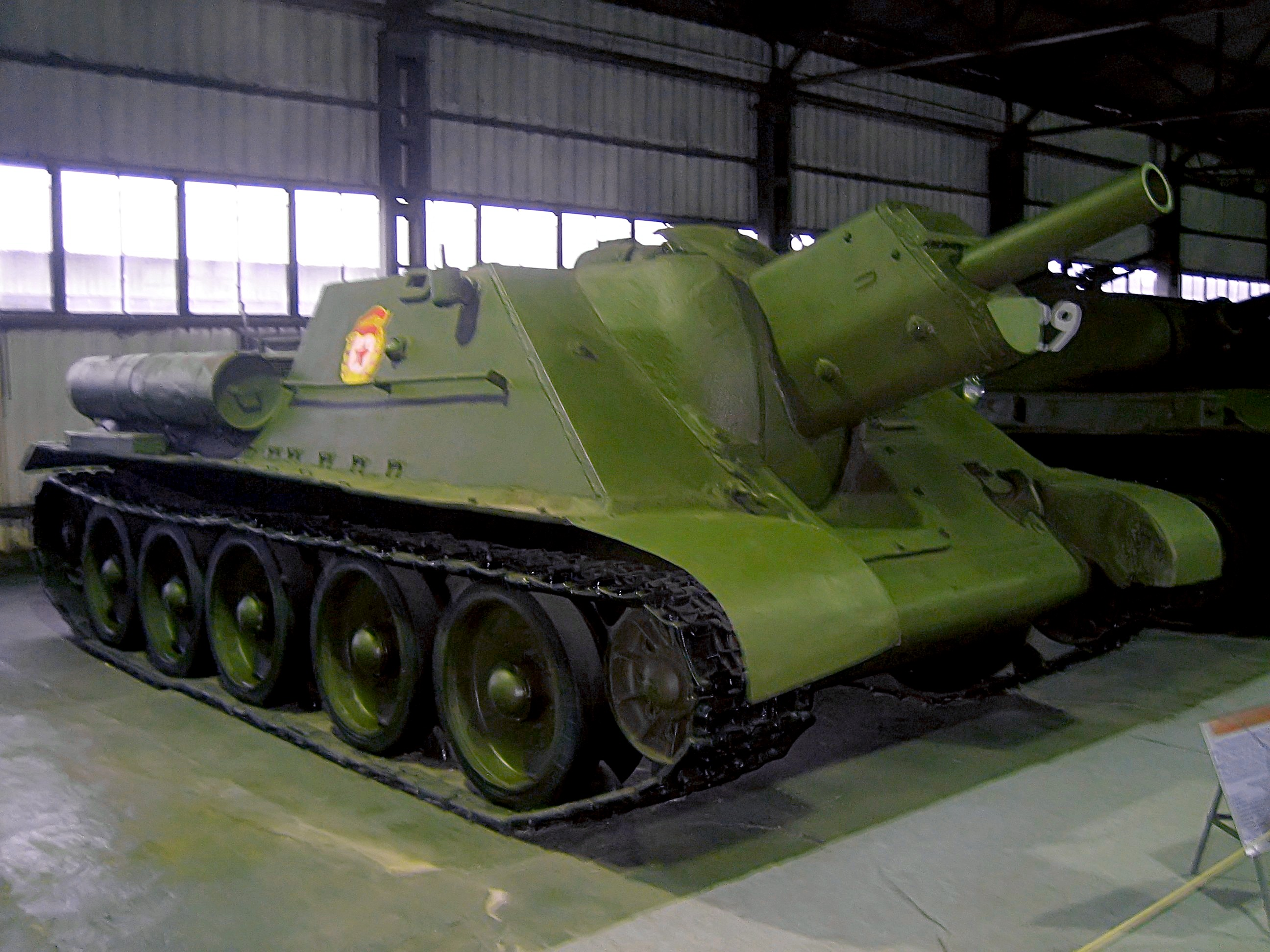
SU-122突擊炮
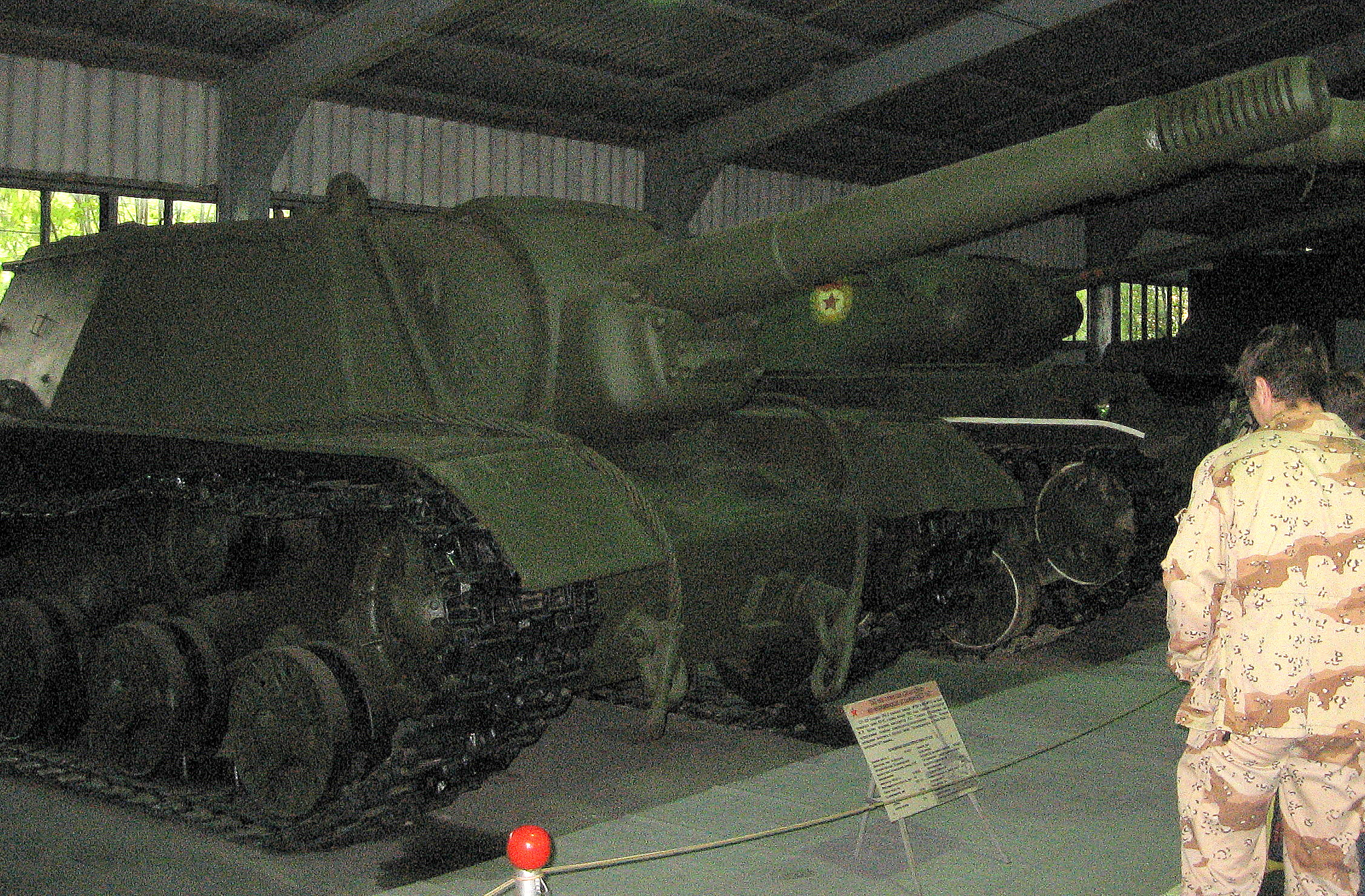
SU-152突擊炮
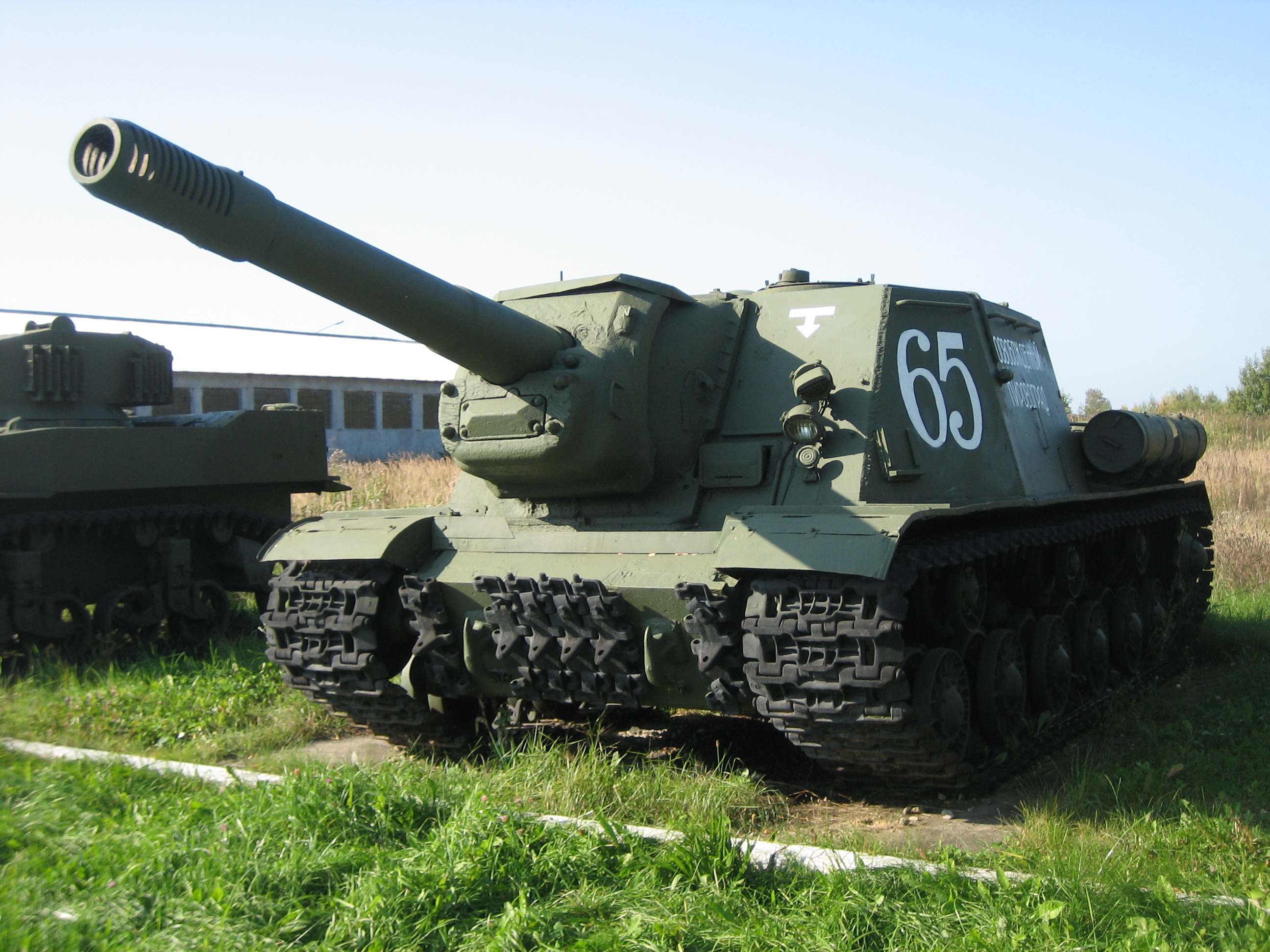
ISU-152式重型突擊炮
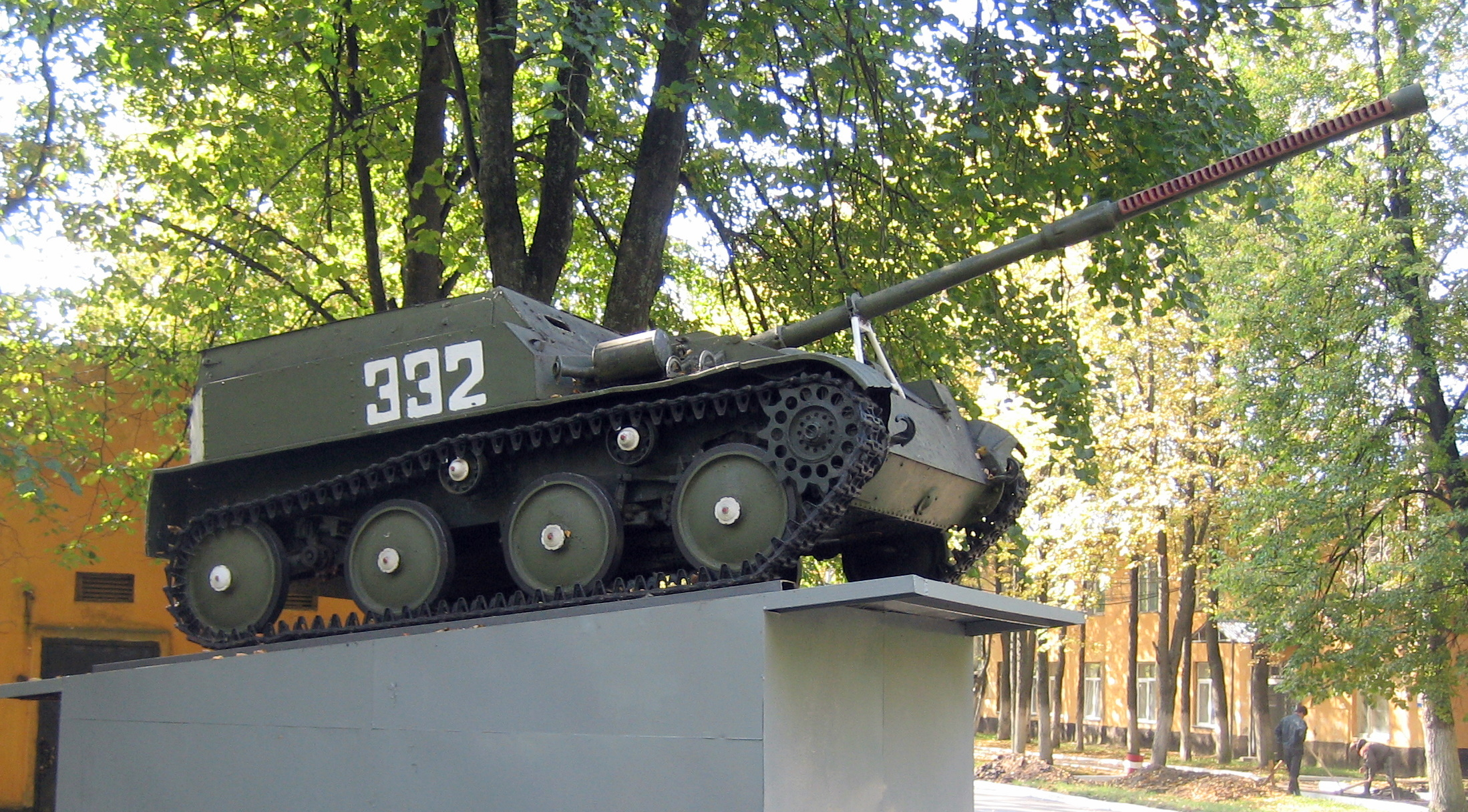
ASU-57空降自走炮
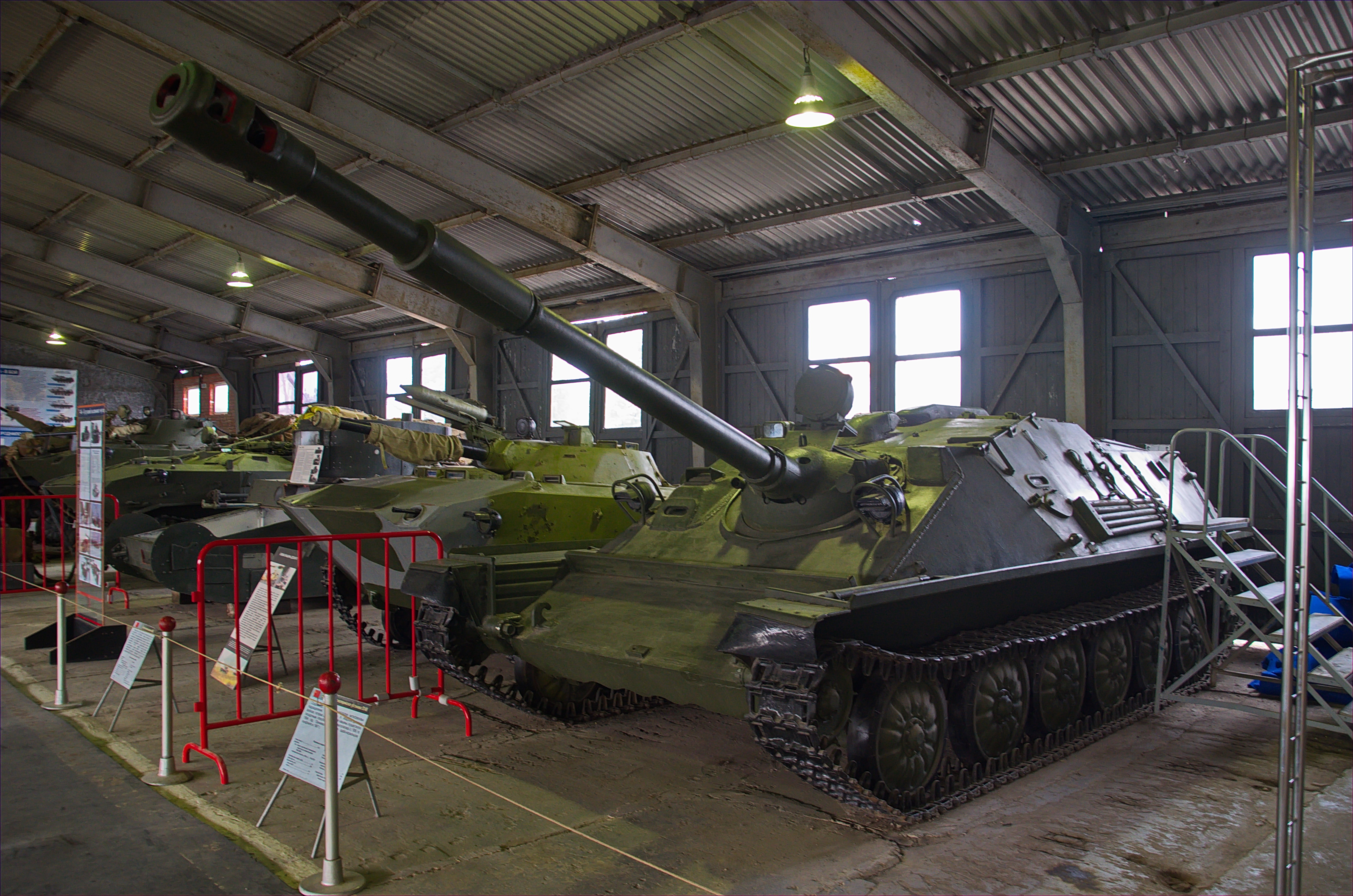
ASU-85空降自走炮
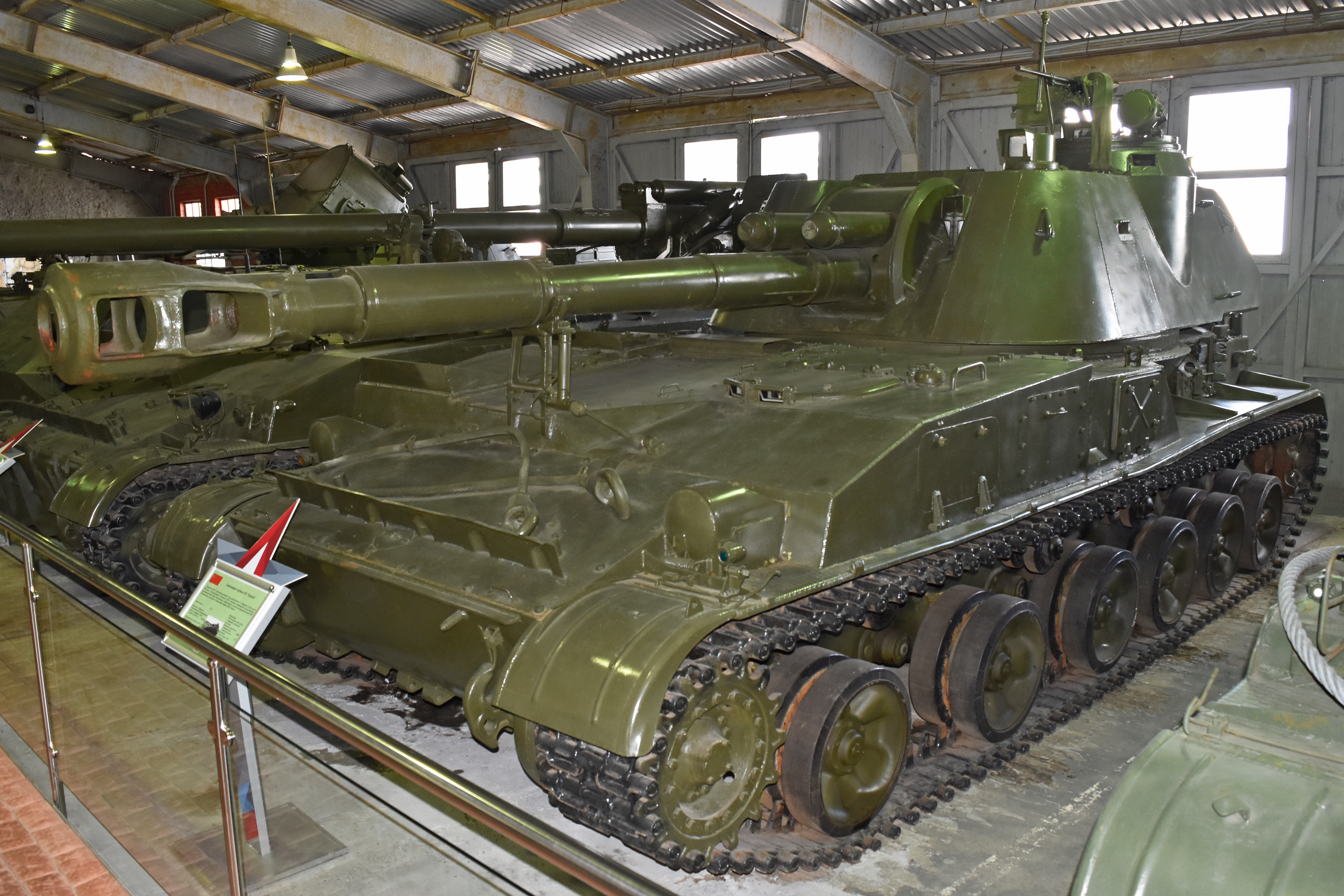
2S3 Akatsiya自走砲
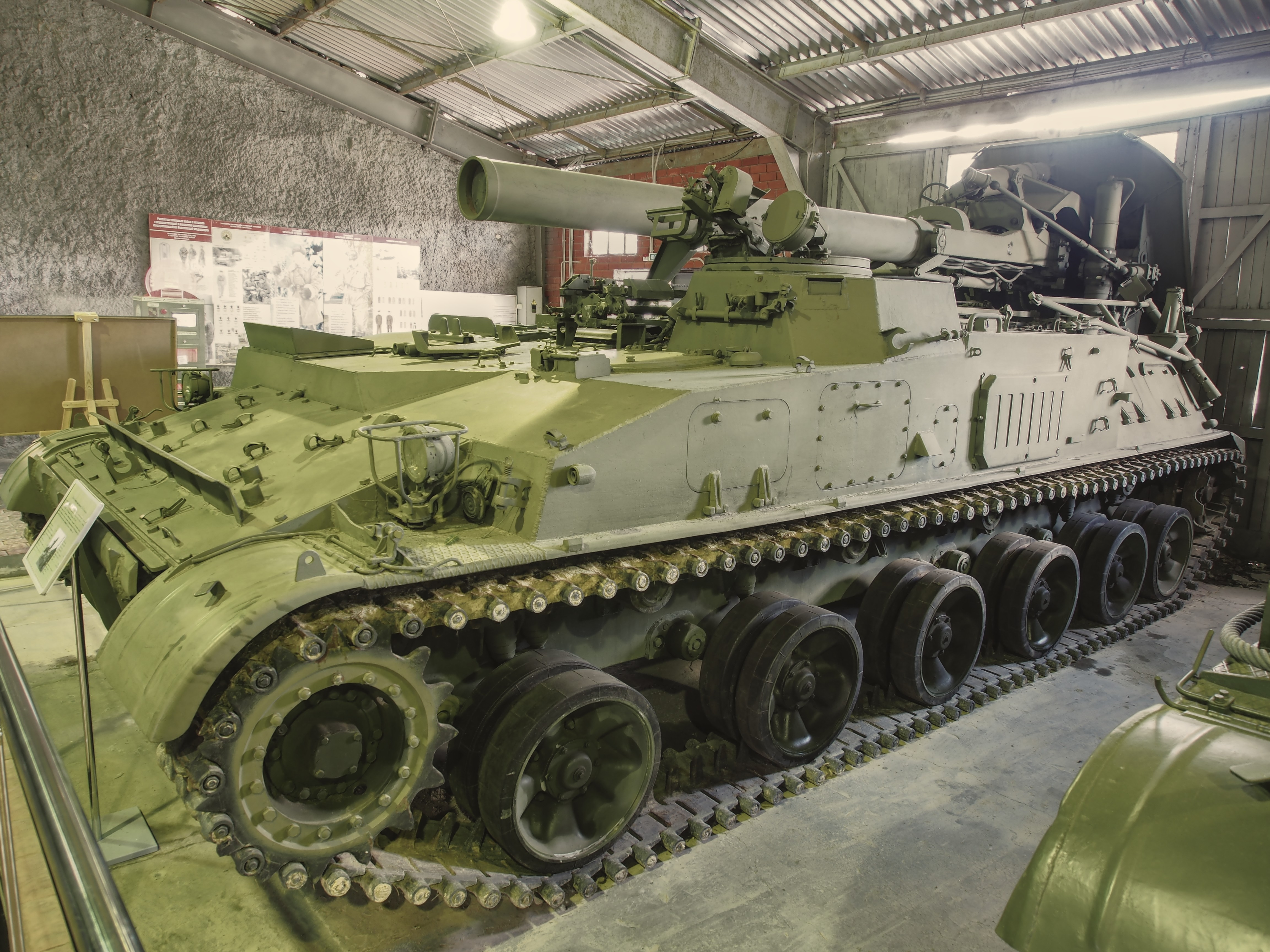
2S4自走迫擊炮
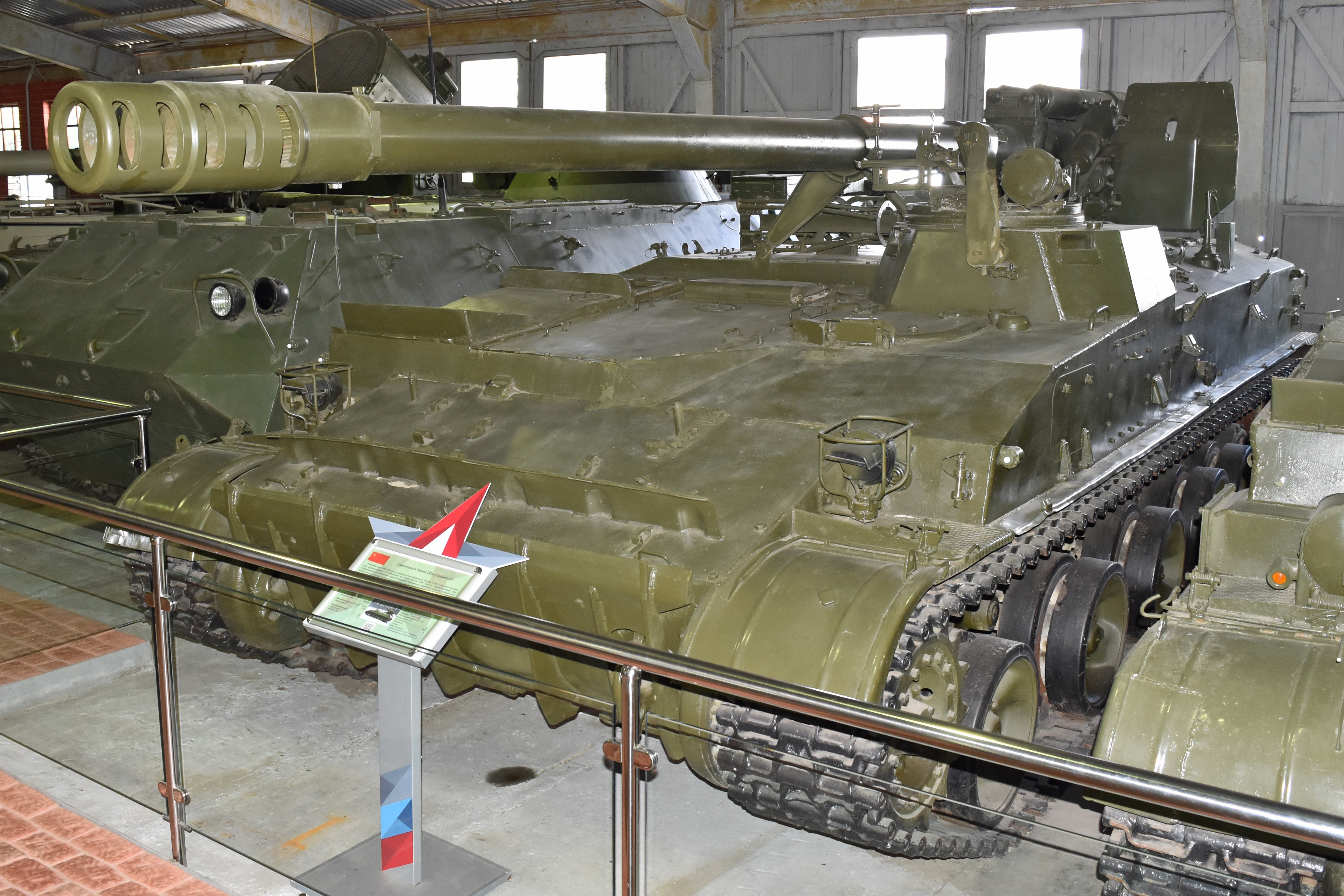
2S5自走炮
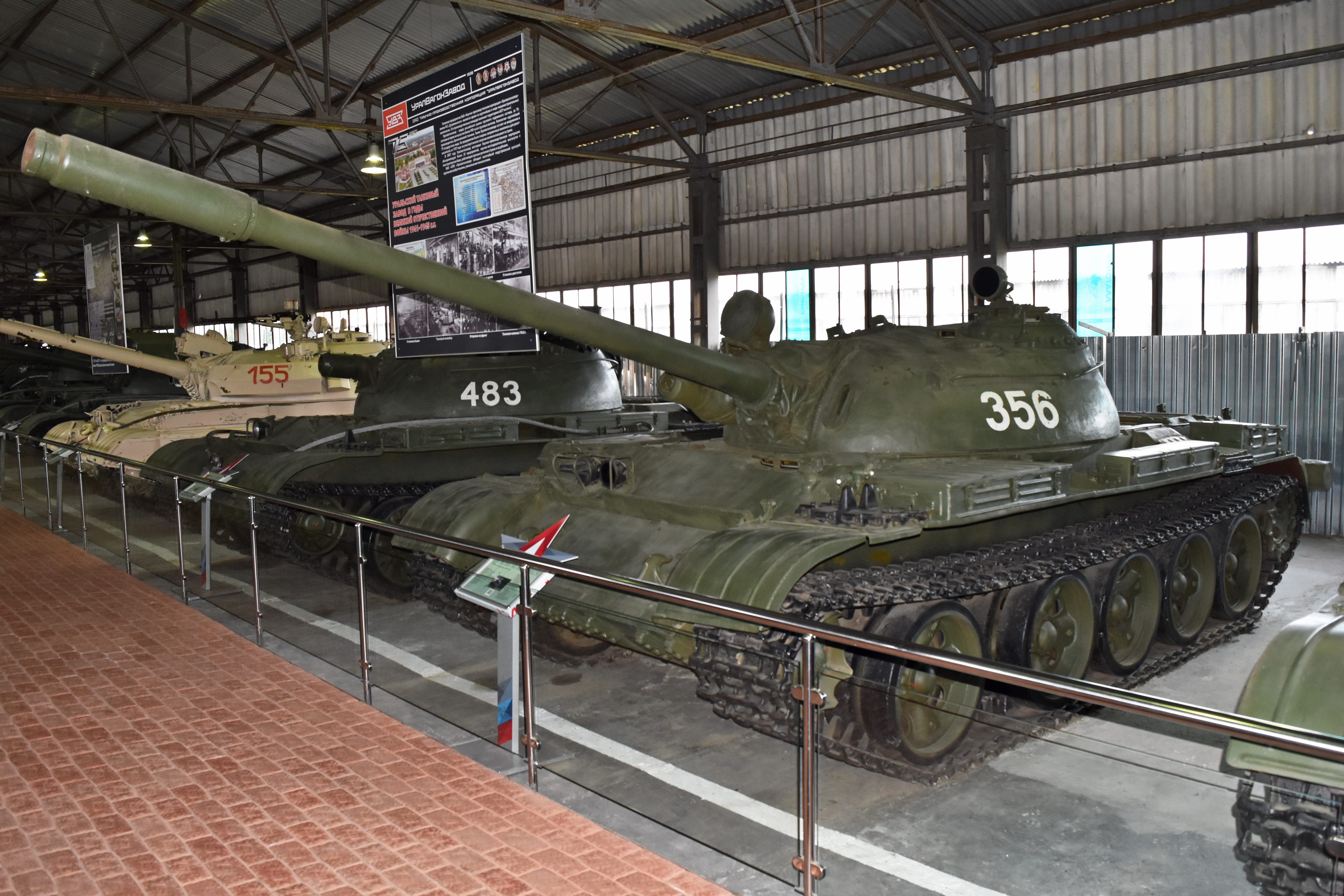
T-55坦克
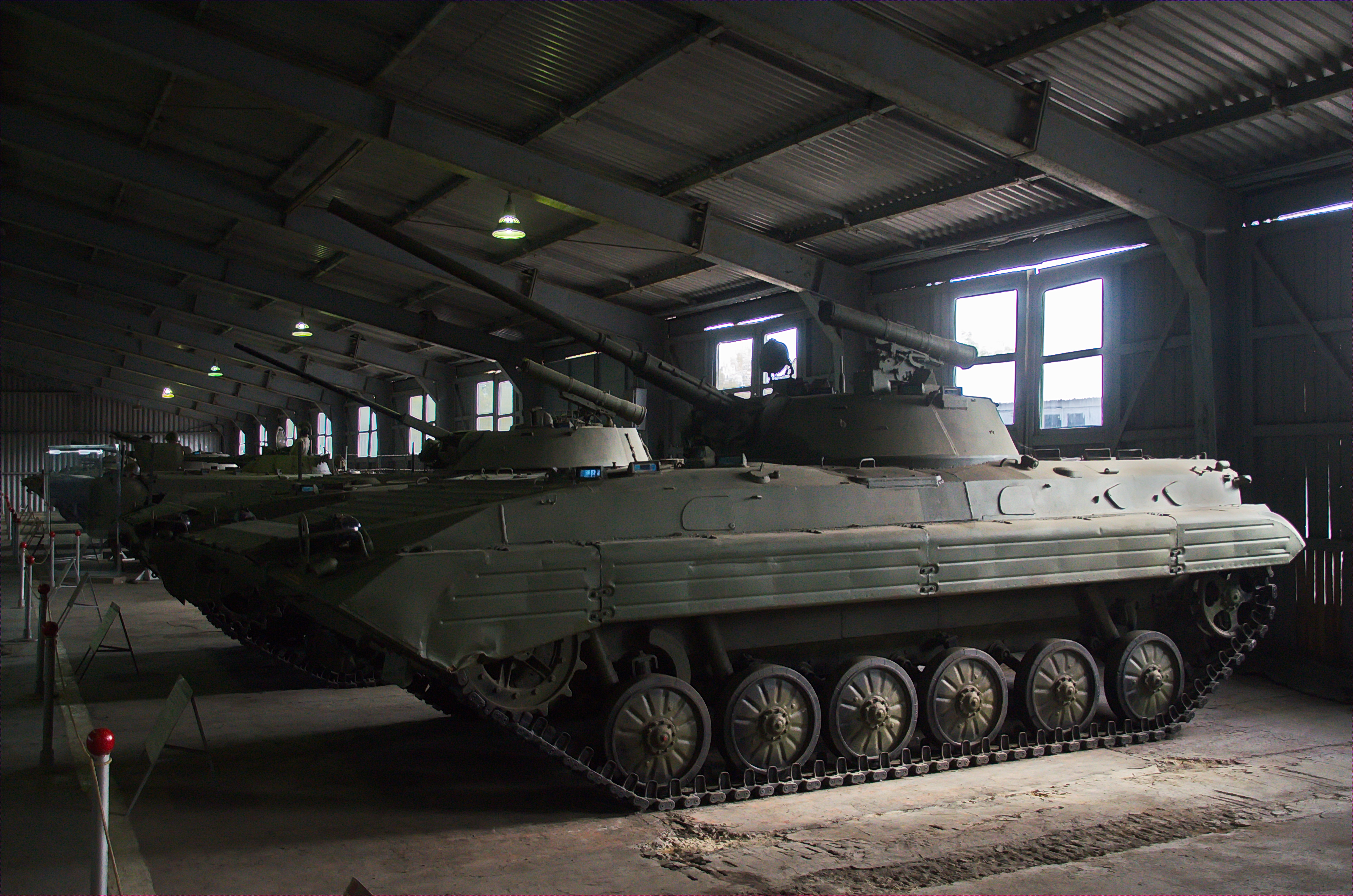
冷戰時期蘇聯陸軍的一系列裝步戰車
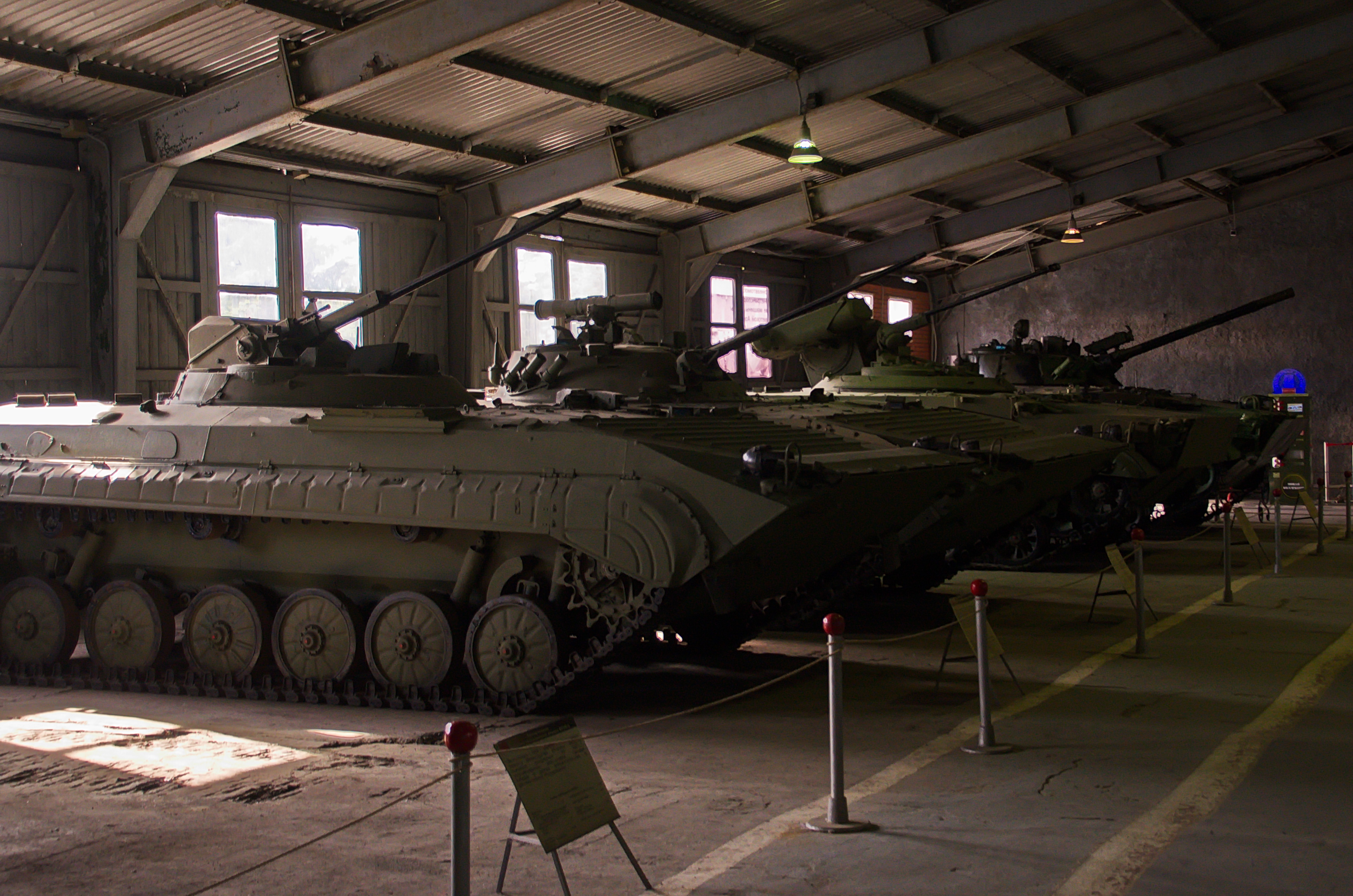
於另一側展示的冷戰時期蘇聯陸軍的一系列裝步戰車
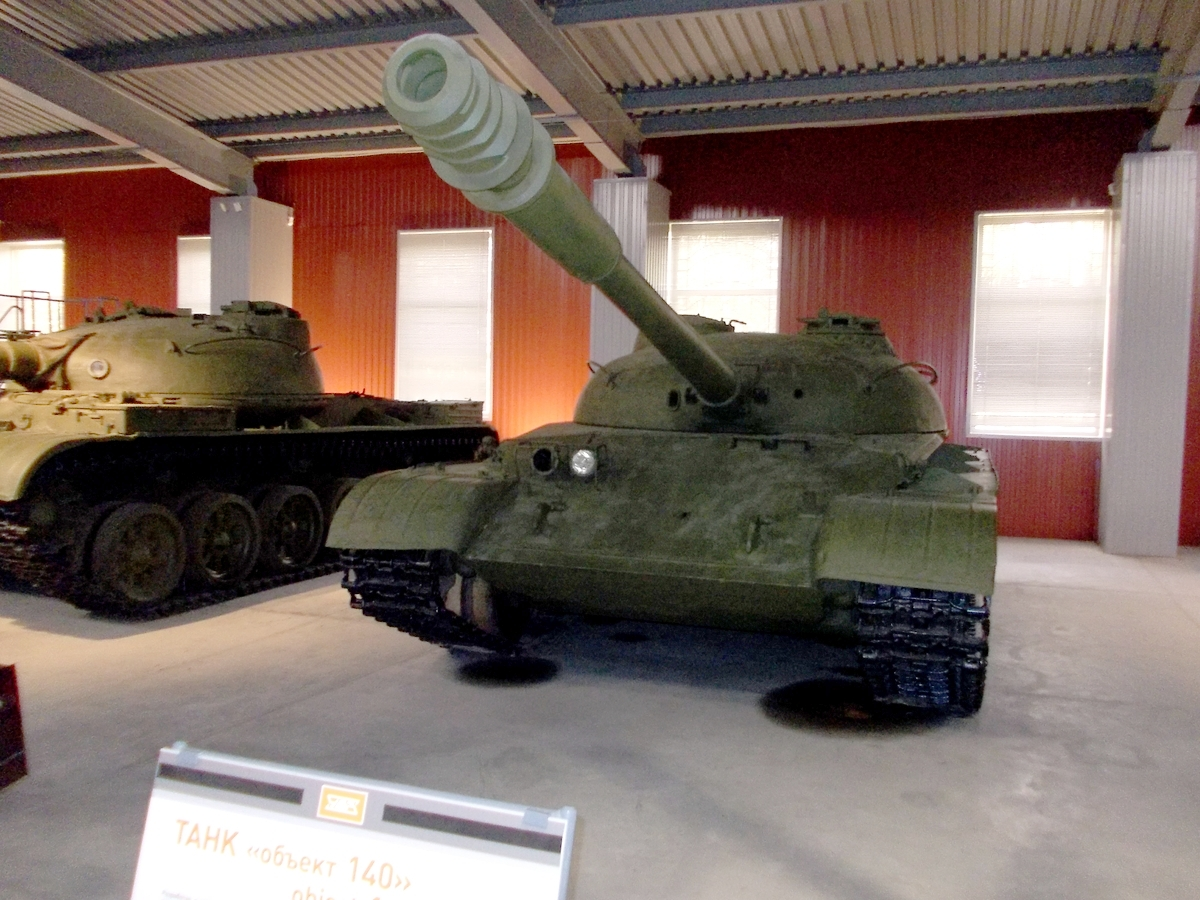
140工程（俄语：Объект 140）
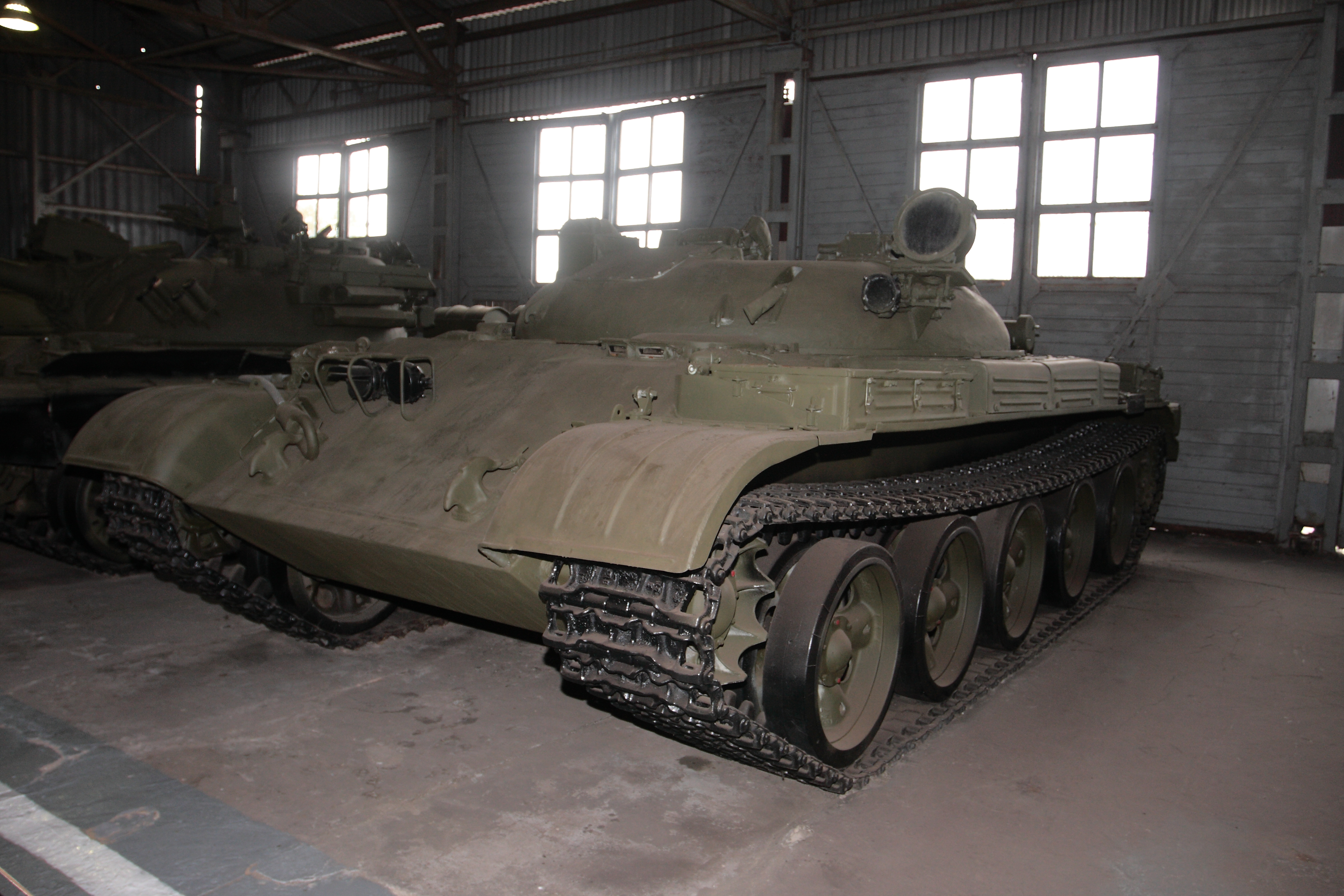
150工程
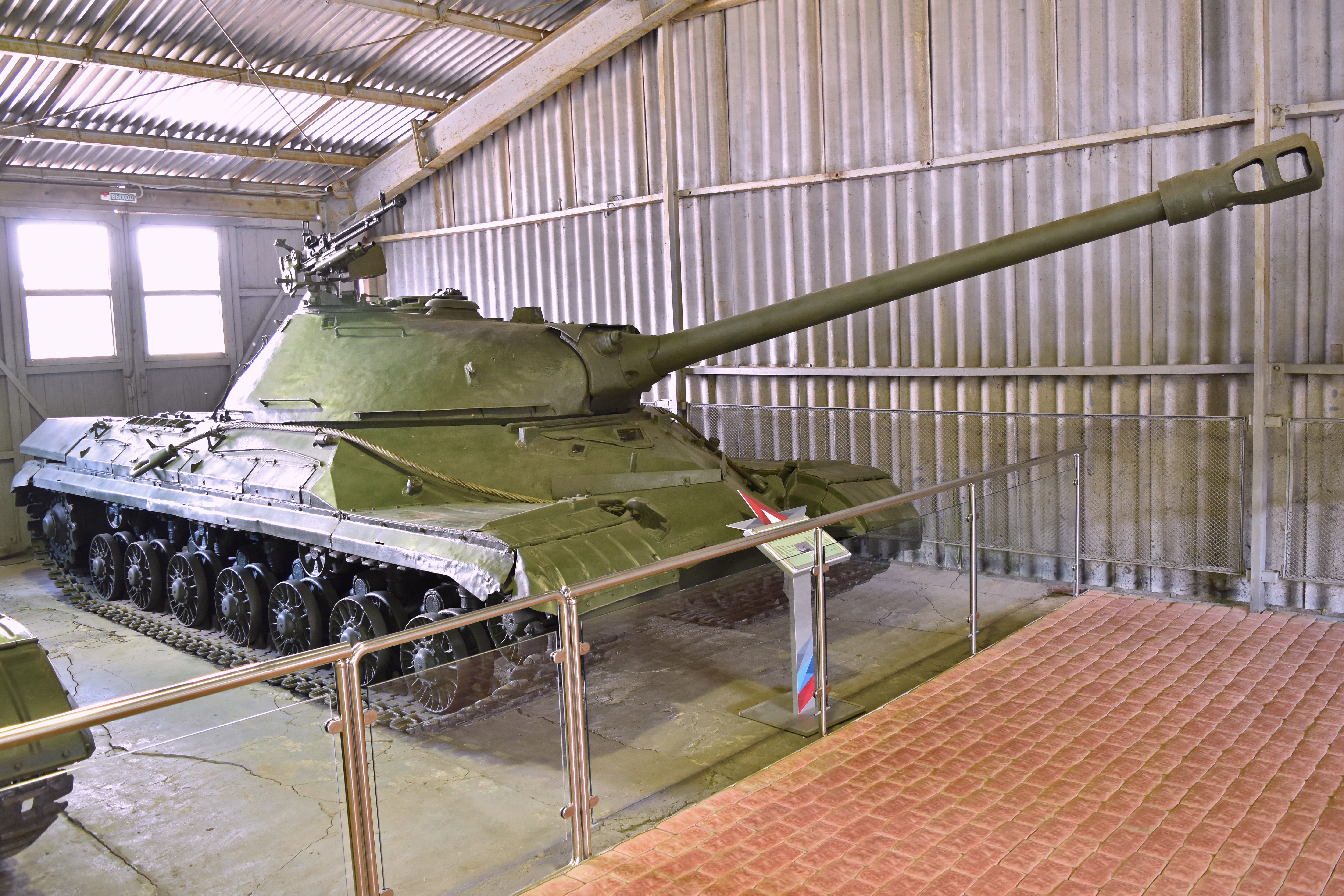
266工程（俄语：Объект 266）
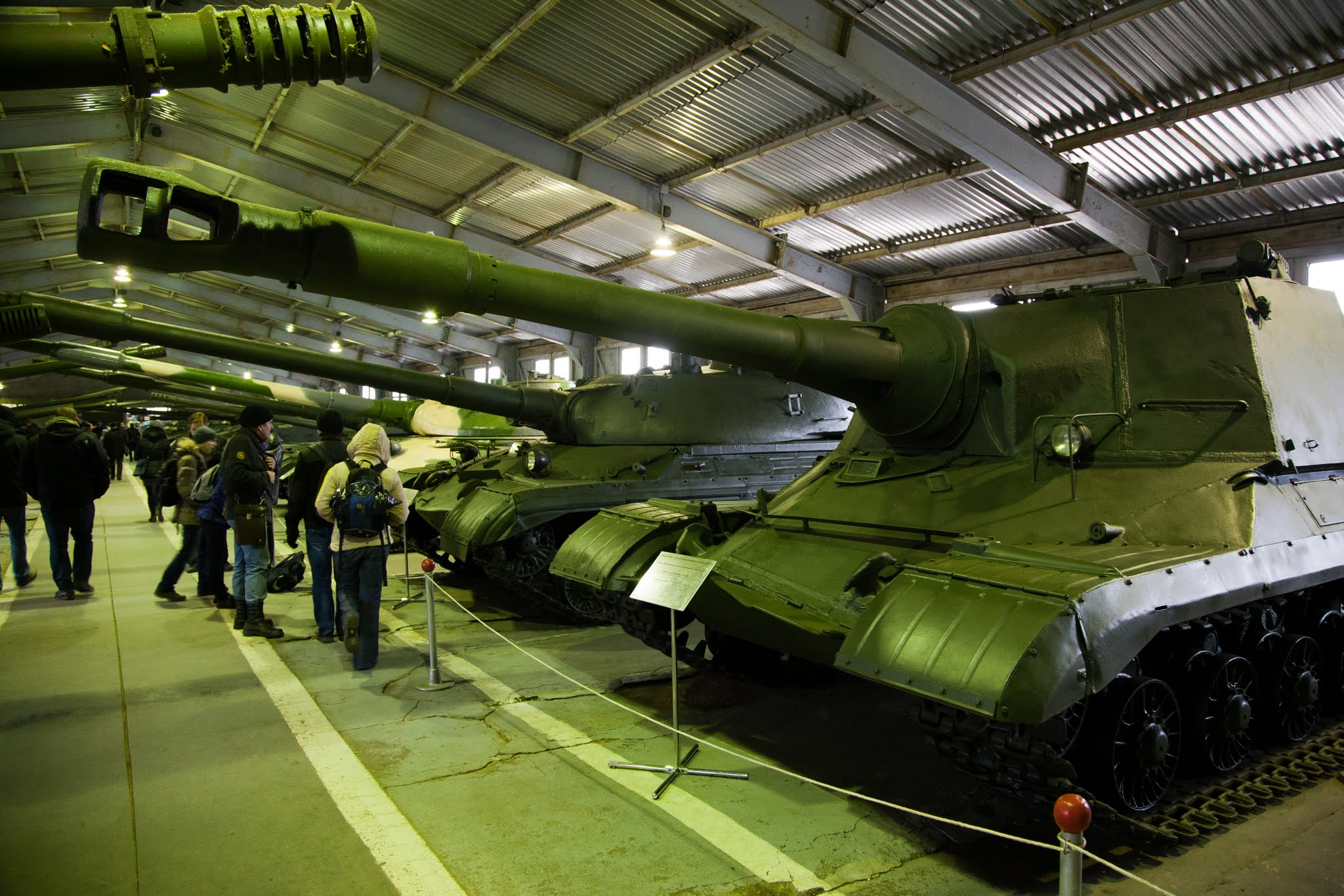
268工程
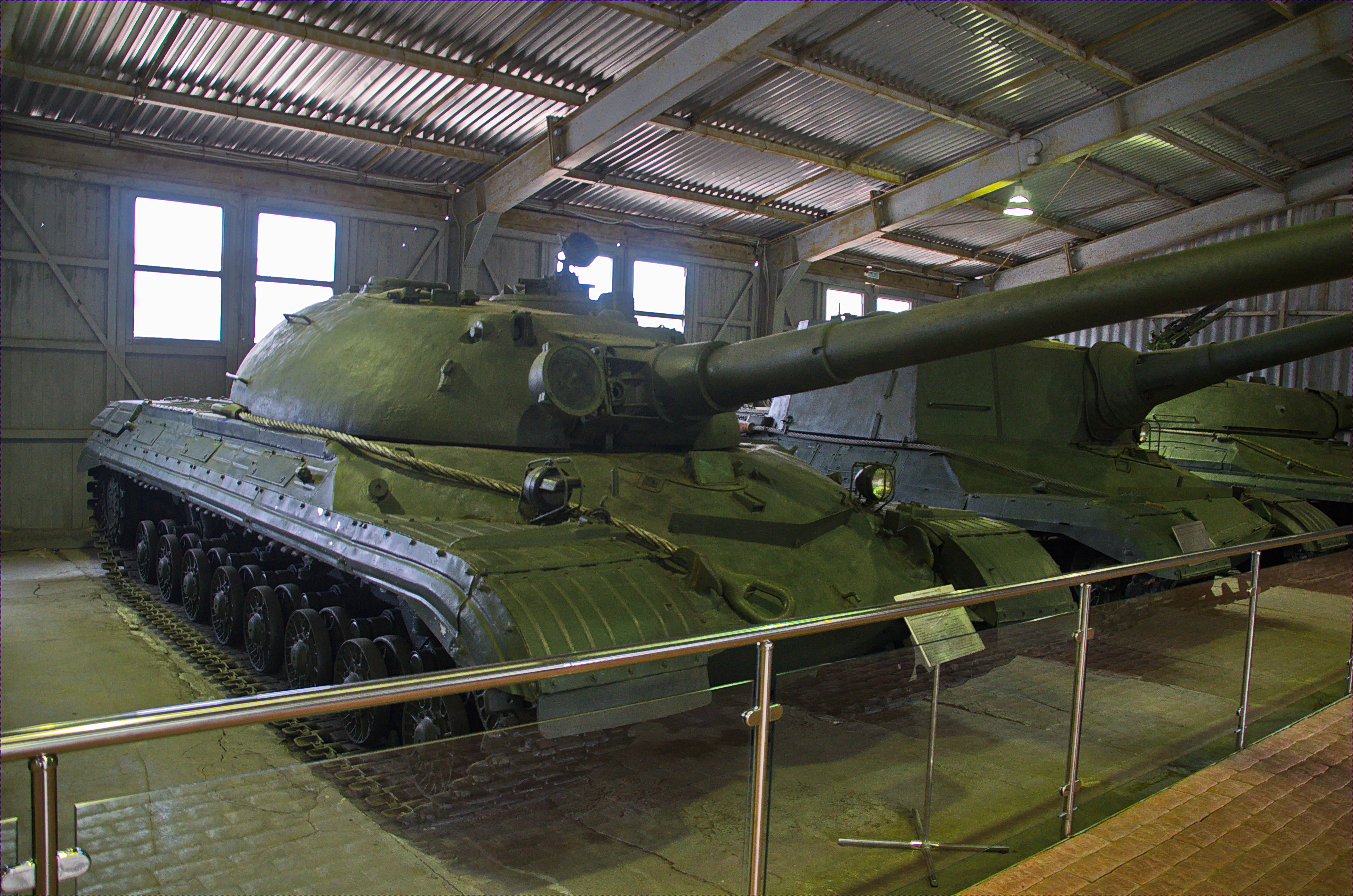
277工程（俄语：Объект 277）
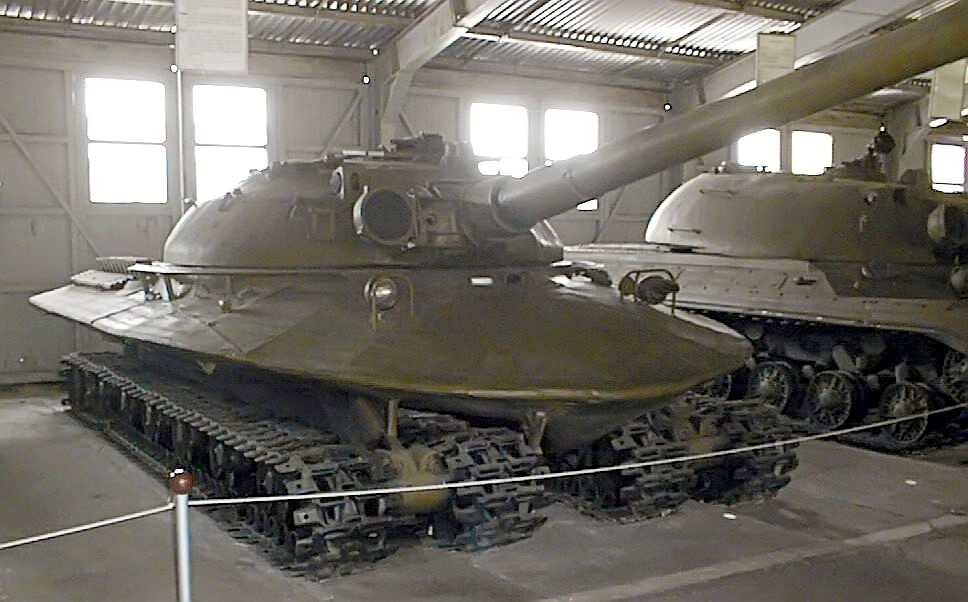
279工程
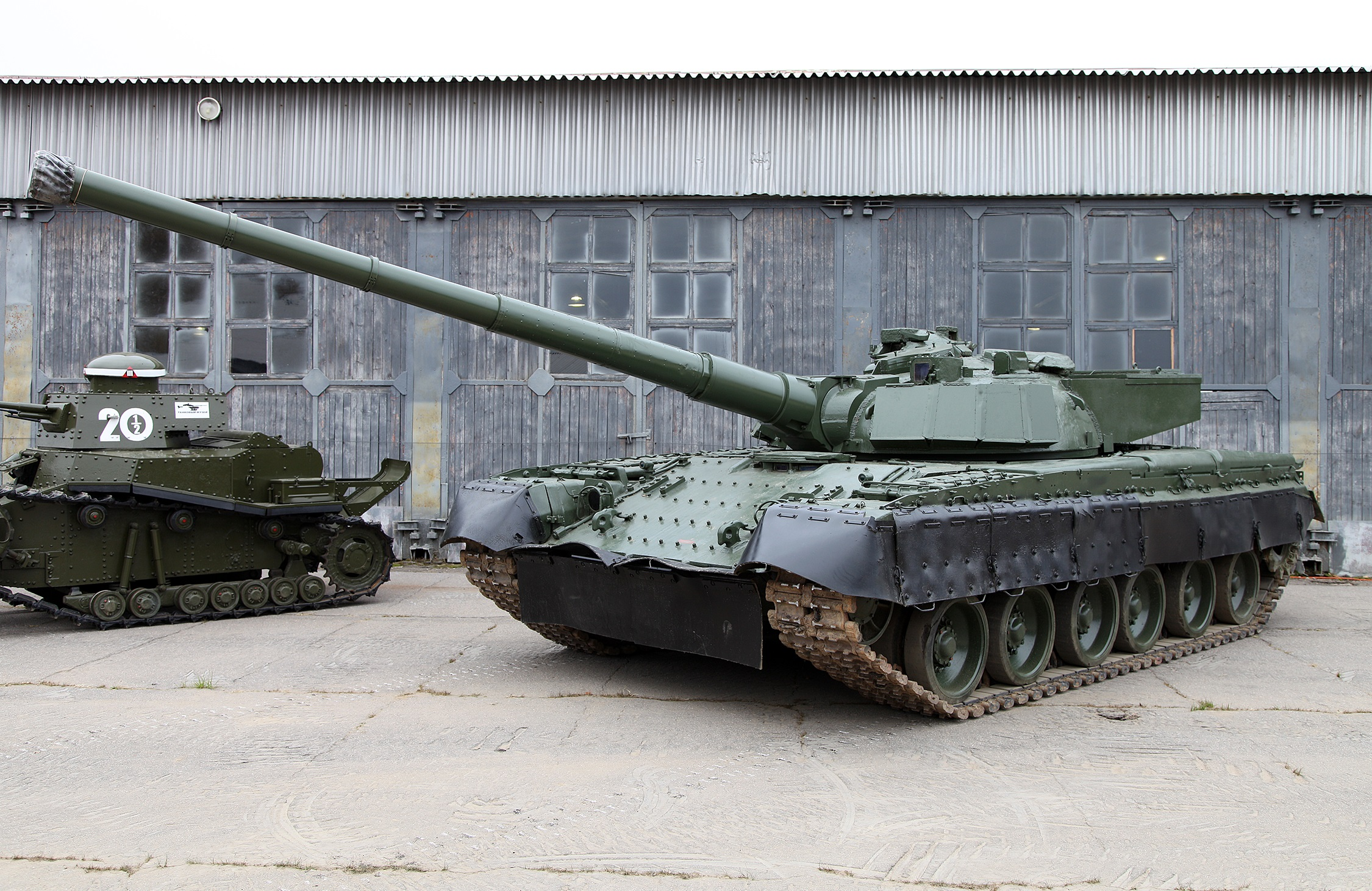
292工程
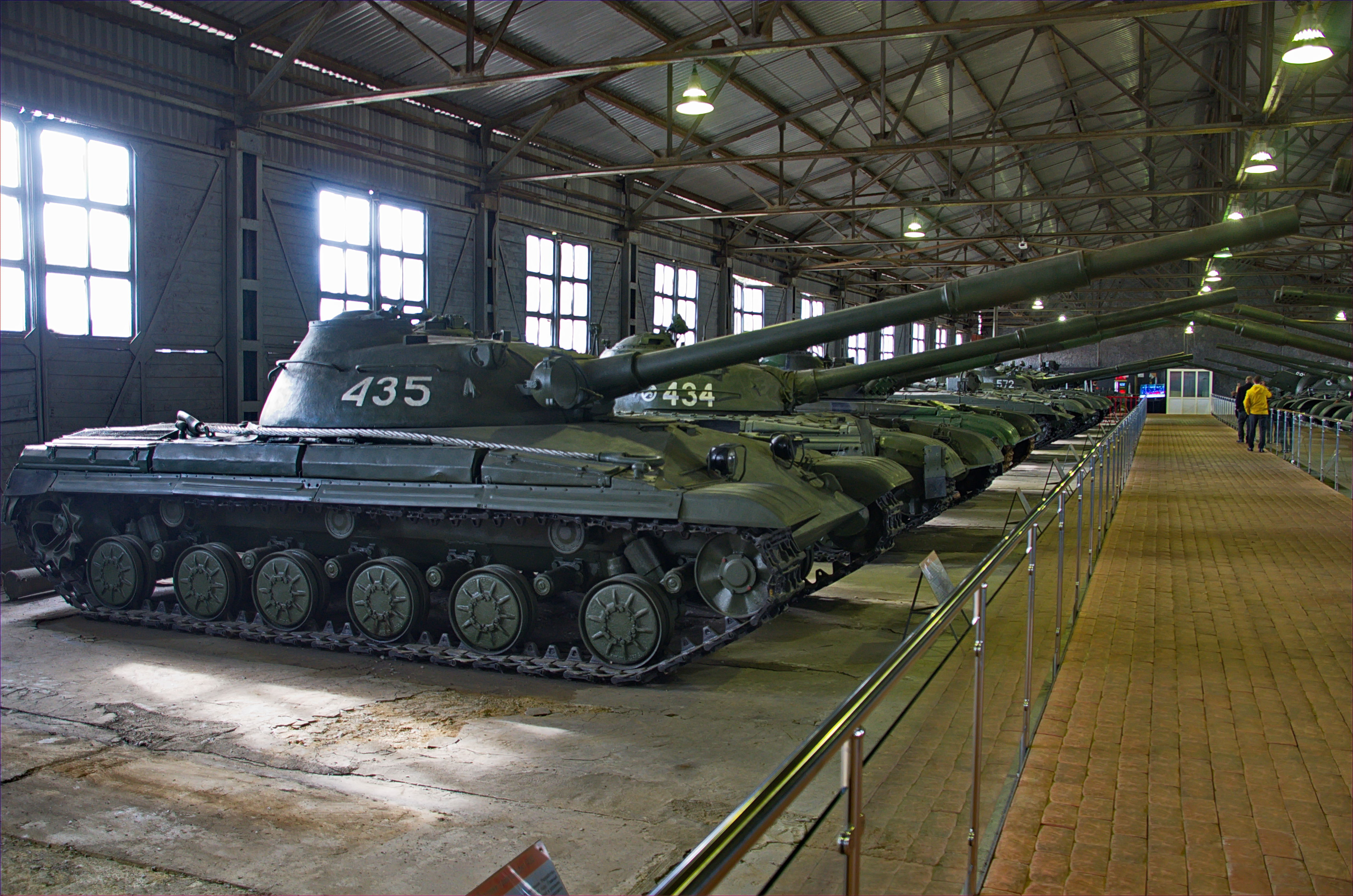
435工程（俄语：Объект 435）
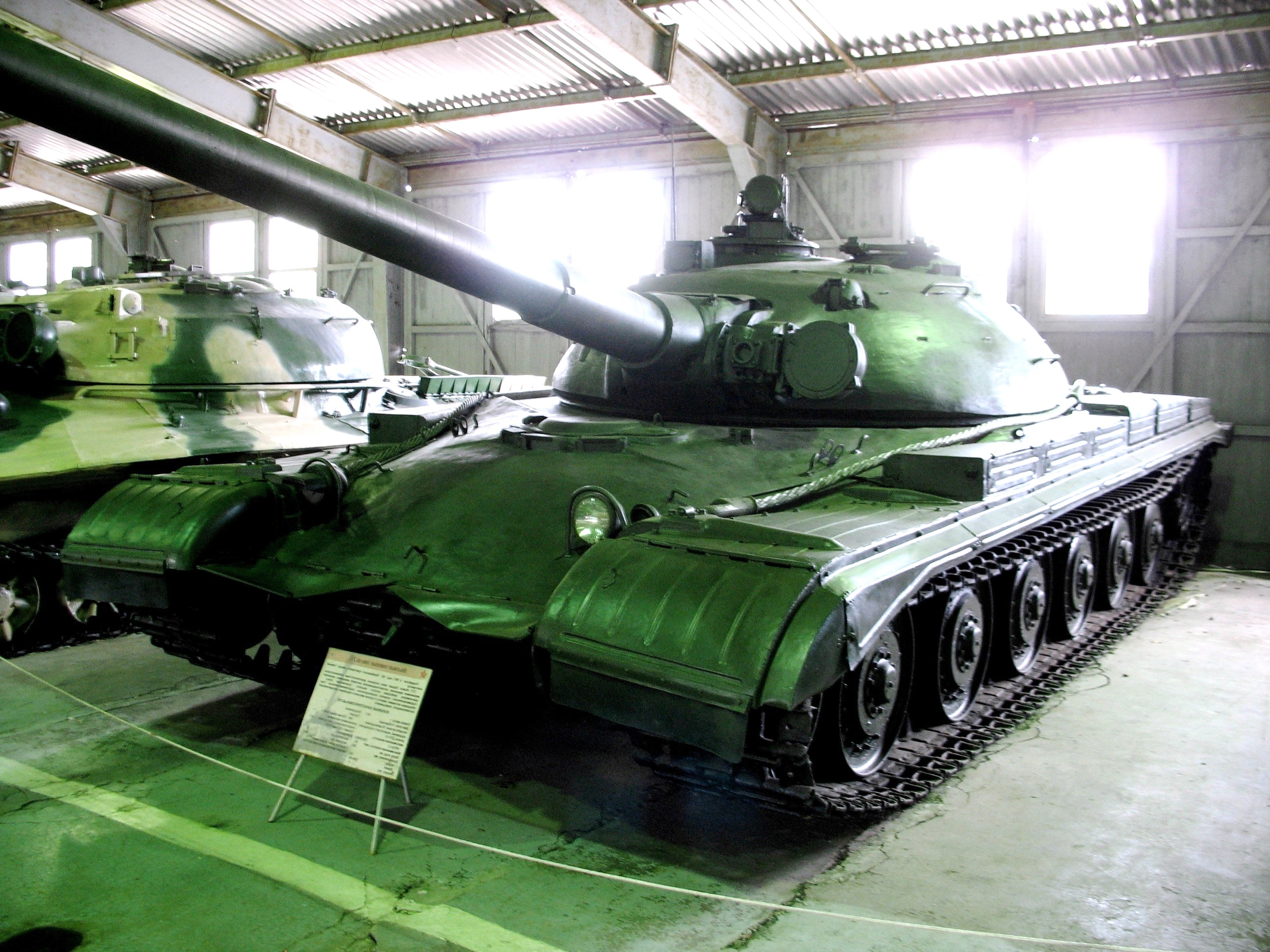
770工程（俄语：Объект 770）
704工程
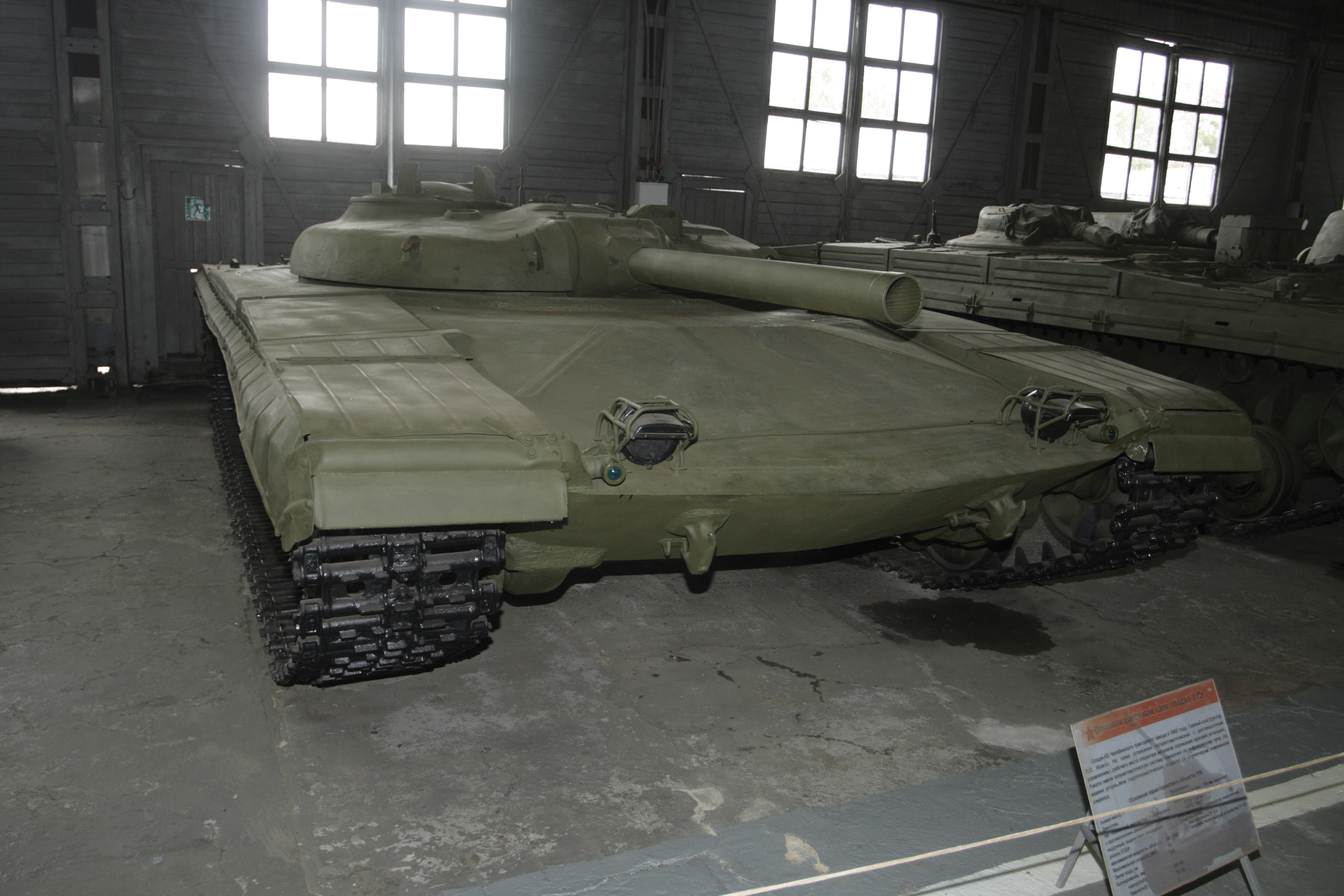
775工程
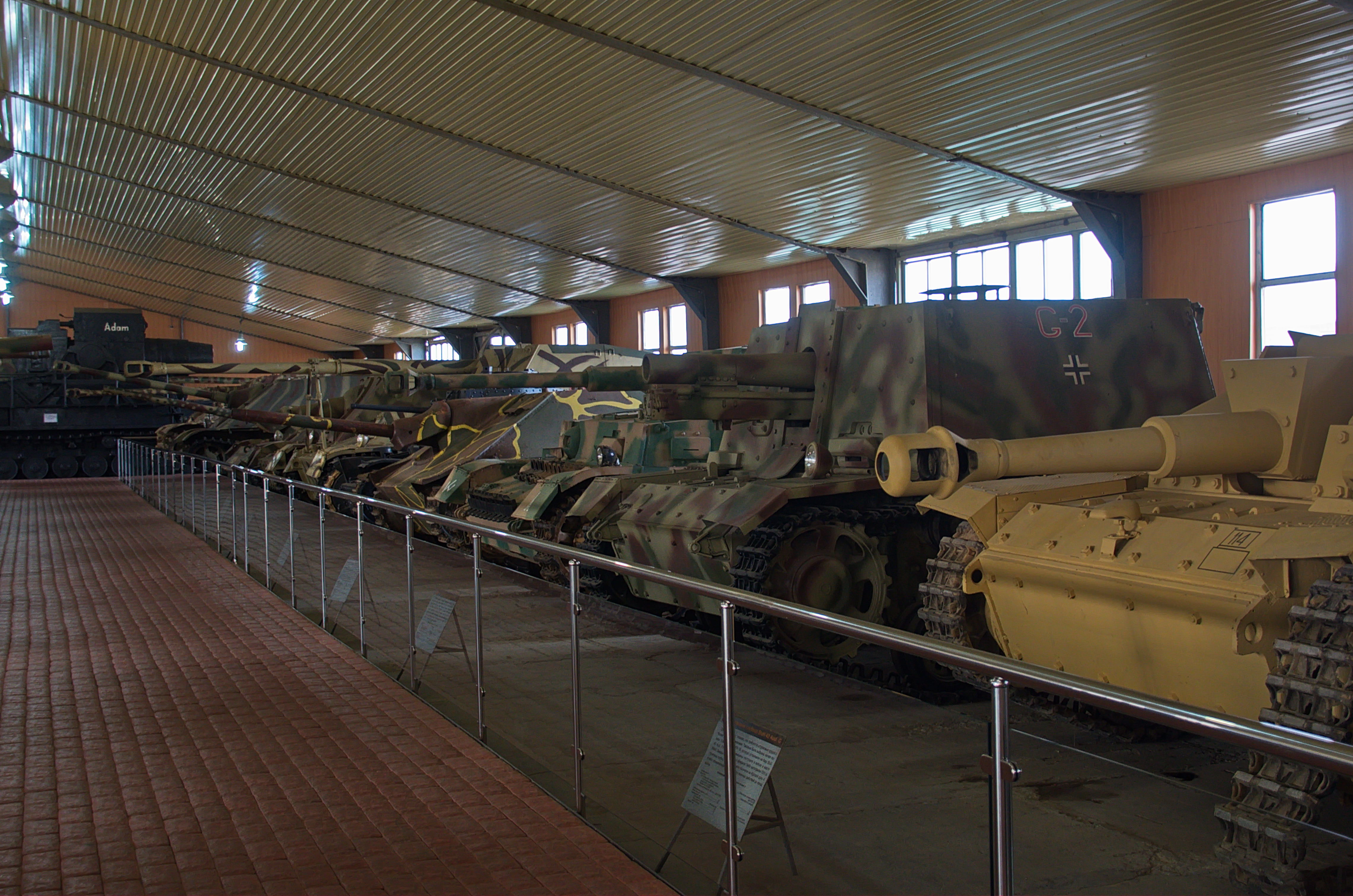
二戰時期納粹德軍的裝甲戰鬥車輛
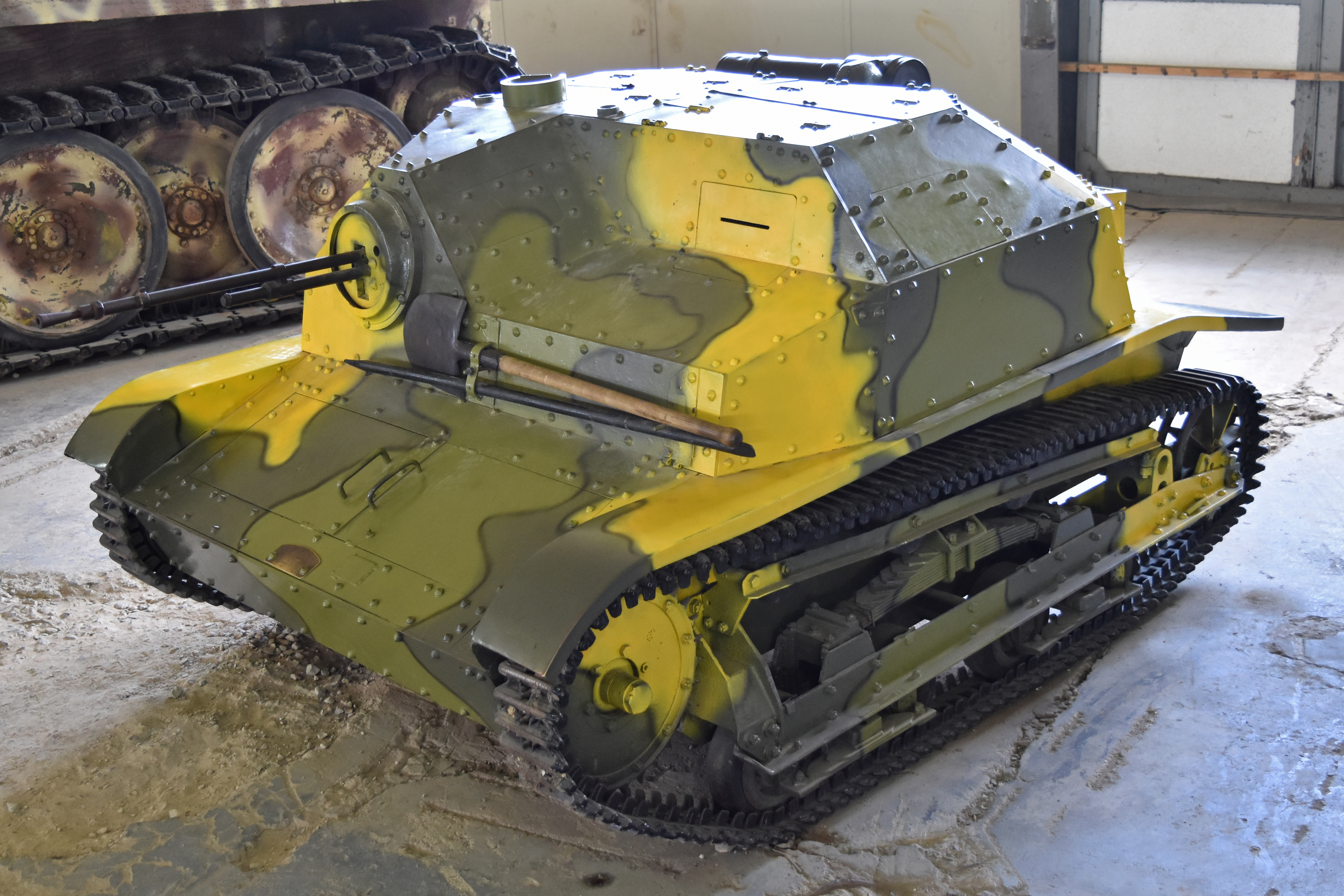
TKS小坦克
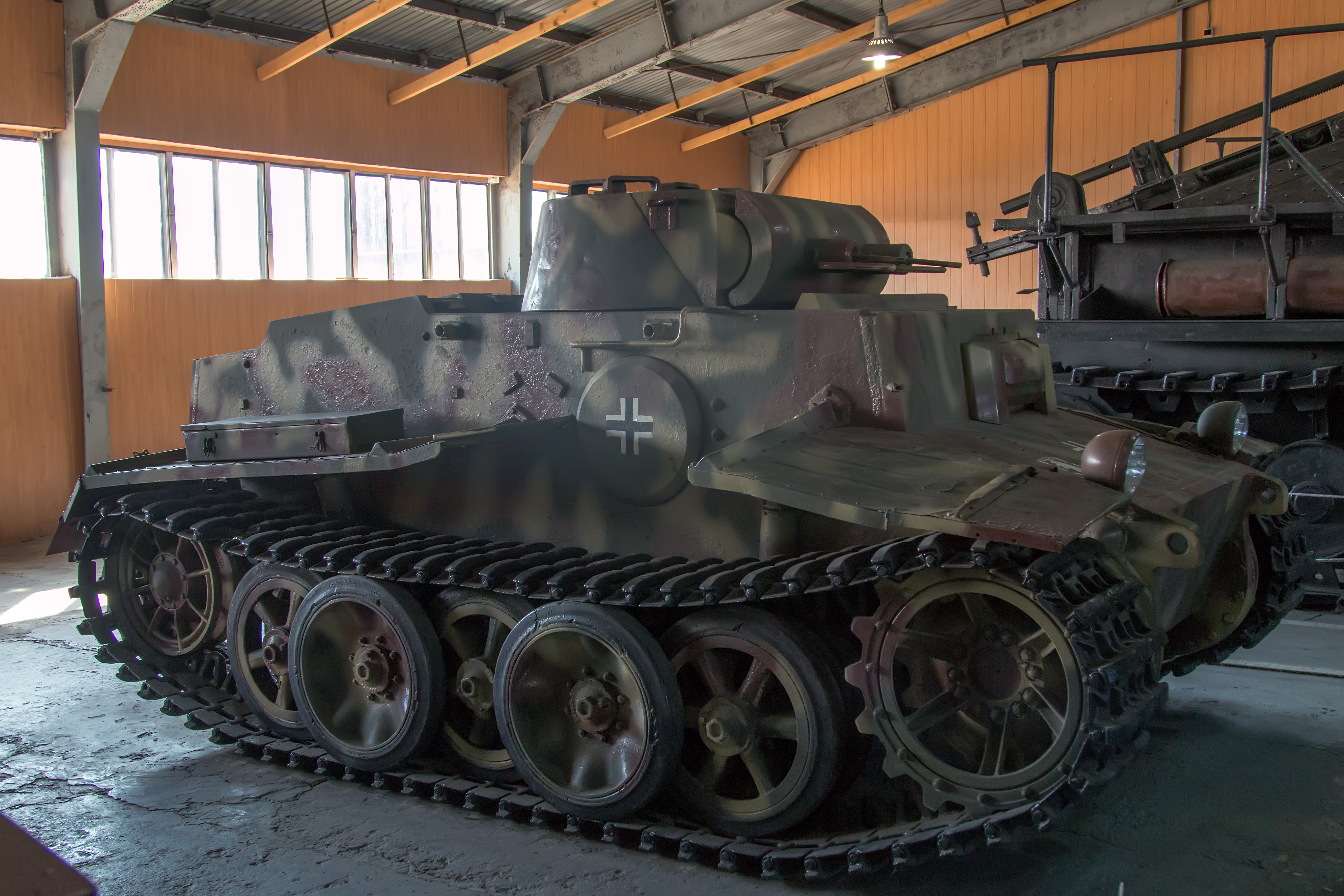
Panzer I Ausf. F坦克（英语：Panzer I Ausf. F）
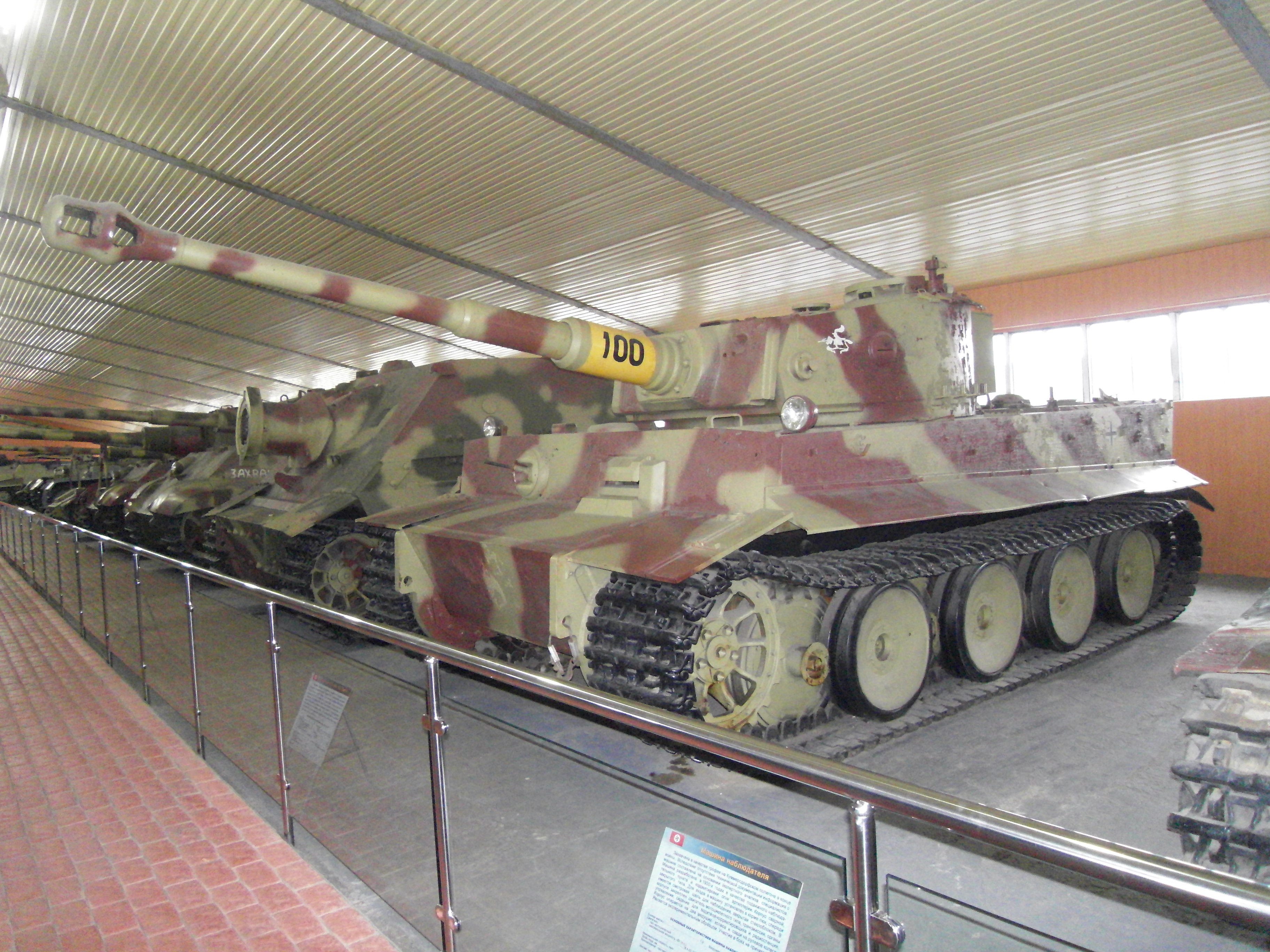
虎I坦克
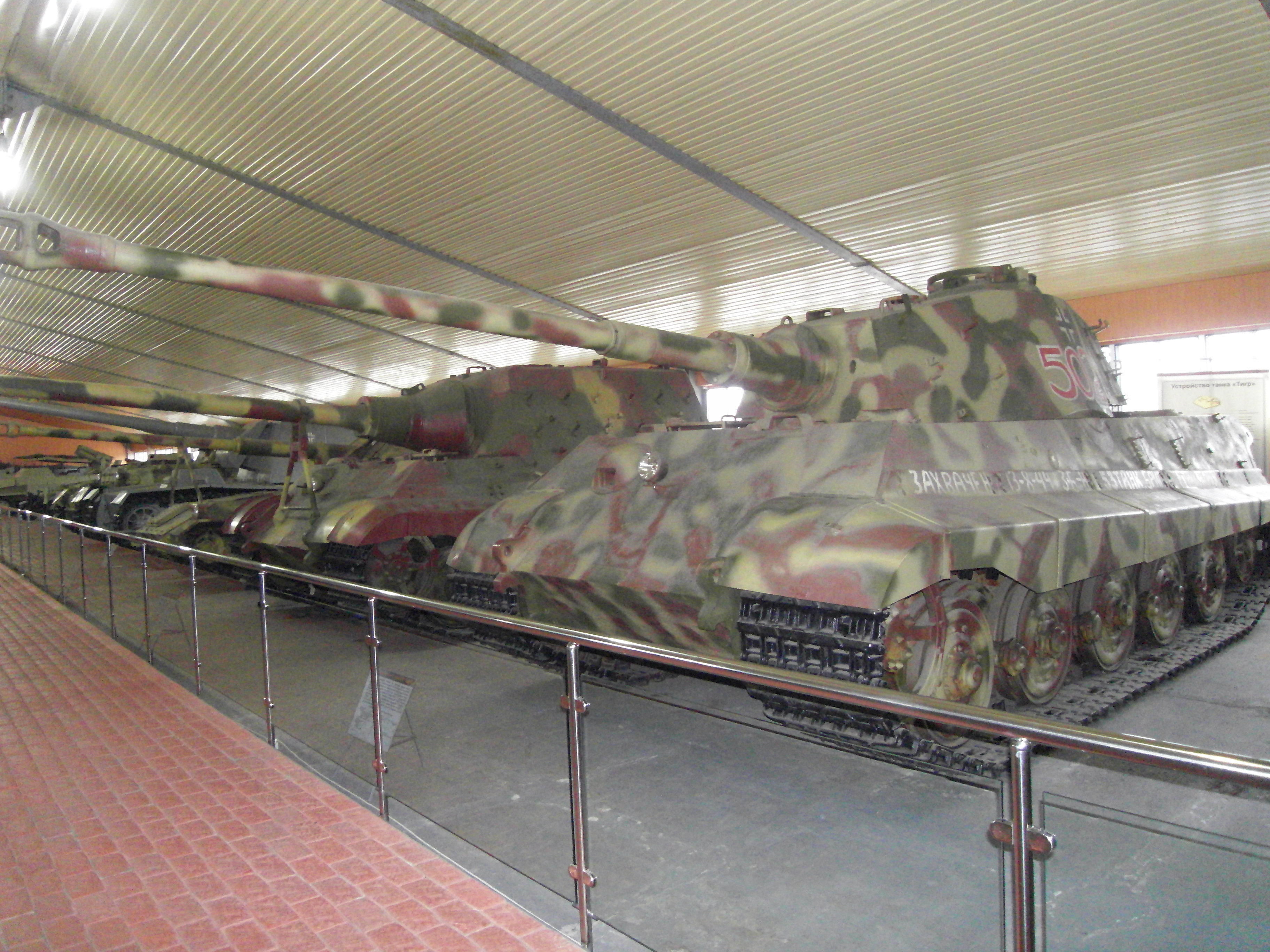
虎II坦克
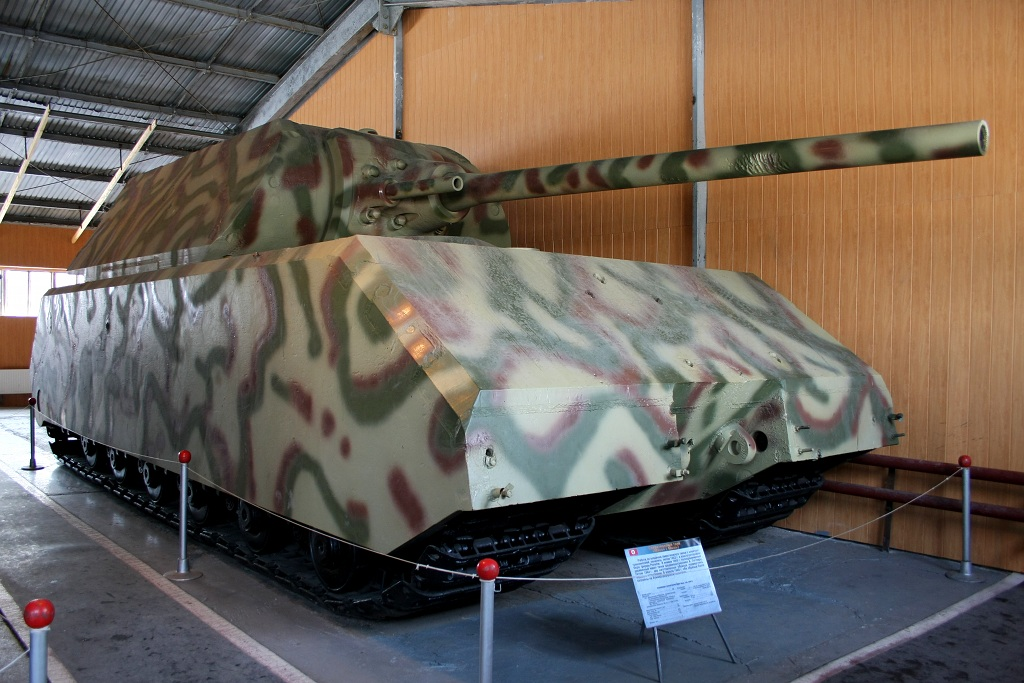
鼠式坦克
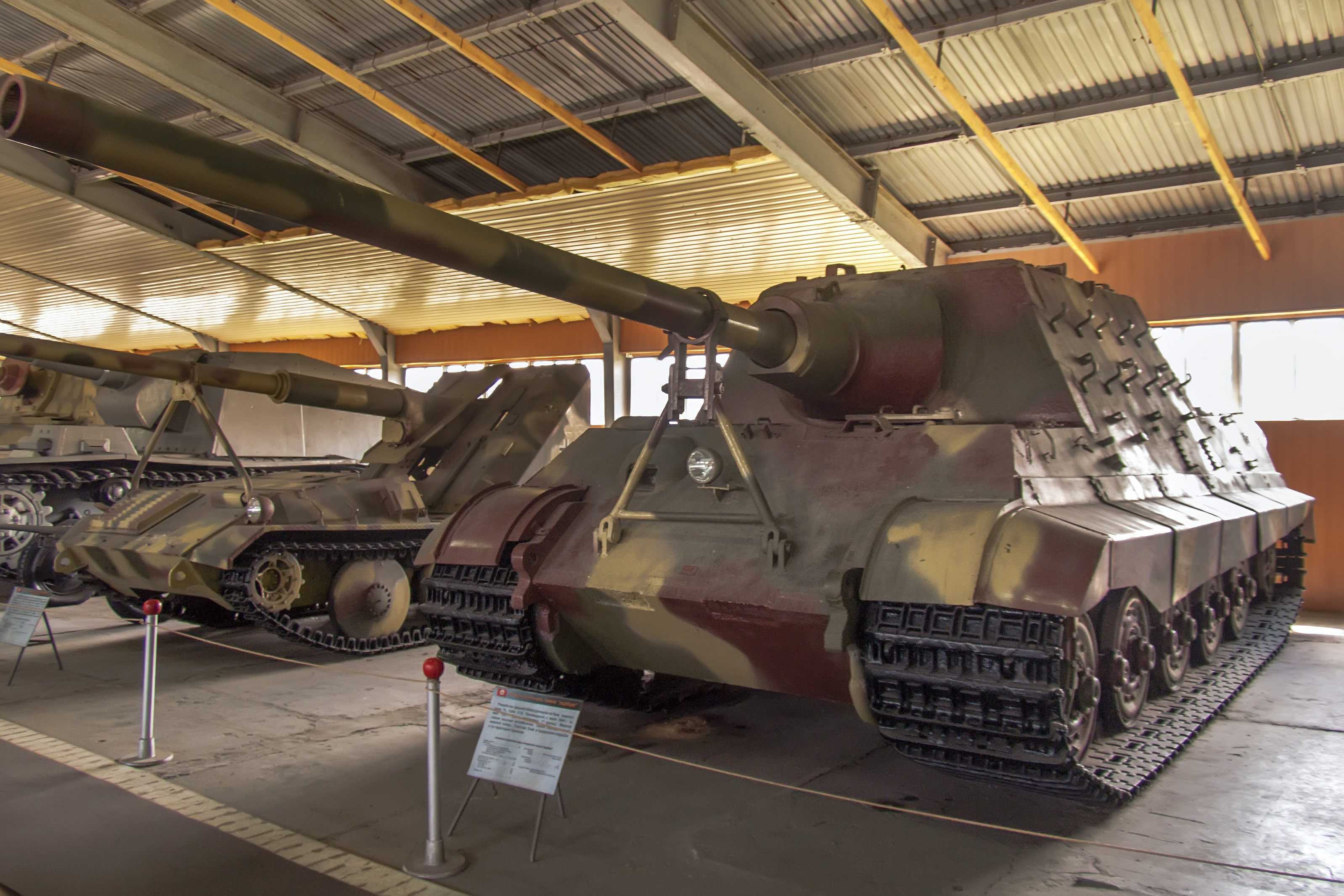
獵虎式驅逐戰車
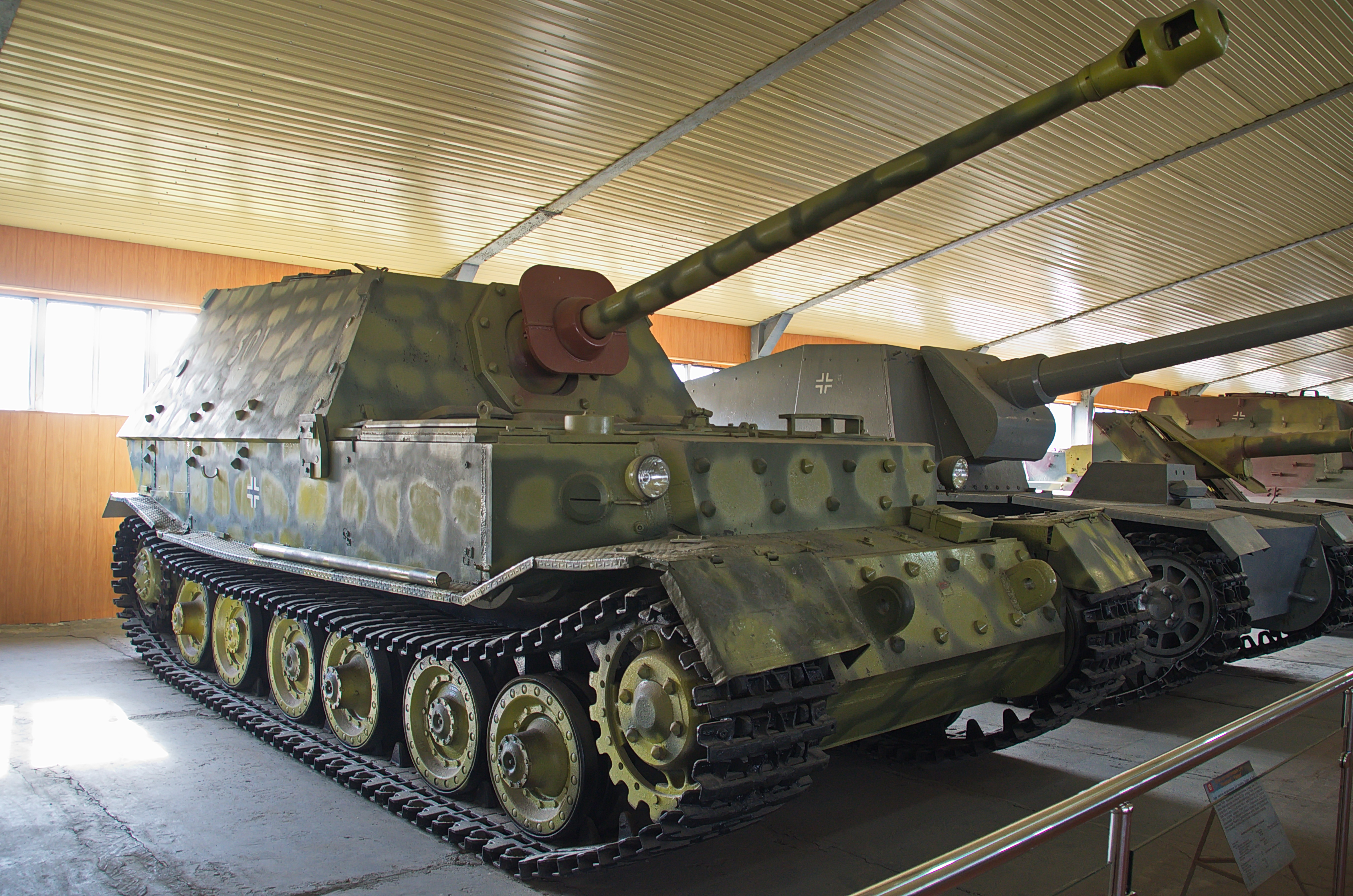
象式驅逐戰車
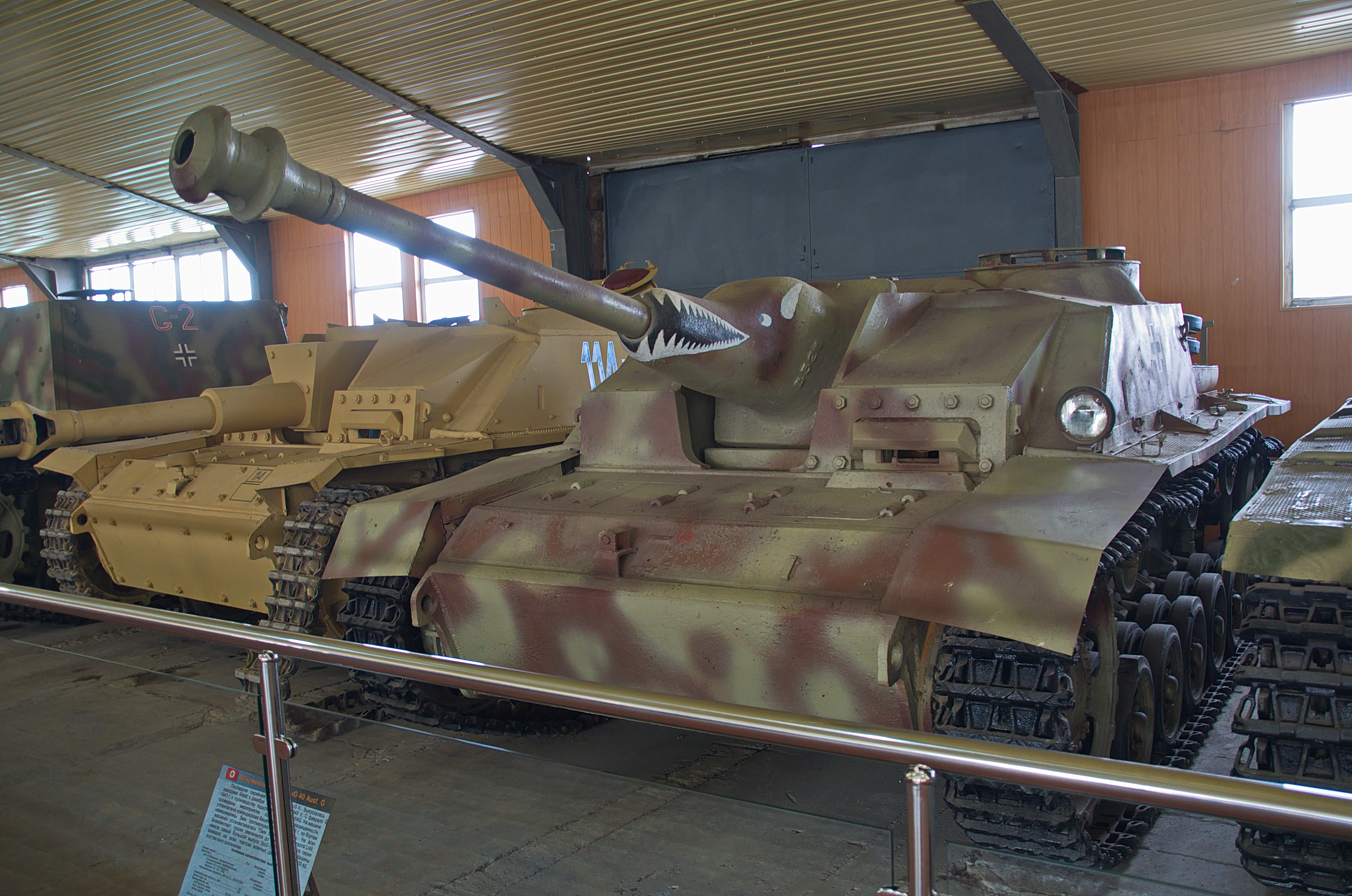
四號突擊炮
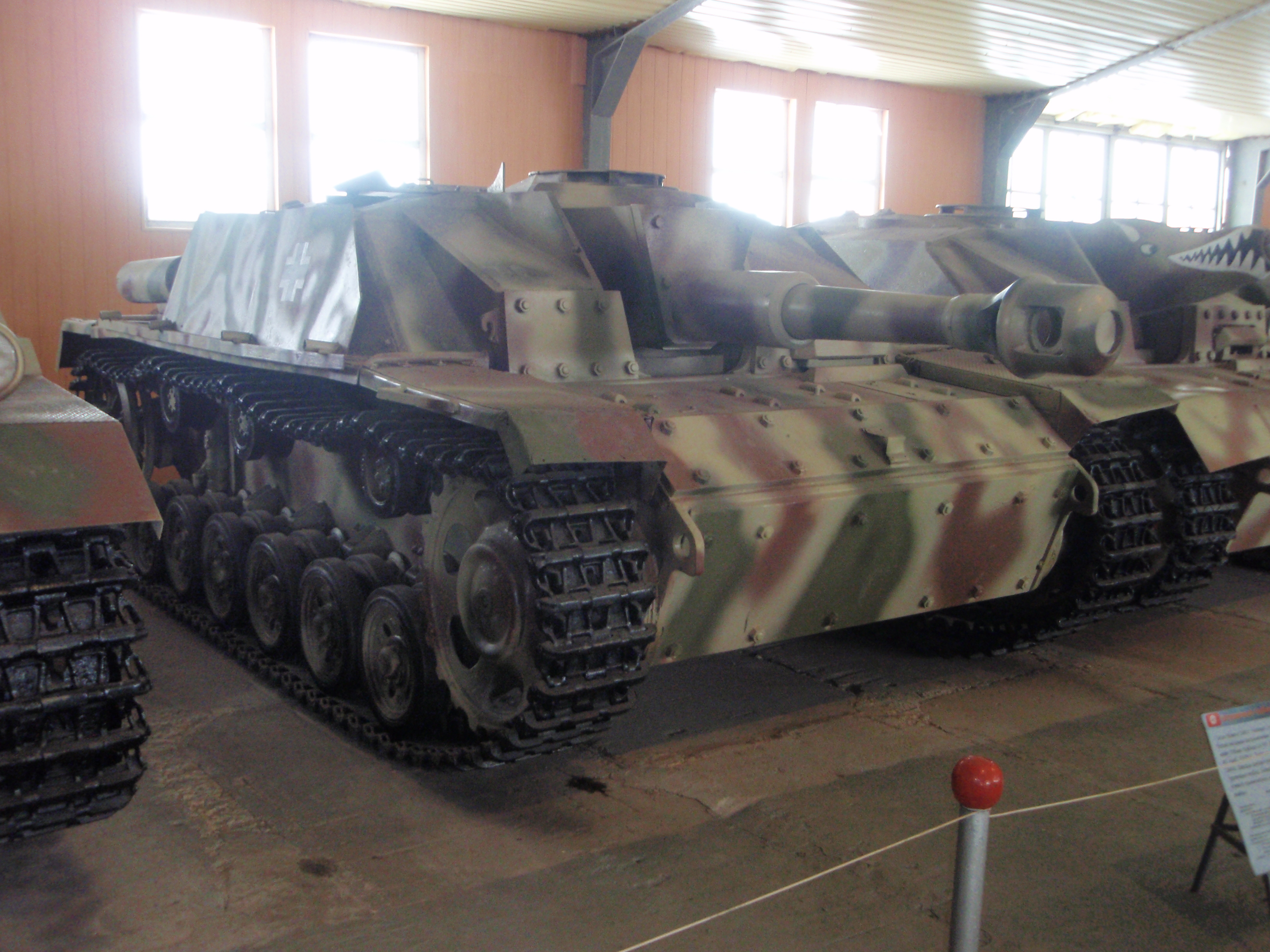
10.5厘米突擊榴彈砲42
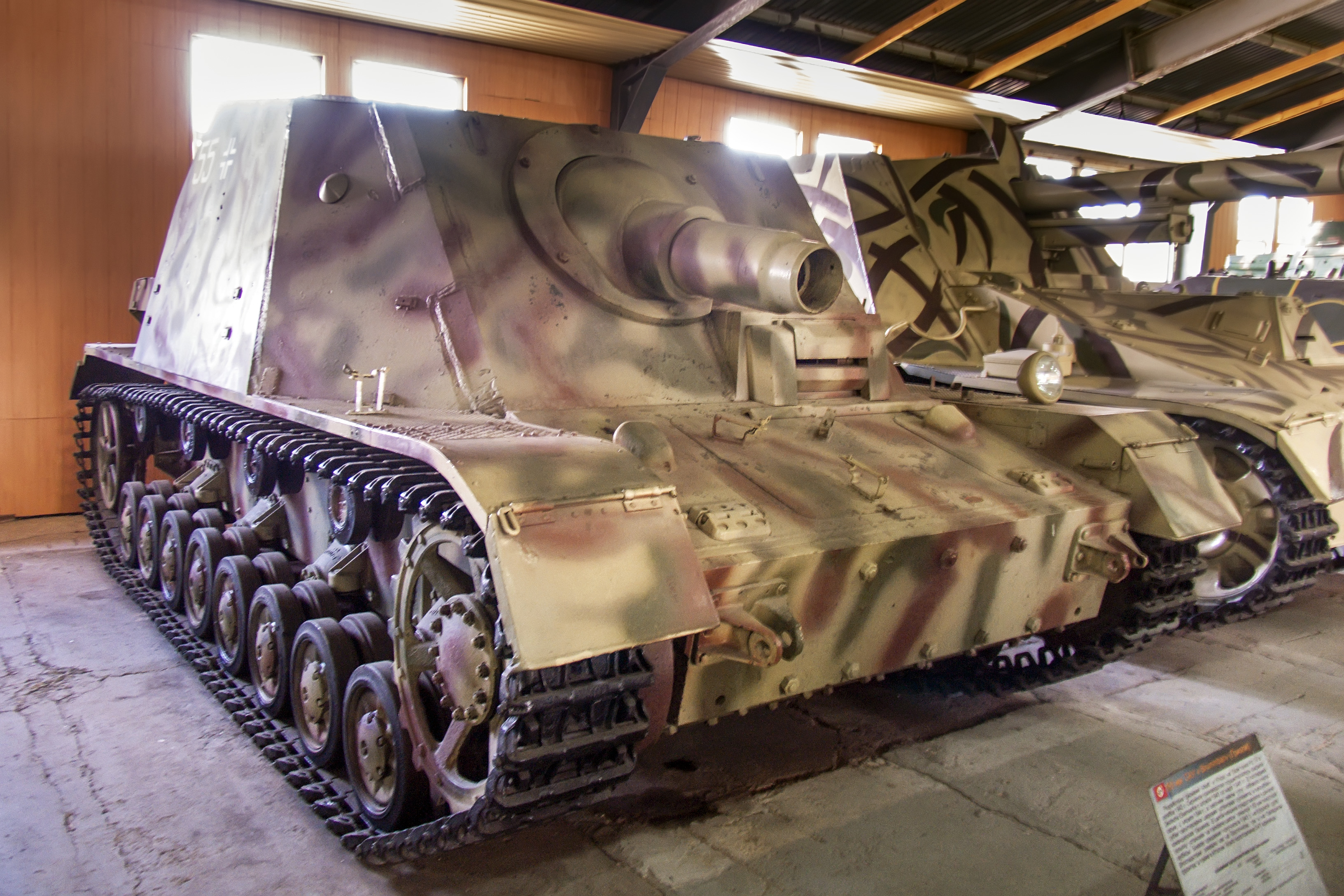
灰熊式突擊炮
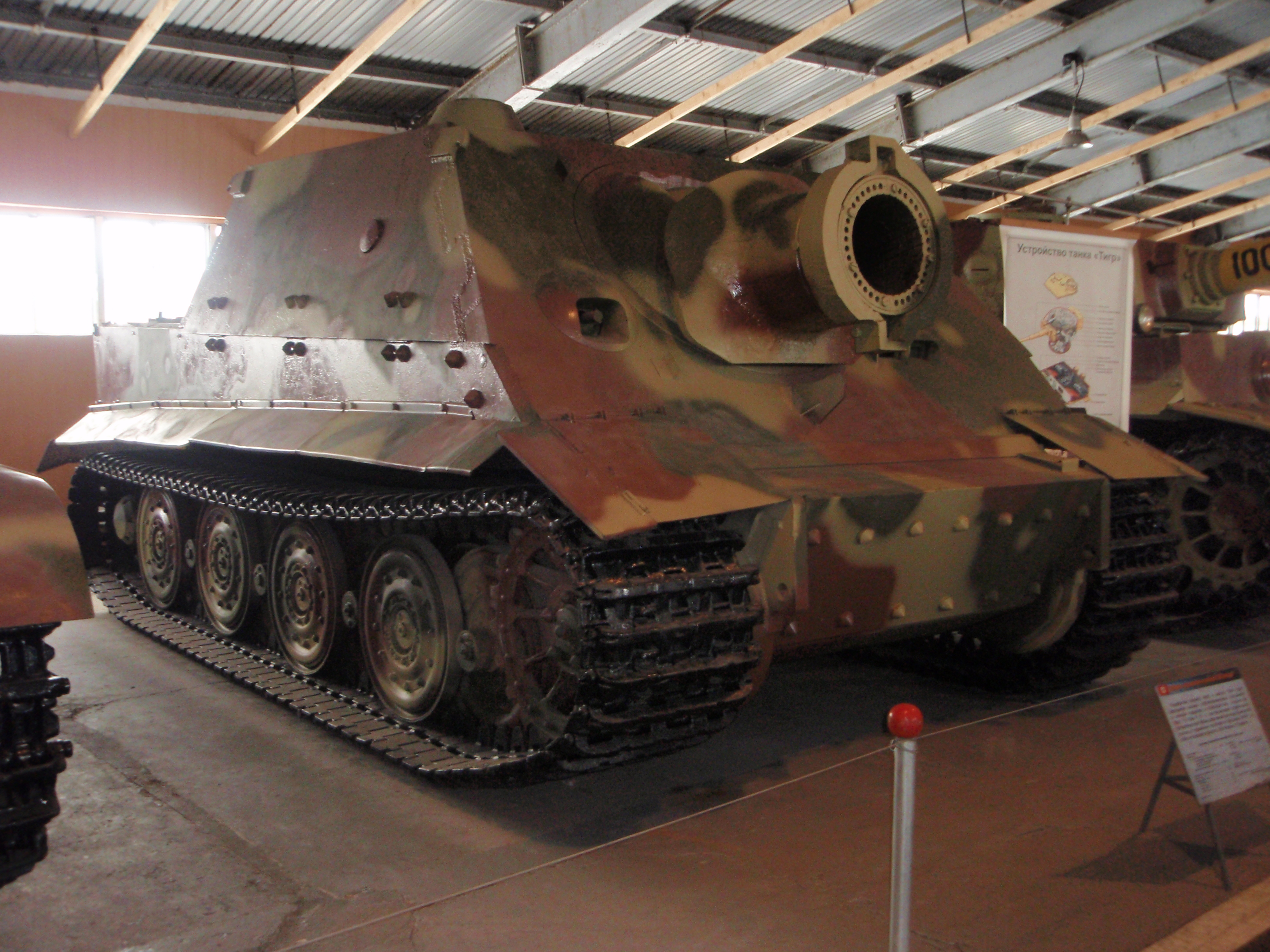
突擊虎式
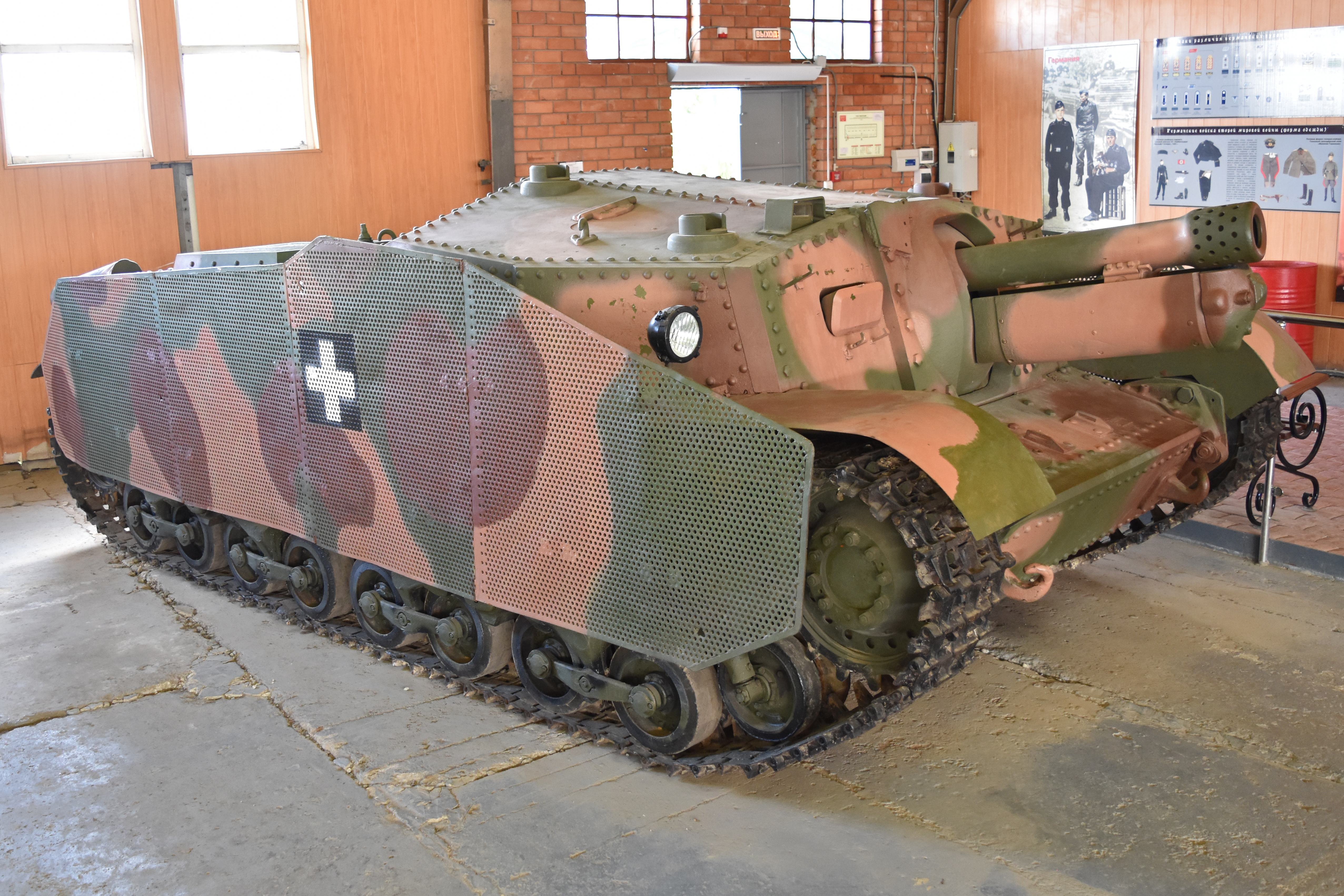
43M兹里尼II型突擊炮
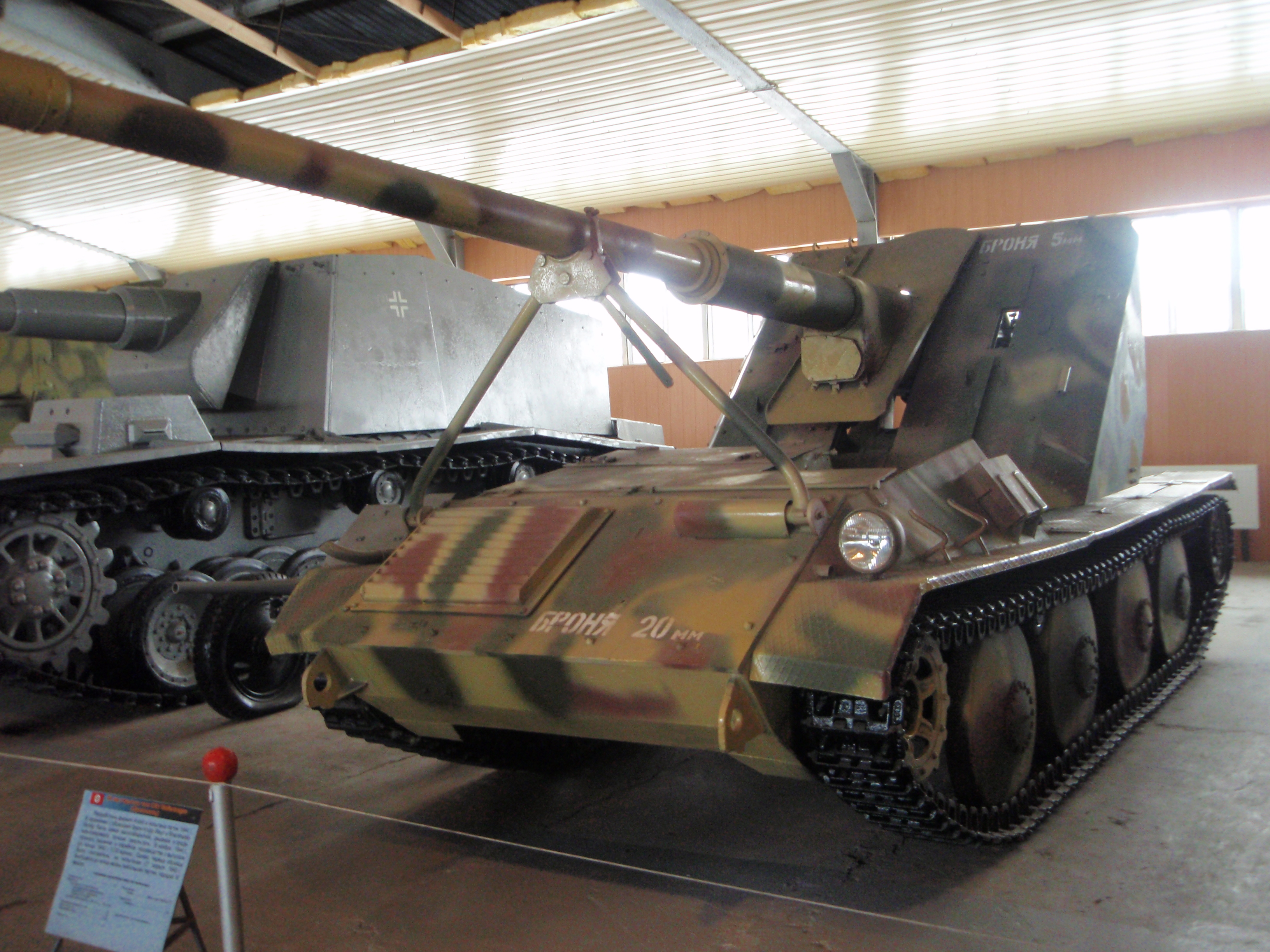
武器搬運車
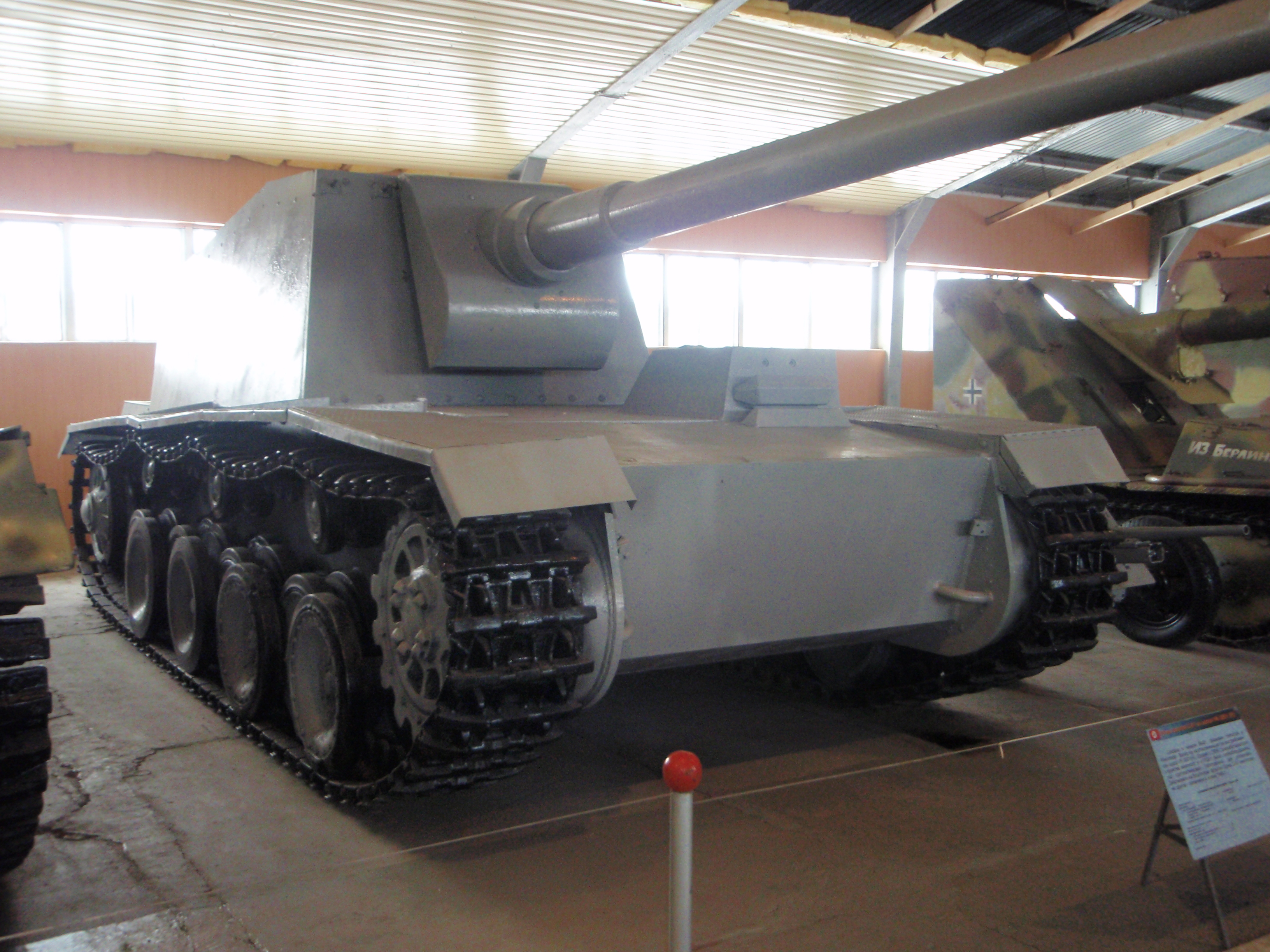
斯圖爾·埃米爾自走炮
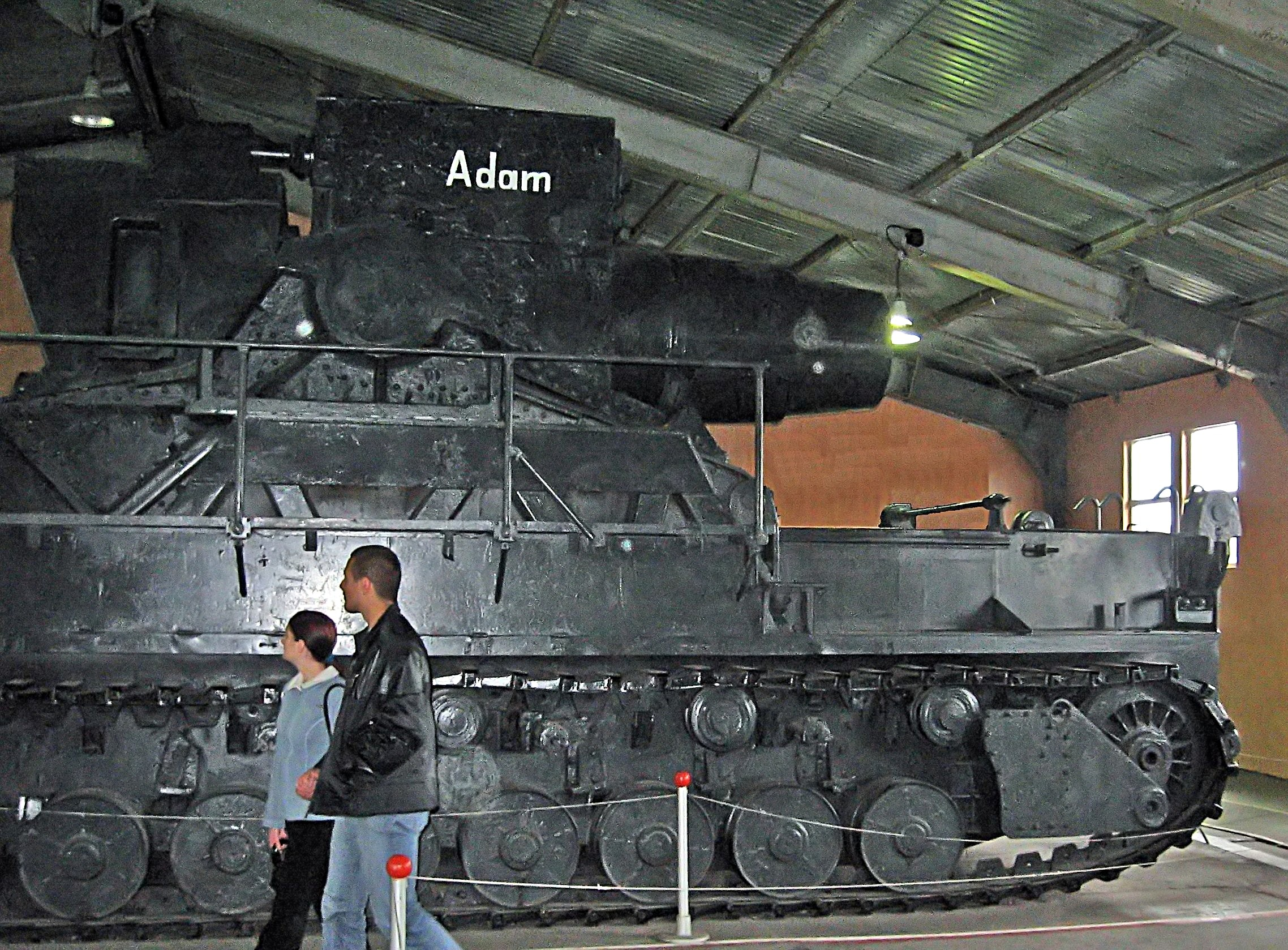
卡爾臼炮040型，車身側面標記為一號車「亞當」，但其實是六號車「提爾」。「亞當」是041型，裝備的是540公釐長炮管，「提爾」則是040型，裝備的是600公釐短炮管。
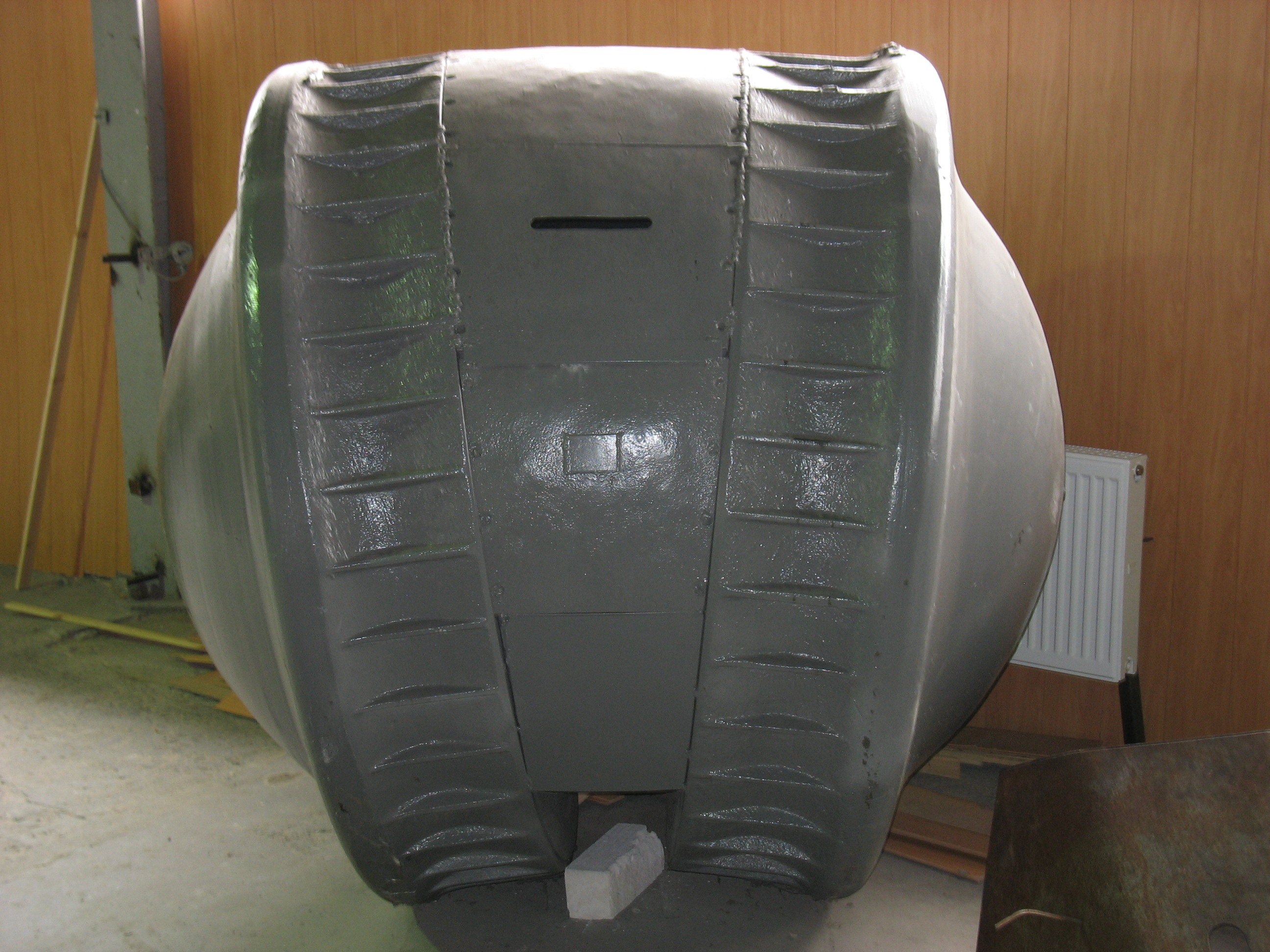
球型坦克（英语：Kugelpanzer）
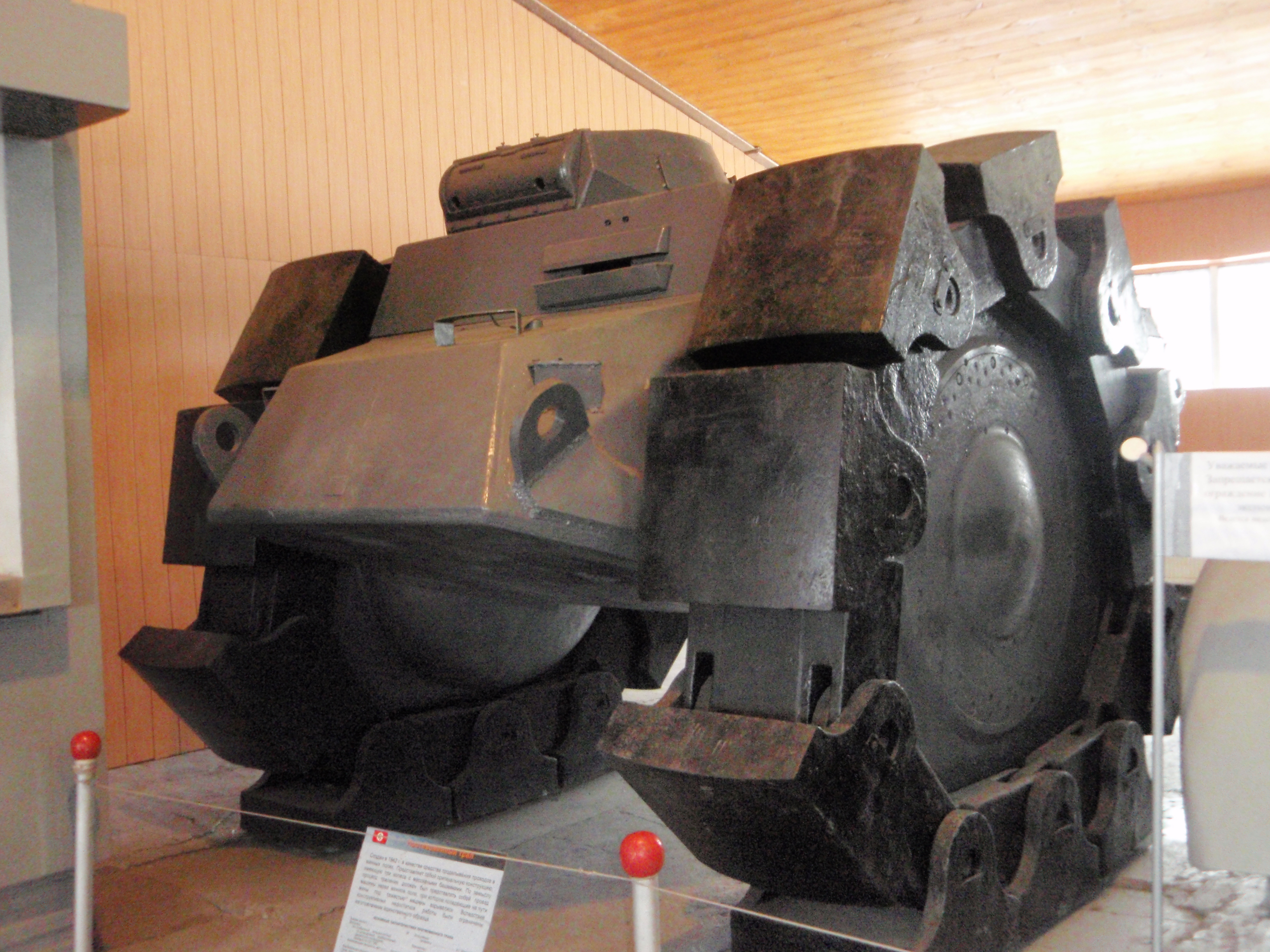
重型除雷車（俄语：Alkett#Panzerkampfwagen I Schwere Minenräumer）
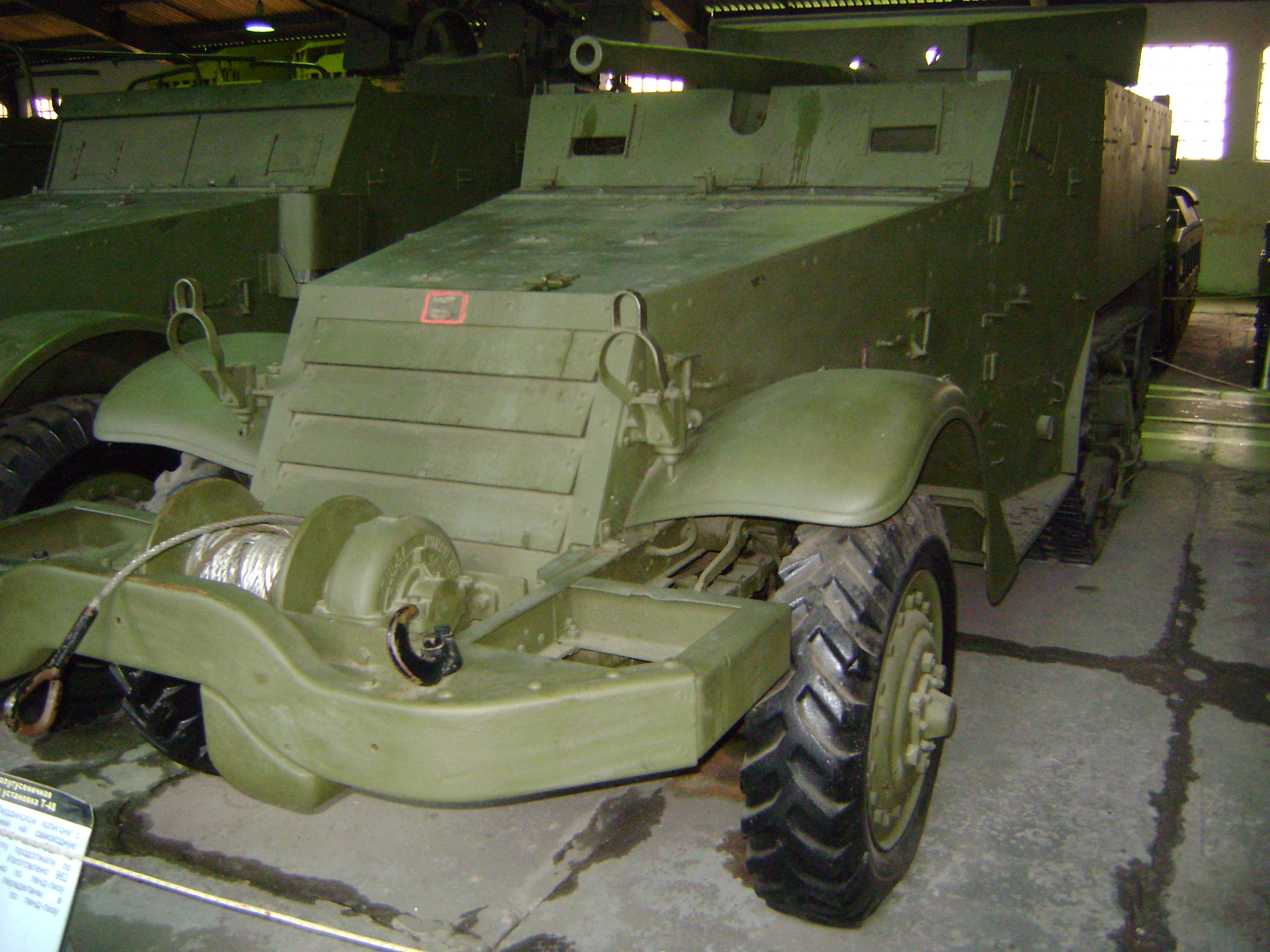
T48自行反戰車砲車（英语：T48 gun motor carriage）
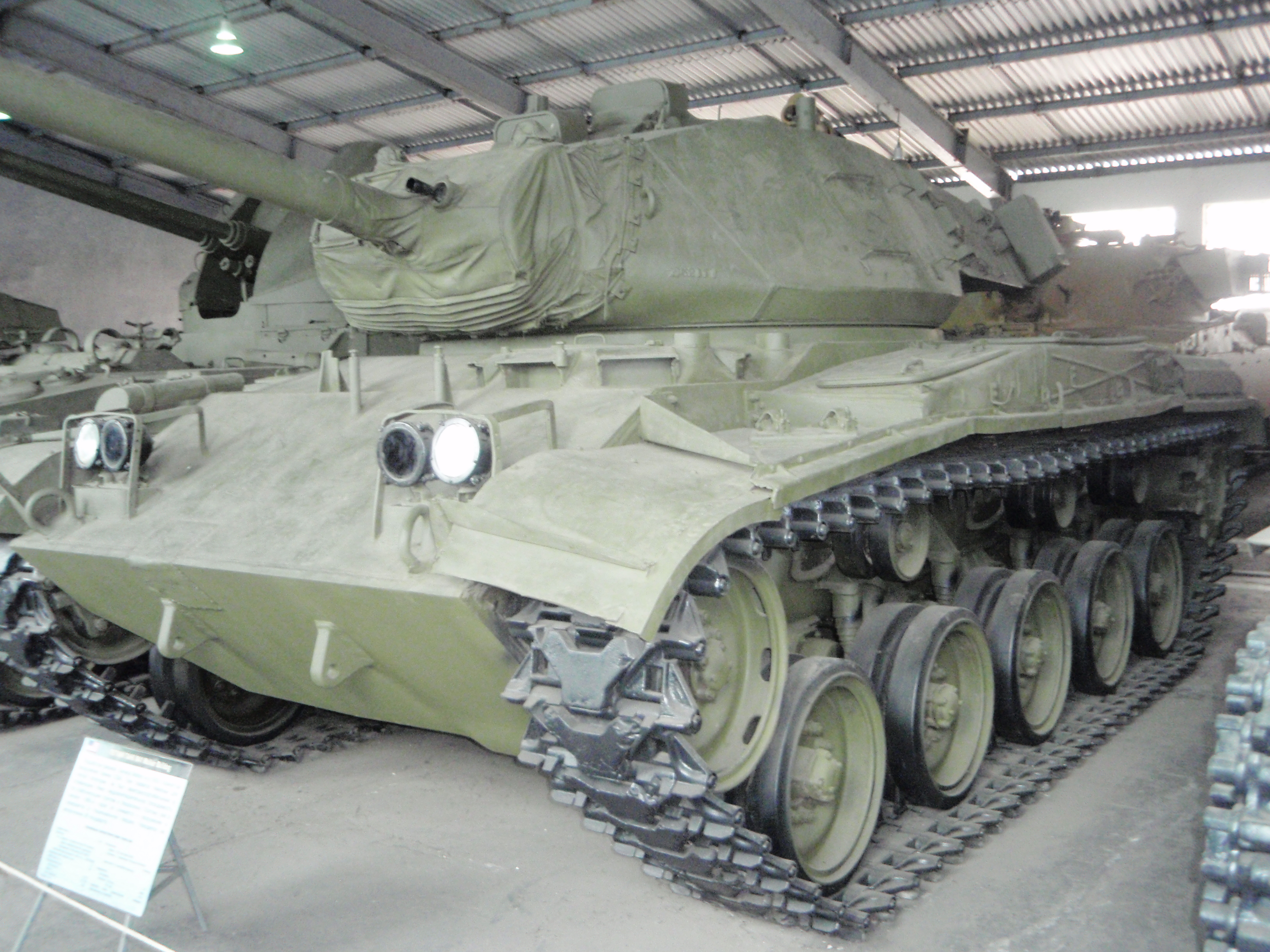
M41輕戰車
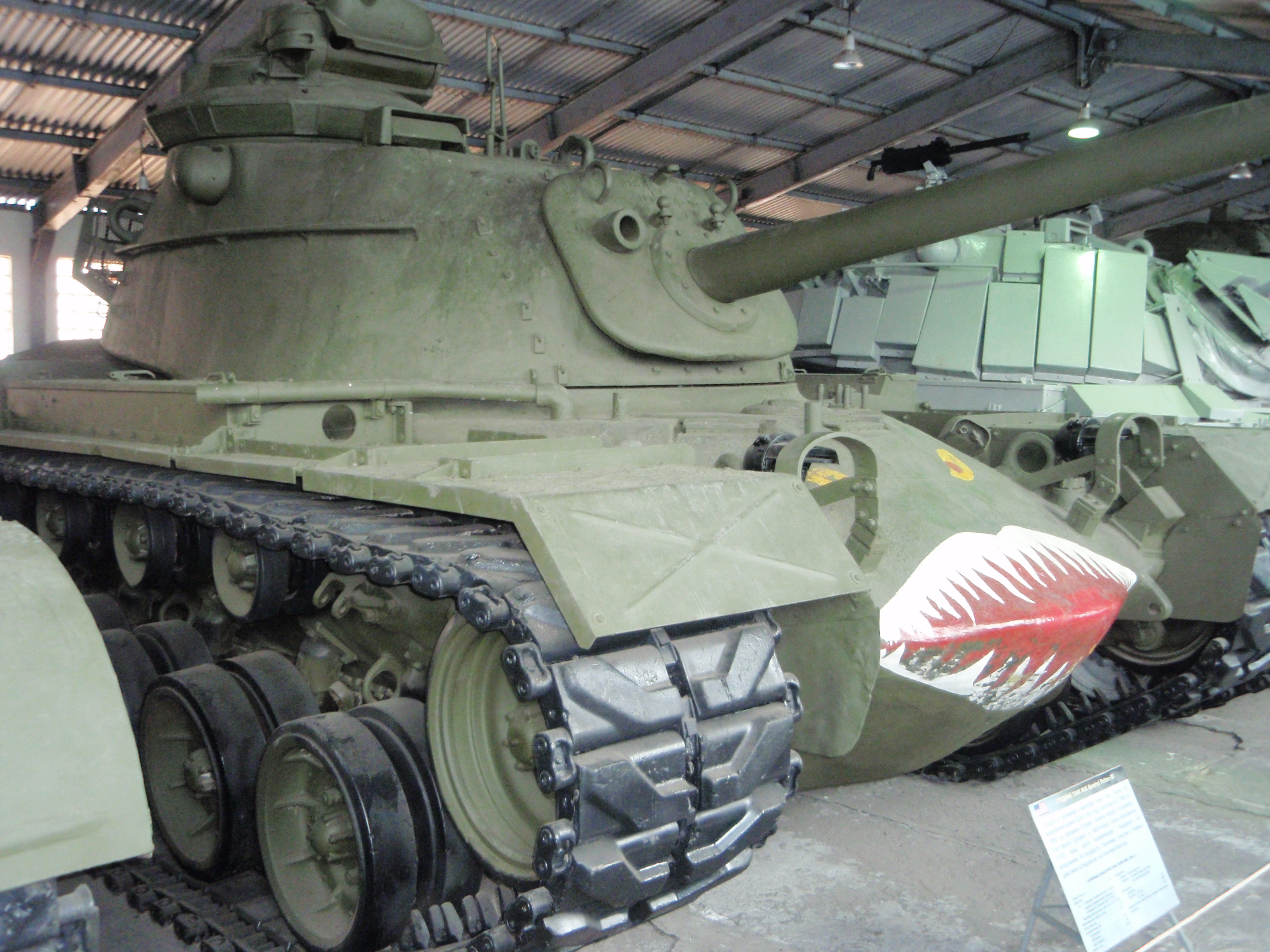
M48巴頓戰車
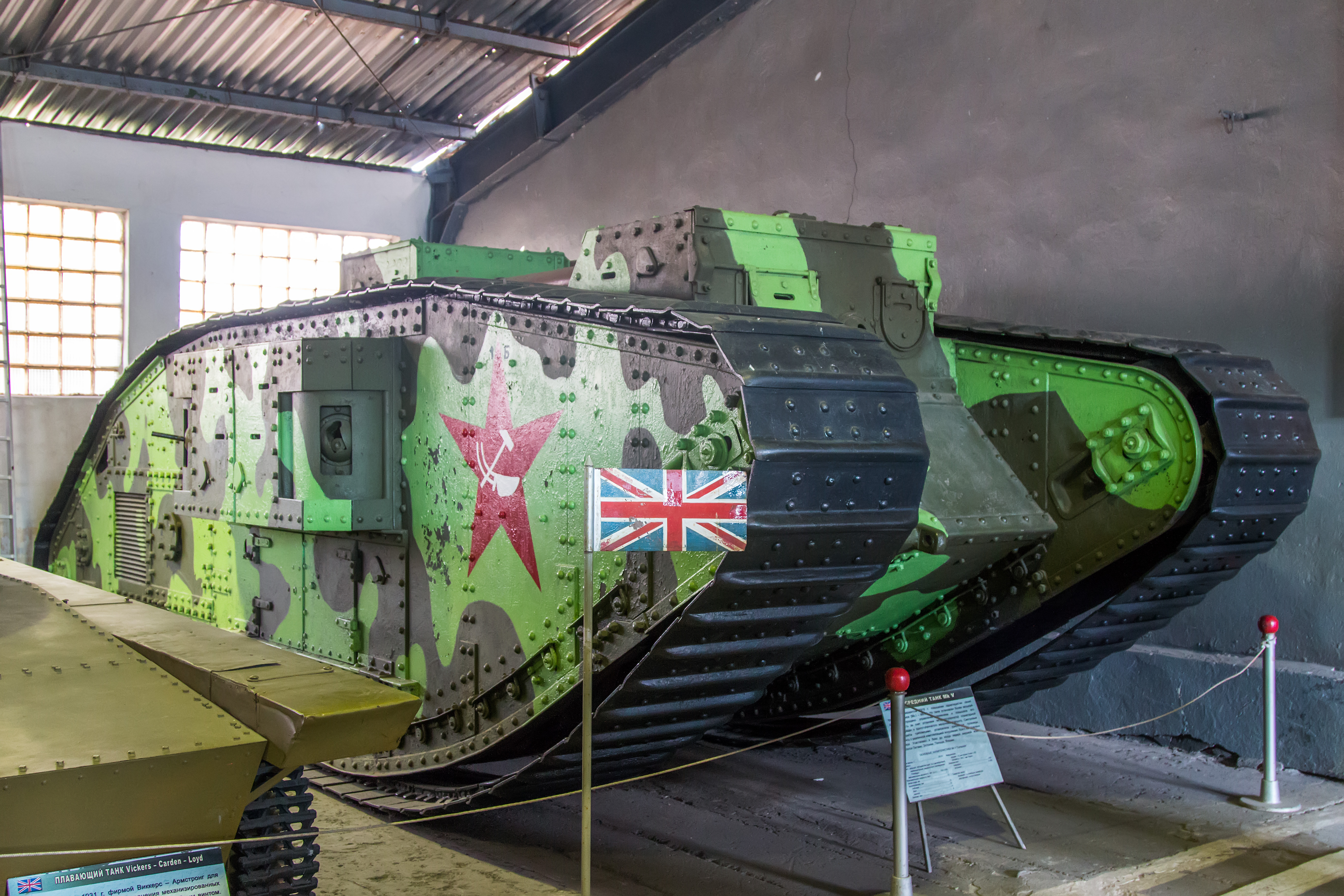
Mark V坦克（英语：Mk V tank）
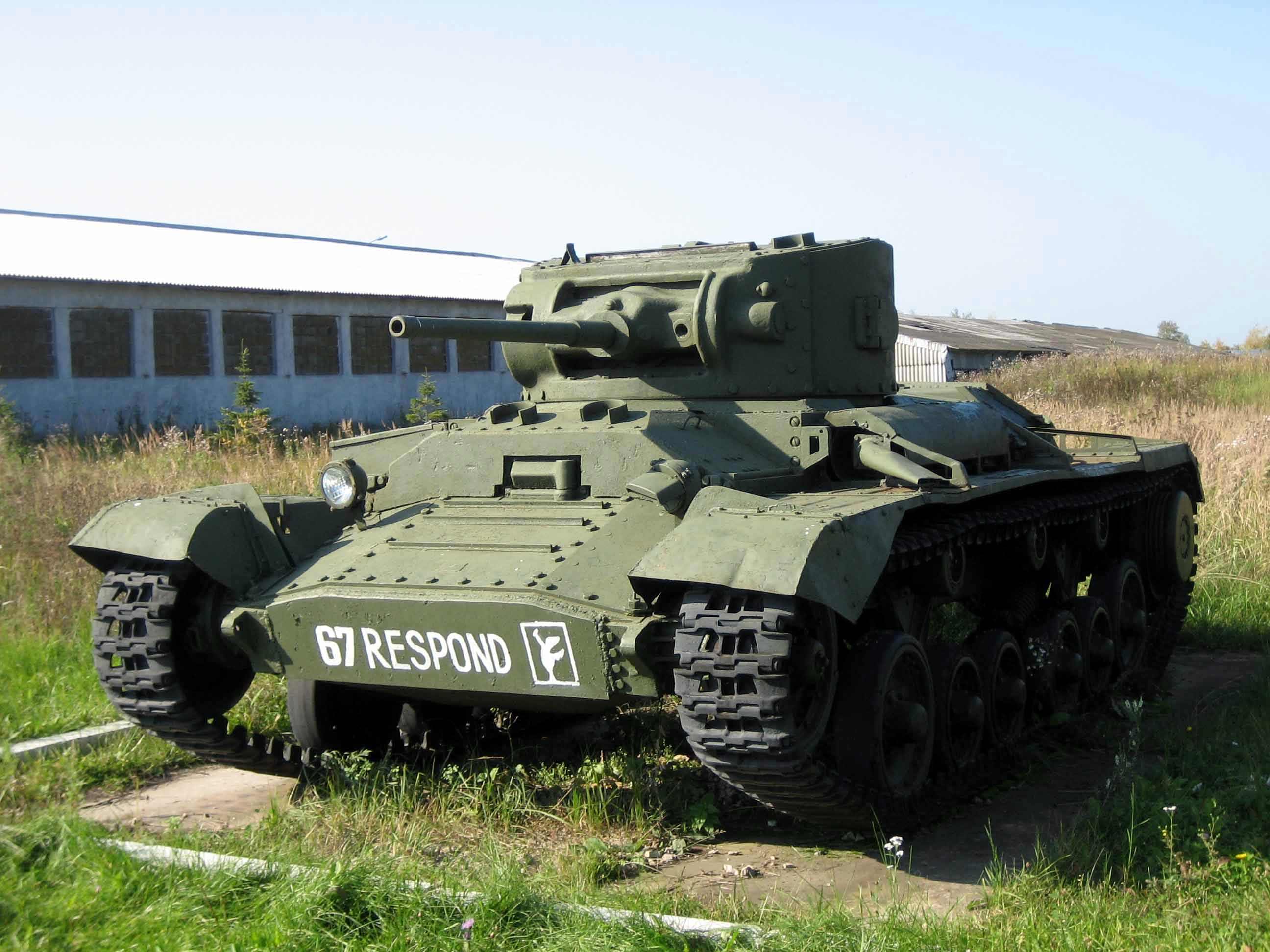
瓦倫丁坦克
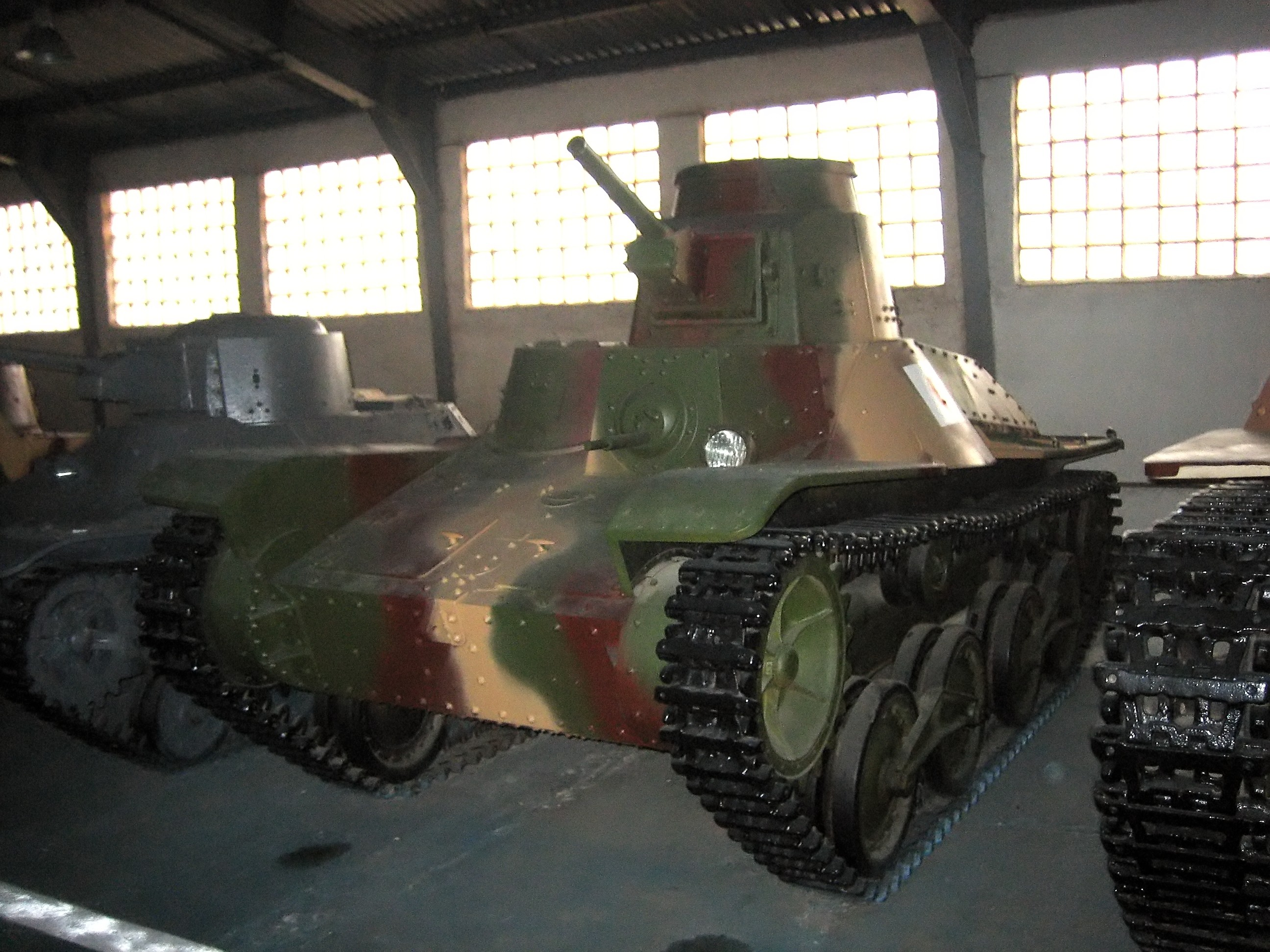
九五式輕戰車
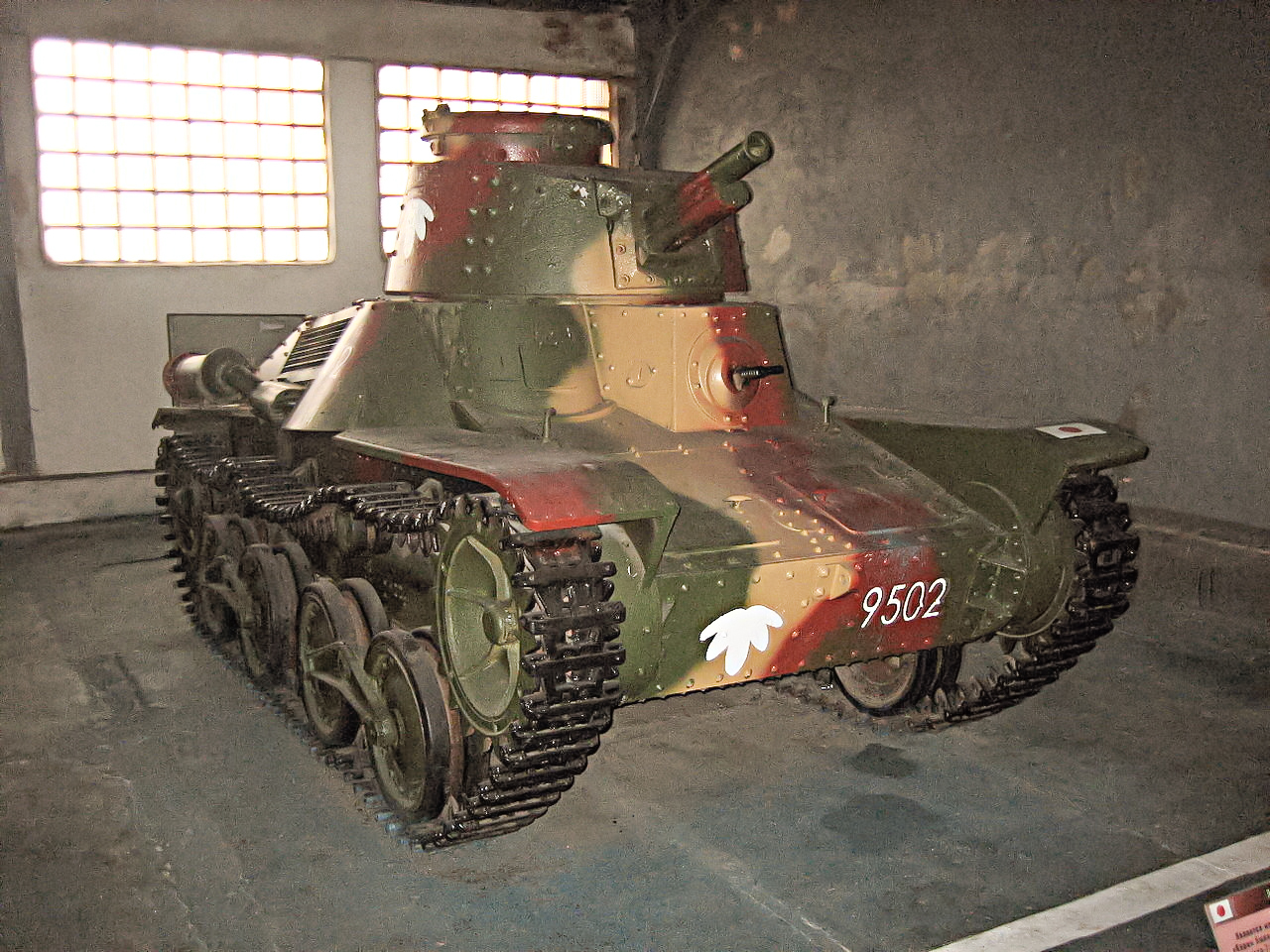
四式輕戰車
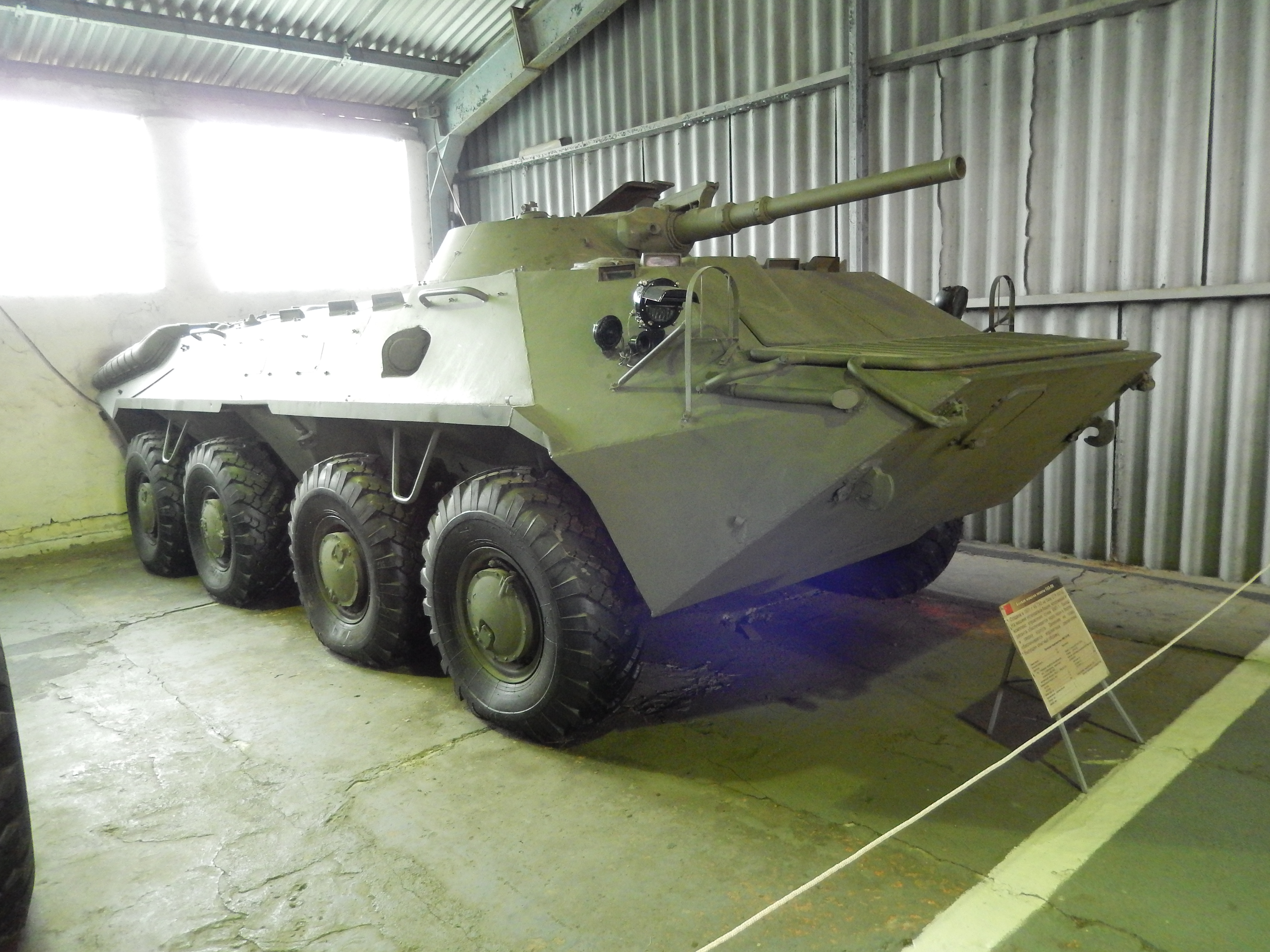
GAZ-50裝甲車（俄语：ГАЗ-50）
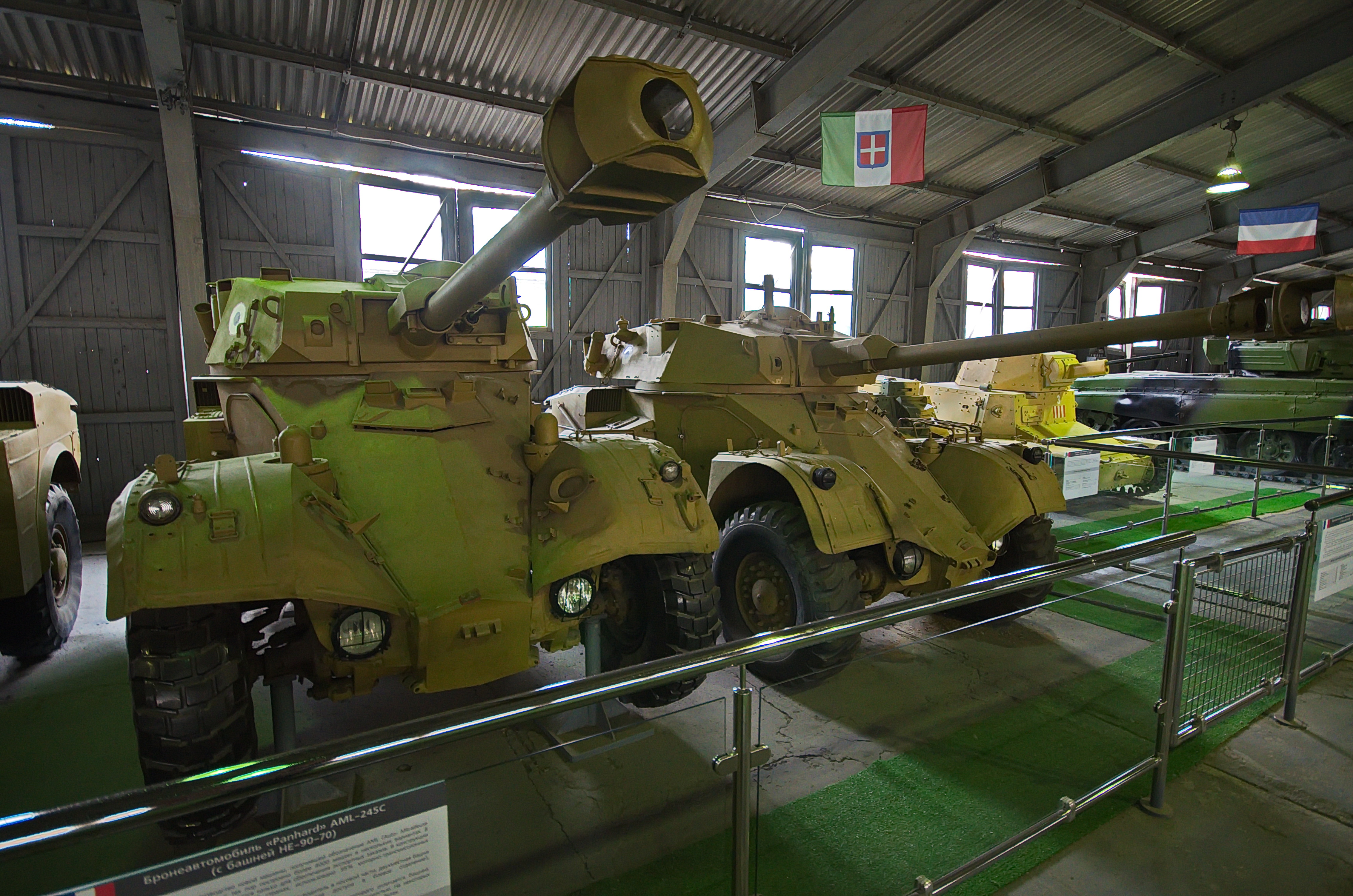
Panhard AML-90裝甲車（英语：Panhard AML）(左)與Eland-90裝甲車（英语：Eland armoured car）(右)
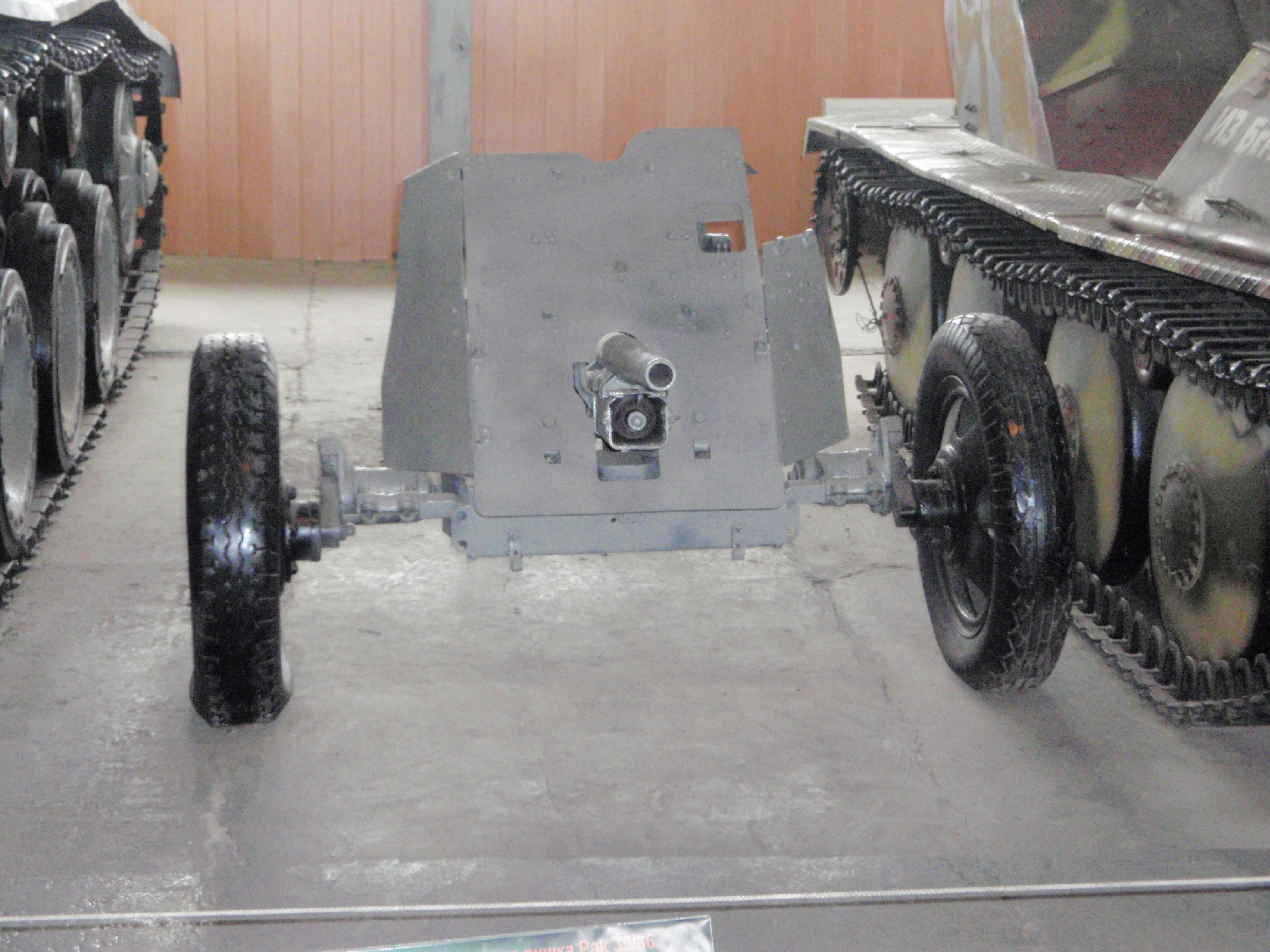
PaK 36反坦克炮
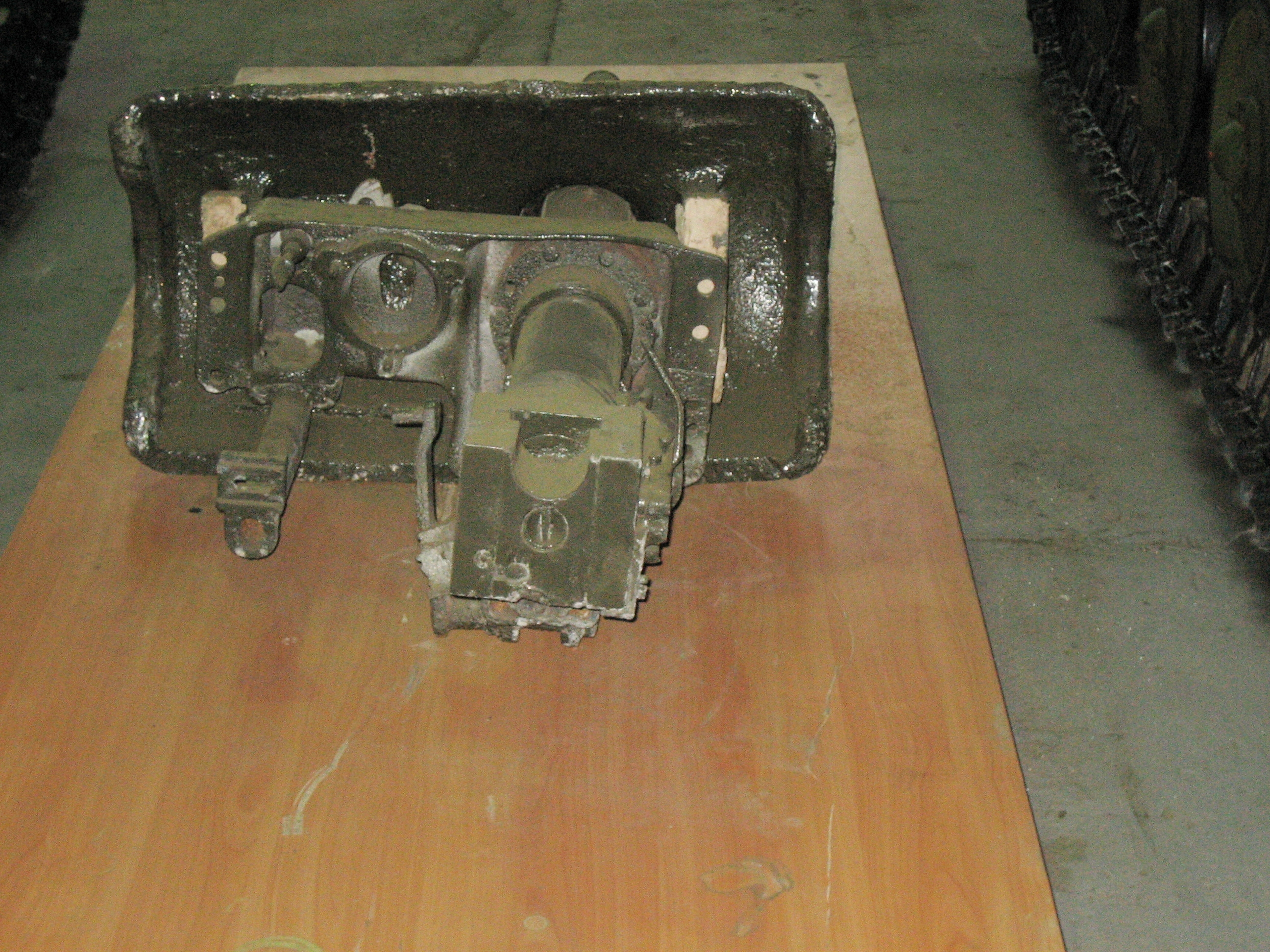
20K戰車炮
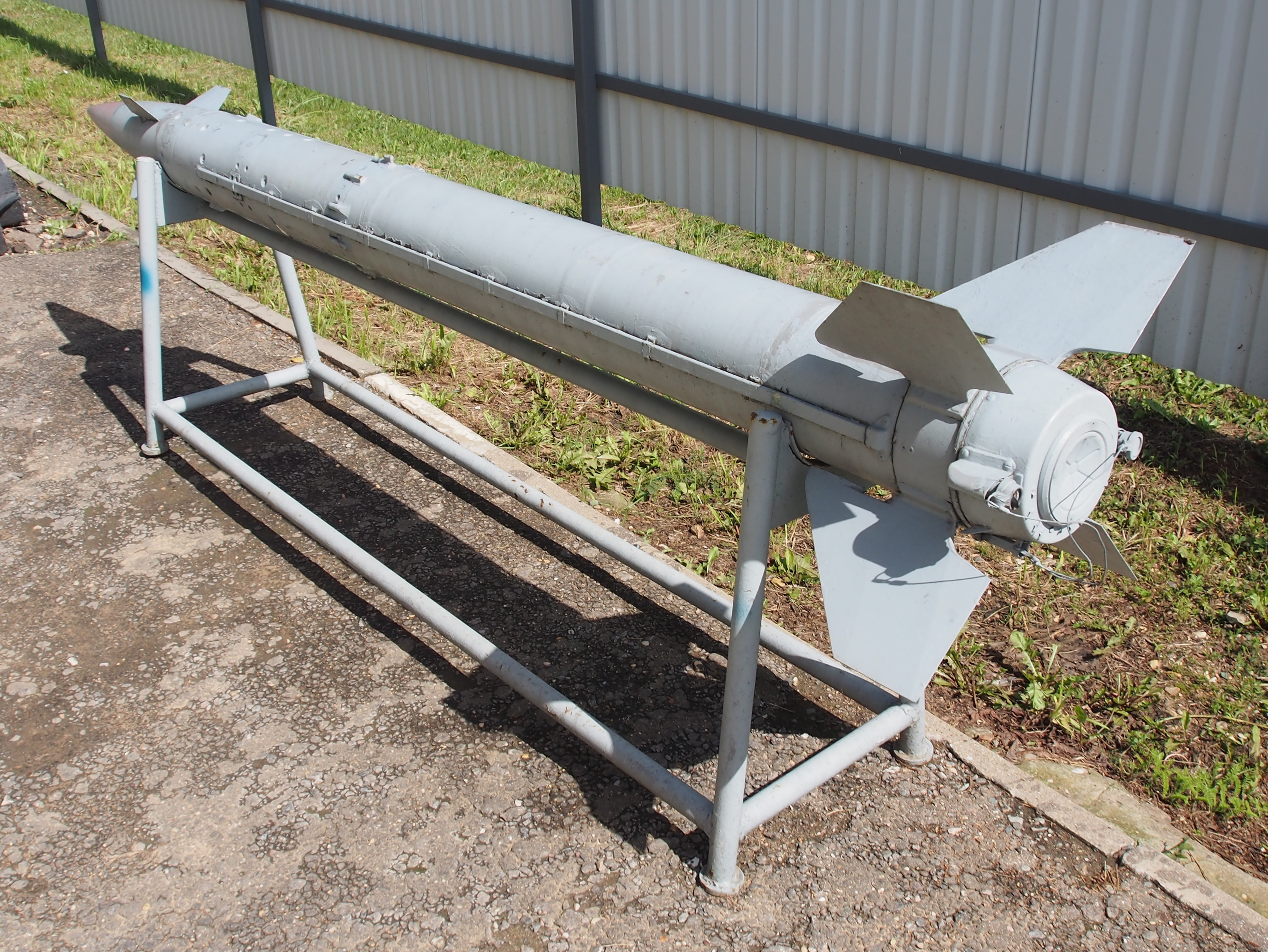
9K115-2麥士蒂索人-M反坦克飛彈
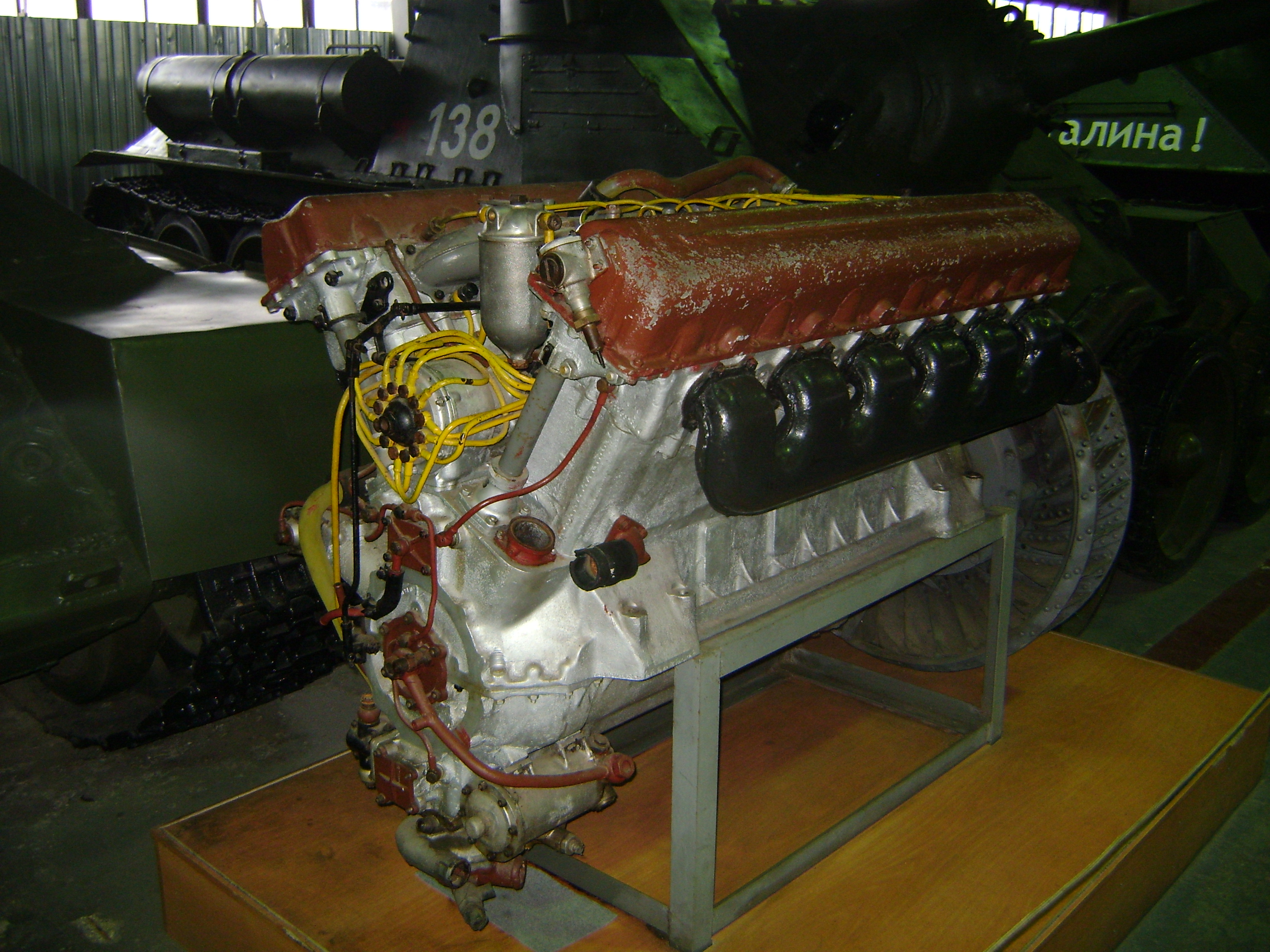
V-2柴油發動機（英语：Kharkiv model V-2）

## 外部連結
- 库宾卡坦克博物馆官方网站 （页面存档备份，存于） （俄文）
- Panzernet （页面存档备份，存于）
- Tank museum, Kubinka, Russia at the Test Range of NII BT; old website with all information in English （页面存档备份，存于）